# Italienische Marinegeschichte

Gegenwärtiges Wappen der italienischen Marine. Auf den vier Feldern sind die Thalassokratien Venedig, Genua, Pisa und Amalfi repräsentiert, darüber schwebt eine Corona navalis als Reminiszenz an die Römische Marine.

Die italienische Marinegeschichte, verstanden als militärische Seefahrtsgeschichte der in Italien bestehenden Staaten, reicht mindestens bis in die Frühantike zurück. Im Lauf der Jahrhunderte entwickelten sich einzelne italienische Staaten zu Seemächten, die im Mittelmeer eine bedeutende Rolle spielten. Gelegentlich kooperierten sie bei der Abwehr äußerer Gefahren, ansonsten rivalisierten sie insbesondere wegen ihrer Handelsinteressen um die Seeherrschaft, um Handelsniederlassungen und Kolonien und führten deswegen auch Kriege gegeneinander.
Mit der Entdeckung Amerikas und neuer globaler Seewege verlor der Mittelmeerraum und damit Italien die maritime Rolle an Seemächte am Atlantischen Ozean, insbesondere an Portugal, Spanien, Frankreich, England und die Niederlande. Darüber hinaus verloren einige italienische Staaten infolge der dortigen Kriege im 16. Jahrhundert ihre Unabhängigkeit. Die verbliebenen Seerepubliken Genua und Venedig, die den Höhepunkt ihrer Entwicklung bereits hinter sich hatten, waren jeweils auf sich alleine gestellt zu klein, um der Expansion des Osmanischen Reiches auf See wirklich Grenzen setzen zu können, auch wenn einzelne Erfolge nicht ausblieben. Mit der napoleonischen Besetzung Italiens erreichte diese Entwicklung ihren Tiefpunkt.
Der Aufbau der nationalstaatlichen italienischen Marine seit 1861 war von dem Anspruch geprägt, in der Tradition längst vergangener Seemächte zu stehen. Wesentlich schwieriger war das praktische Unterfangen, aus kleinen und sehr unterschiedlichen Seestreitkräften einzelner Staaten eine neue Marine zu bilden, deren Schlagkraft sich nicht nur aus der Summe der Kriegsschiffe ergab, sondern vor allem durch eine gut geführte Zusammenarbeit von Marinesoldaten aus allen Teilen des Landes. Die „Königliche Marine“ Italiens (Regia Marina) entwickelte sich insbesondere wegen der französisch-italienischen Flottenrivalität bis 1940 zu einer der größten Seestreitkräfte der Welt. Im Zweiten Weltkrieg blieben mit dem Sueskanal und Gibraltar die Mittelmeerzugänge in britischer Hand, was Italien und die Regia Marina in einem Binnenmeer abschnitt. Die Handlungsmöglichkeiten der prestigeträchtigen Schlachtflotte blieben mangels Treibstoff, Flugzeugträgern oder angemessenem Schutz durch die Luftwaffe und wegen der britischen Informationsüberlegenheit (Radar, Ultra) auf Kampfeinsätze bei guter Sicht und auf Operationen im zentralen Mittelmeer beschränkt. Mit dem Waffenstillstand vom 8. September 1943 musste die Flotte den Alliierten in Malta übergeben werden.
Teile dieser Flotte bildeten nach dem Krieg den Grundstock für den Wiederaufbau der Marine, die 1946 nach Abschaffung der Monarchie in Marina Militare umbenannt wurde. Als Übergangslösung übernahm man von den Vereinigten Staaten einige Schiffe und U-Boote, bis die italienische Schiffbauindustrie sie durch Neubauten ersetzen konnte. Die Republik Italien stellte in den folgenden Jahrzehnten trotz finanzieller Engpässe den Erhalt einer relativ kleinen, ausgewogenen, qualitativ hochwertigen Marine sicher, die im Rahmen der NATO wiederum vorwiegend im zentralen Mittelmeer operierte. Seit dem Ende des Kalten Krieges hat die Marina Militare Beiträge zu einigen internationalen Militäreinsätzen geleistet.

## Antike

### Erste Flotten
Die ersten nennenswerten Flotten, die an den Küsten Italiens entstanden und von dort aus operierten, waren die der Etrusker sowie die der griechischen Städte Süditaliens.
Die Etrusker sicherten sich um 535 v. Chr. nach der verlustreichen Seeschlacht von Alalia, die sie zusammen mit den Puniern vor Korsika gegen die Griechen aus Massalia und Alalia ausgetragen hatten, die Kontrolle des nördlichen tyrrhenischen Meeres, was ihrem Herrschaftsbereich entlang der Küste der heutigen Toskana und Latiums die Bezeichnung „tyrrhenische Thalassokratie“ einbrachte. Für den etruskischen Handel war die Sicherung dieses Seegebietes sowie die Bekämpfung der Piraterie im westlichen Mittelmeer von größter Bedeutung. Die weitere etruskische Expansion scheiterte 474 v. Chr. in der Seeschlacht bei Kyme im Golf von Neapel, als die Flotten von Syrakus und Kyme unter Hieron I. von Syrakus die Etrusker besiegten. Im weiteren Verlauf unterlagen die Etrusker an Land den Römern und wurden in deren Reich eingegliedert. Im Gegensatz zu den Griechen, die für ihre Trieren bekannt waren, blieben die Etrusker bis zuletzt bei ihren Biremen.
Neben Syrakus, das nach dem Seesieg bei Neapel zur mächtigsten Stadt in Süditalien aufstieg, galt auch Tarent als Seemacht. Beide Städte konnten jeweils bis zu 100 Trieren aufbieten. Erste römische Expansionsversuche nach Süditalien scheiterten 282 v. Chr., als Admiral Lucius Valerius mit seinen zehn Schiffen Tarent im gleichnamigen Golf unterlag. Kurz darauf griffen römische Bodentruppen die Stadt an und plünderten sie. Der zur Hilfe gerufene Pyrrhus errang mit seinen Verstärkungen einige Pyrrhussiege, konnte aber nicht verhindern, dass sich die Römer Tarent und dann auch Syrakus einverleibten.
Eine weitere nennenswerte Seefahrerstadt, die Rom zum Opfer fiel, war Antium, die Hauptstadt der Volsker. 340 v. Chr. griffen diese mit ihrer Flotte Ardea und Ostia an. Die so provozierten Römer unternahmen erste ernsthafte Versuche, in ihren Navalia eine eigene Kriegsflotte aufzubauen. Ab dem Jahr 338 zierten die Rostra der erbeuteten Schiffe Antiums das Forum Romanum.

### Die Römische Marine
- Hauptartikel: Römische Marine

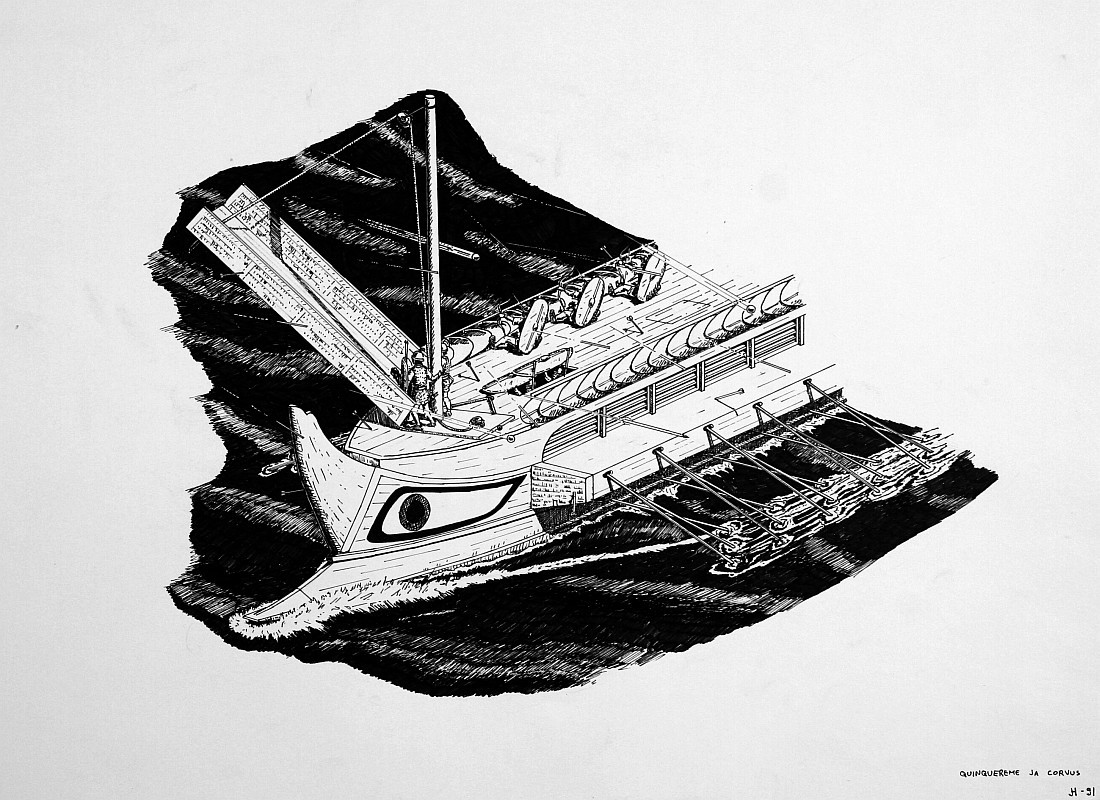
Römische Quinquereme mit Corvus

Die Römer waren ursprünglich ein bäuerlich geprägtes Volk, das trotz der Nähe zum Meer wenig Bezug zur Seefahrt hatte. Auch im römischen Militär spielte die Marine eine zweitrangige Rolle. Als man sich im Machtkampf mit Karthago um die Herrschaft auf Sizilien, in Italien und im Mittelmeerraum mit der überlegenen karthagischen Flotte konfrontiert sah, versuchte Rom deren Schiffbau nachzuahmen und die Stärke der römischen Landstreitkräfte auf die See zu übertragen, indem man die Schiffe mit besonderen Enterbrücken (Corvus) ausrüstete und damit die Eroberung gegnerischer Kriegsschiffe wesentlich erleichterte. Im Ersten Punischen Krieg gewann 260 v. Chr. eine römische Flotte unter Gaius Duilius mit diesem System vor Sizilien die Seeschlacht von Mylae, mit der Rom die karthagische Seeherrschaft überwand. Nach Gaius Duilius benannte die italienische Marine zuletzt Anfang des 21. Jahrhunderts ein Kriegsschiff.
Nachdem die Römer auch mit Hilfe der Flotte alle Gebiete rund um das Mittelmeer erobert hatten, blieb der römischen Marine nur noch die Bekämpfung der Piraterie. In Italien lagen die beiden bedeutenden Marinestützpunkte Classe bei Ravenna und Misenum bei Neapel. In Misenum befand sich die stärkere der beiden Hauptflotten und auch der Großteil der Marineinfanterie, die eine besondere politische Bedeutung hatte. Bis Ende des ersten Jahrhunderts n. Chr. durften sich in Italien aus Sicherheitsgründen keine römischen Legionen aufhalten, weswegen die Marineinfanterie in Misenum ein bedeutendes Gegengewicht zu den Prätorianergarden in der Stadt Rom bildete.
Die Marineverbände und Stützpunkte, die die Römer außerhalb Italiens unterhielten, werden oft in der Marinegeschichte anderer Länder berücksichtigt.

## Mittelalter

Italienische Seerepubliken

Nach dem Untergang des Weströmischen Reiches im Jahr 476 versuchte das verbliebene oströmisch-byzantinische Reich, die alte Reichseinheit wiederherzustellen, besonders unter Kaiser Justinian I. Aus diesem Grund spielte die byzantinische Marine vor den Küsten Italiens und im westlichen Mittelmeerraum eine herausragende Rolle, wo sie sich zunächst gegen die Flotten von Vandalen und Ostgoten durchsetzte und dann bis ins 11. Jahrhundert zur Abwehr arabischer Seeangriffe beitrug.
Im 6. bis 8. Jahrhundert versuchten die Langobarden ganz Italien zu erobern. Damit richteten sie sich nicht nur gegen Byzanz, das weite Teile Italiens beherrschte, sondern auch gegen den Papst, der die Franken zu Hilfe rief. Wie schon die Byzantiner, so dachten auch die Franken bald an eine Wiederherstellung des Römischen Reiches (Renovatio imperii). Seit Kaiser Otto III. (980–1002) bestand dieser Anspruch der römisch-deutschen Kaiser, gegen den sich nicht nur der Widerstand der Päpste regte, sondern auch vieler italienischer Stadtstaaten. Unter diesen Stadtstaaten befanden sich einige, die an der Küste lagen, die sich dem Seehandel zuwandten und deswegen später als Thalassokratien oder „Seerepubliken“ (it. repubbliche marinare) bezeichnet wurden. Im Lauf der Zeit lösten sich diese von den römisch-deutschen und byzantinischen Kaisern und führten eigene Regierungsstrukturen ein. Die vier bekanntesten dieser Seerepubliken, die auch die italienische Marinegeschichte des Mittelalters prägten, waren Venedig, Genua, Pisa und Amalfi.
Die Republik Italien entschied sich 1947 dafür, die Wappen dieser vier Seerepubliken sowohl in die Seekriegsflagge als auch in die Handelsflagge aufzunehmen. Dadurch geriet manchmal in Vergessenheit, dass es im Mittelalter noch andere Stadtstaaten gegeben hatte, die den Status einer Seerepublik für sich beanspruchen konnten, darunter Ancona, Gaeta und Noli. Die Republik Ragusa, heute Dubrovnik in Kroatien, stand lange Zeit unter venezianischem Einfluss, bildete jedoch einen eigenen Staat jenseits der Adria und ist daher nicht Teil dieser Darstellung. Andere italienische Staaten unterhielten kleinere Flotten, so der Kirchenstaat seit dem 9. Jahrhundert und das Herzogtum Savoyen seit dem Erwerb der Grafschaft Nizza. Diese Seestreitkräfte werden im weiteren Verlauf berücksichtigt.
Nahe liegt der Vergleich zwischen den italienischen Seerepubliken und den deutschen Hansestädten an Nord- und Ostsee. Während die Hansestädte kooperierten, um ihre Handelsinteressen zu schützen und zu fördern, blieb für die italienischen Seerepubliken ein scharfes Konkurrenzdenken charakteristisch, das nicht selten in Kriege mündete. Von Bedeutung war in diesem Zusammenhang auch der Machtkampf zwischen kaisertreuen Ghibellinen, und den Guelfen, die den Papst unterstützten. Gemeinsam kämpften die Seerepubliken zeitweise in lockeren Bündnissen gegen äußere Feinde, zunächst besonders gegen die sich im Mittelmeerraum ausbreitenden Araber. Dass die Sarazenen in Italien nicht dauerhaft Fuß fassen konnten, war auch das Verdienst der Seerepubliken. Die Republiken beteiligten sich an den Kreuzzügen, nicht nur als Dienstleister im Seetransport, sowie an der Bekämpfung der Mauren in Spanien. Neben gegenläufigen Handelsinteressen waren territoriale Fragen Gründe für Kriege unter den Seerepubliken, insbesondere wenn es um die Aufteilung von Gebieten ging, die man den Arabern wieder abgenommen hatte. Eine weitere Bedrohung für die Seerepubliken und deren „Überseegebiete“, Kolonien und Handelsniederlassungen im östlichen Mittelmeerraum waren die Türken, die aus Zentral- nach Kleinasien vordrangen und schließlich das byzantinische Reich endgültig zu Fall brachten, als sie 1453 Konstantinopel eroberten. Im Kampf gegen Araber und Türken nahmen die Seerepubliken für sich unter anderem in Anspruch, das christliche Abendland verteidigen zu wollen. Bezeichnend blieb für sie jedoch, dass sie wegen vorrangiger Handels- und Finanzinteressen oft zwielichtige Kompromisse eingingen, bei denen weltanschauliche und militärische Grundsätze oft in den Hintergrund gerieten.
Nachstehend eine Grafik zur zeitlichen Einordnung einiger Seerepubliken und kurze Darstellungen ihrer Geschichte bis zum Ende des Mittelalters:

### Amalfi
- Siehe auch: Herzogtum Amalfi

Flagge von Amalfi

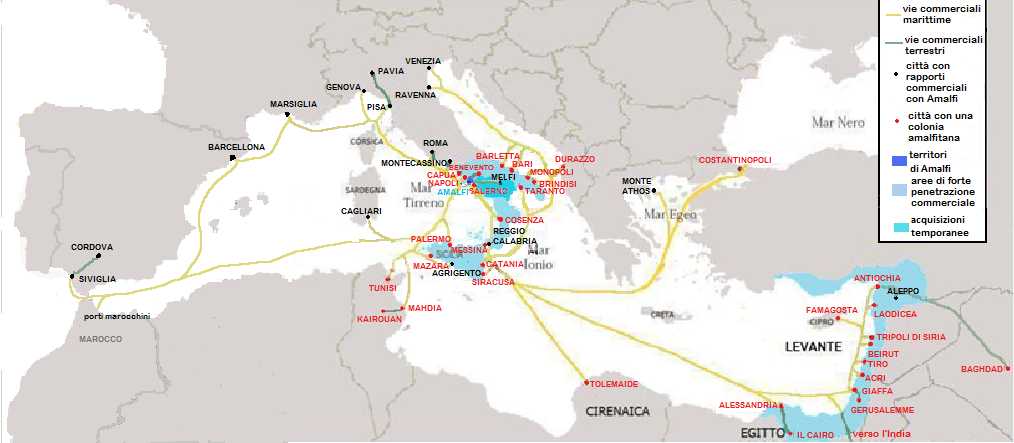
Handelsräume, Seewege und Niederlassungen der Republik Amalfi

Amalfi spielte als Seerepublik vom 9. bis zum 11. Jahrhundert eine bedeutende Rolle im Mittelmeerraum, insbesondere im Handel zwischen Orient und Okzident, in dem es damals noch vor Pisa, Genua und Venedig stand. Militärisch war Amalfi nur im 9. Jahrhundert bei der Abwehr von Sarazenenangriffen von Bedeutung. Amalfi war zur damaligen Zeit weit größer als der heutige Touristenort an der Amalfiküste, deren Verlauf sich wegen Stürmen und Erdrutschen mehrmals veränderte. Mit über 50.000 Einwohnern zählte die Stadt zu den größten in Italien. Die Seerepublik umfasste den Großteil der Halbinsel von Sorrent. Politisch war Amalfi bis ins 9. Jahrhundert Teil des Byzantinischen Reiches, genoss jedoch wegen seiner Bedeutung als Handelszentrum und dank seiner starken Flotte weitestgehende Autonomie. Gegen Übergriffe der benachbarten Langobarden rebellierten die Amalfitaner im Jahr 839 und erkämpften sich damit ihre Unabhängigkeit, die man bei Bedarf auch durch Bündnisse mit den Sarazenen verteidigte. 866 erkannte Amalfi die Oberhoheit Ludwigs II. an und half ihm 872 bei der Befreiung des Bischofs von Neapel. Als Dank dafür erhielt Amalfi die Insel Capri. Um sich gegen weitere Angriffe der Nachbarn zu schützen, unterstellte sich Amalfi 1073 den süditalienischen Normannen unter Robert Guiskard und gab so seine Unabhängigkeit auf. Im Krieg gegen Roger II. von Sizilien kam es dann 1135 zu dem verheerenden pisanischen Angriff auf Amalfi, das nicht nur als legitimes normannisches Ziel angesehen wurde, sondern auch als unliebsamer Handelskonkurrent. Trotz allem konnte Amalfi seinen Seehandel in eingeschränktem Maß fortführen, bis 1343 ein schwerer Sturm die Hafenanlagen und die Werften zerstörte.
Die isolierte Lage an der Steilküste bewegte die Amalfitaner und ihre Nachbarn schon früh, ihr Glück in der Seefahrt und im Handel zu suchen. Bereits im 8. Jahrhundert dominierten sie den Seehandel an den Küsten Kampaniens und Latiums. Dessen weiterer Ausbau beruhte auf einem Seesieg der Byzantiner gegen die Sarazenen im Jahr 747, in dessen Folge die nordafrikanischen Sarazenen Zypern und weite Teile der Levante verloren, von wo sie Holz importiert hatten. Als neuer Holzlieferant sprang Amalfi ein, das sich den Rohstoff mit Gold bezahlen ließ und damit Gewürze, Edelsteine, Textilien und Goldschmiedeerzeugnisse in der Levante einkaufte. Diese Luxusgüter verkauften die Amalfitaner in Italien, Frankreich und Spanien mit großen Gewinnmargen. Mit diesen Gewinnen schufen sie nicht nur eine der beeindruckendsten Städte der damaligen Zeit, sondern auch eine der größten Flotten im Mittelmeer. Während der Bau von Handelsschiffen Sache einzelner Familien oder Seehandelsunternehmungen blieb, baute die Seerepublik ihre Kriegsschiffe in eigens dafür vorgesehenen Werften oder Arsenalen in Amalfi, Atrani, Minori, Maiori und an anderen Orten. Bei den Kriegsschiffen handelte es sich zunächst um Dromonen byzantinischer Art und um Nachbauten arabischer Sagenentypen, später dann vor allem um Galeeren mit 108 bis 120 Rudern, zuletzt auch um Galeassen.
Die Kriegsflotte Amalfis beteiligte sich zusammen mit Kriegsschiffen aus Neapel und Gaeta am Kampf gegen die Sarazenen, die immer wieder die Küsten Italiens angriffen und sogar die Zerstörung Roms ins Auge fassten. Im Jahr 846 errang Amalfi mit seinen Verbündeten einen Sieg bei Punta Licosa, 849 dann einen vom Wetter begünstigten Erfolg in der Seeschlacht von Ostia. Bei Bedarf unterstützten Amalfi und andere Städte in der Region die byzantinische Marine mit Kriegsschiffen, so 812 vor Sizilien. Darüber hinaus beauftragte Byzanz Amalfis Werften immer wieder mit dem Bau von Schiffen für seine eigene Marine. Ab 875 hielt sich Amalfi aus den Kriegen gegen die Sarazenen weitgehend heraus und konzentrierte sich auf den Handel.
Dem aus Amalfi stammenden Seefahrer Flavio Gioia wurde in der Vergangenheit die Erfindung des Kompasses zugeschrieben, was sich aber nicht nachweisen lässt. Als sicher kann gelten, dass der Kompass im Mittelmeerraum unabhängig von chinesischen Erfindungen entwickelt wurde und Amalfitaner an dessen Verbesserung und Verbreitung Anteil hatten. Erwähnenswert ist hier auch das ab dem 11. Jahrhundert in der Tabula Amalphitana kodifizierte Seerecht Amalfis, das bis ins 16. Jahrhundert im gesamten Mittelmeerraum Anwendung fand.
Die Flagge Amalfis zeigt ein weißes, sogenanntes Malteserkreuz auf blauem Grund. Amalfitanische Kaufleute gründeten um 1020 in Jerusalem ein Pilgerhospital, das Johannes dem Täufer geweiht war. Zur Versorgung und zum Schutz der Pilger entstand dort der Johanniterorden, der nach dem Umzug nach Malta im 16. Jahrhundert in Malteserorden umbenannt wurde. Amalfi nimmt für sich in Anspruch, dem Orden das Johanniter- oder Malteserkreuz gegeben zu haben, welches eigentlich ein „Amalfitaner-Kreuz“ sei.

### Pisa
- Siehe auch: Geschichte Pisas, Portolankarte

Flagge von Pisa

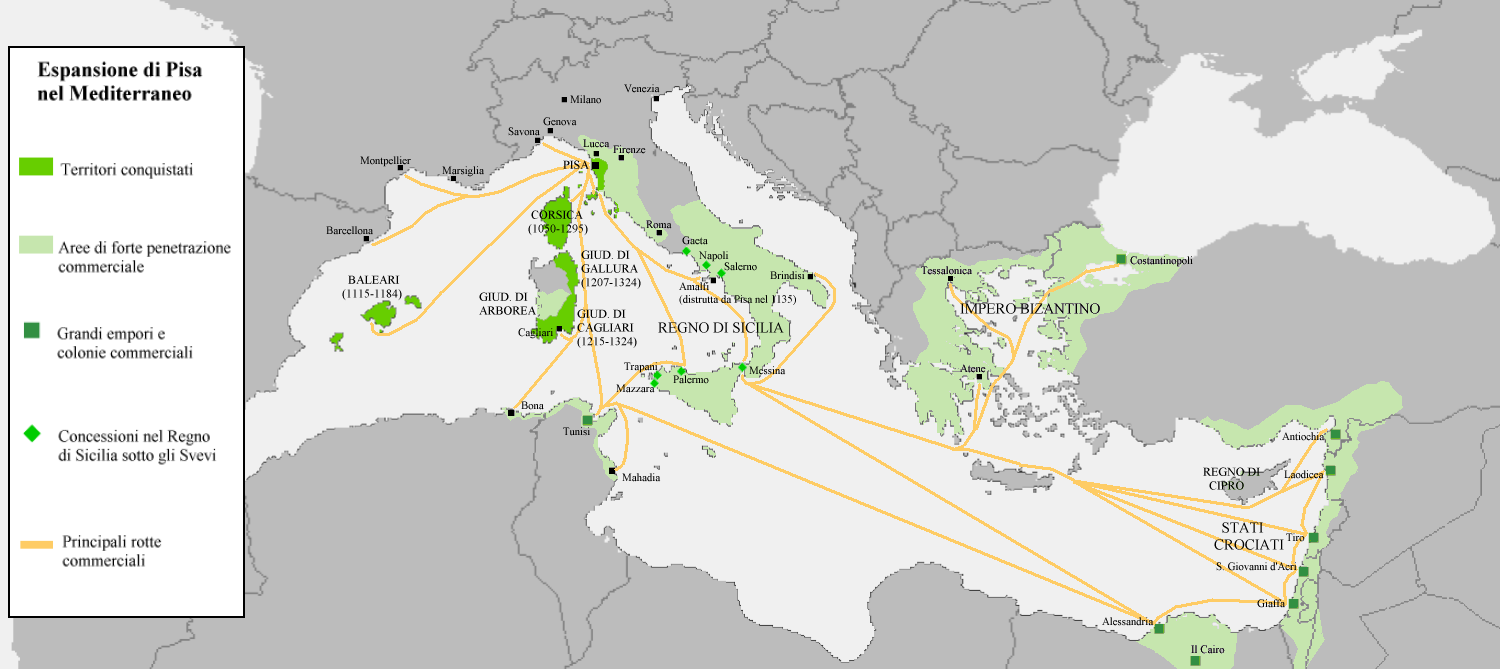
Besitzungen, Handelsräume und Routen der Republik Pisa

Die am Arno gelegene Stadt Pisa befand sich im Mittelalter näher am Meer als heute, da Ablagerungen im Lauf der Zeit die Flussmündung immer weiter nach Westen verschoben. Im Mittelalter war Pisas Binnenhafen durch etliche Flussarme und Kanäle mit dem Meer verbunden. Der befestigte Flottenstützpunkt und Handelshafen Porto Pisano lag hingegen direkt am Meer, unmittelbar nördlich der heutigen Hafenstadt Livorno. Der bereits von den Römern genutzte Sinus Pisanus oder Portus Pisanus musste wegen der Versandungen mehrmals modifiziert werden und verlor schließlich im 16. Jahrhundert seine Rolle als bedeutendster Hafen der Toskana an das ehemalige Fischerdorf Livorno.
Das Ende des weströmische Reiches und die Völkerwanderung überstand Pisa weitgehend unbeschadet. Bereits Anfang des 7. Jahrhunderts war die pisanische Flotte stark genug, um die Friedensverhandlungen zwischen Byzantinern und Langobarden zu beeinflussen. Pisa war erst byzantinisch, dann langobardisch und fränkisch. Zur wirklichen Seemacht, die im 12. Jahrhundert weite Teile des Mittelmeers beherrschte, wurde Pisa im Kampf gegen die Sarazenen. Nach ersten Abwehrkämpfen ging man bereits 828 entlang der nordafrikanischen Küste zum Gegenangriff über. Zu den größten pisanischen Einsätzen zählten die mit Genua durchgeführten Befreiungen Korsikas und Sardiniens, der 1113 gestartete Angriff auf die Balearen sowie die Beteiligung am Ersten Kreuzzug, der Pisas Levantehandel beflügelte. Für die zahlreichen Operationen erhielt Pisa sowohl von den Kaisern als auch von den Päpsten zahlreiche Privilegien, die Pisas Autonomie weiter stärkten. So übertrugen kaiserliche Diplome der Jahre 1162 und 1165 Pisa den Küstenabschnitt zwischen Porto Venere und Civitavecchia, also die gesamte Küste der Toskana und der südlichen Maremma. Wegen der pisanischen Vorrechte auf Sardinien und Korsika kam es mit dem Handelskonkurrenten Genua bald zu kriegerischen Auseinandersetzungen. Zwischen 1119 und 1133 blieb es bei einem Kleinkrieg, den der Papst schlichtete, indem er die Diözesen Korsikas neuordnete und sie zum Teil dem Erzbischof Genuas unterstellte. Bei dem Krieg zwischen 1165 und 1175 drehte es sich wieder um Korsika und Sardinien sowie um Handelsrechte in Frankreich und Spanien, bei dem zwischen 1192 und 1204 um Handelsrechte auf Sizilien. Ende des 12. Jahrhunderts forderte Pisa Venedig heraus, als es mit etlichen Adriastädten Handelsbeziehungen knüpfte und Pola zum Aufstand anstachelte. Nachdem Pisa vor Brindisi gegen die Venezianer unterlegen war, regelte man den pisanischen Handel in der Adria durch einen Vertrag. Ein vergleichbares Ergebnis konnte gleichzeitig auch mit Genua erreicht werden.
Nachdem im Konflikt zwischen Kaiser und Papst pisanische und kaiserlich sizilianische Schiffe 1241 bei Giglio die papsttreuen Genuesen geschlagen hatten, besetzte Pisa die korsische Stadt Aleria und belagerte 1243 Genua, jedoch ohne Erfolg. In einem weiteren Konflikt mit Genua wurde die pisanische Flotte 1284 in der Seeschlacht bei Meloria vernichtend geschlagen. Es war die größte Seeschlacht des Mittelalters. Da Pisa das folgende Friedensabkommen nicht einhielt, zerstörten die Genuesen bis 1290 Porto Pisano. Teile der pisanischen Hafenkette hingen Jahrhunderte in genuesischen Kirchen, bis sie 1860 im Zug der Einigung Italiens wieder zurückgegeben wurden. 1324 verlor Pisa auch seine Stützpunkte auf Sardinien, als die Aragonier ihr vom Papst gegebenes Recht auf die Insel mit Waffengewalt durchsetzten. 1406 fiel Pisa schließlich an Florenz.
Die Flagge der ghibellinischen Republik Pisa geht auf die kaiserliche Blutfahne zurück. Unter dem Zeichen des Kreuzes befreiten die Pisaner Sardinien von den Sarazenen. Die insgesamt zwölf Kugeln an den Enden des Kreuzes stehen für die zwölf Apostel.

### Genua
- Siehe auch: Republik Genua, Genueser Kolonien

Flagge Genuas

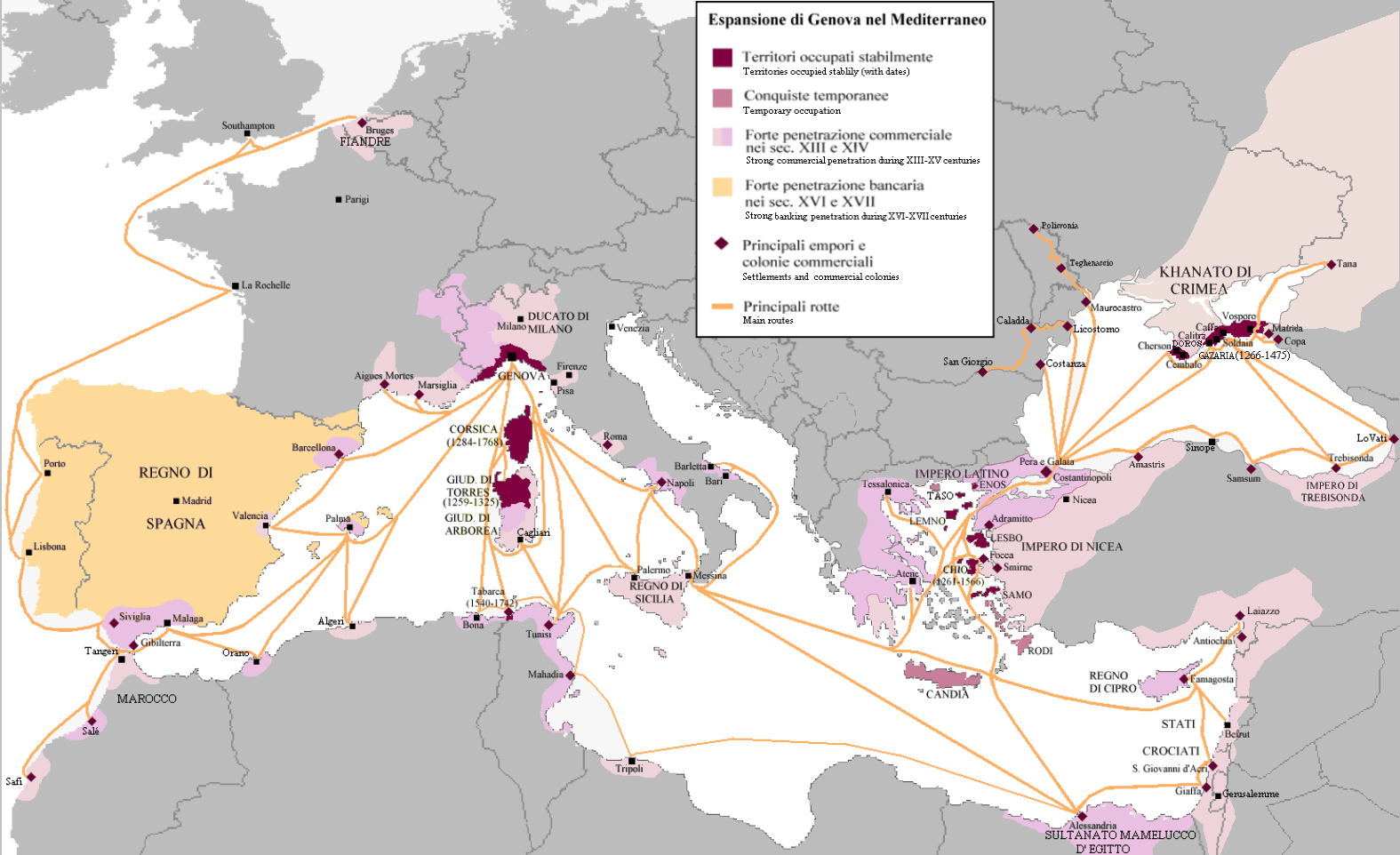
Überseegebiete, vorrangige Handelsräume und Seewege der Republik Genua

Bis ins 10. Jahrhundert war Genua eine unbedeutende kleine Hafenstadt, die unter römischer, ostgotischer, byzantinischer und langobardischer Herrschaft gestanden hatte. Da der Ligurische Apennin den Austausch mit dem norditalienischen Tiefland erschwerte und die aus römischer Zeit stammenden Verkehrswege verfielen, wandte man sich auch an der ligurischen Küste der Seefahrt zu. Genua litt vom 8. bis zum 10. Jahrhundert unter etlichen Sarazenenangriffen, was zum Aufbau eigener Seestreitkräfte führte, die die Sarazenen 806 bei Korsika bekämpften und sie 935 bei Asinara schlugen. Die seit dem 11. Jahrhundert bestehende Autonomie Genuas und die Vorrangstellung in Ligurien bestätigte Kaiser Friedrich I. im Jahr 1162. Ursprünglich leiteten gewählte Konsuln die Republik, später nach venezianischem Vorbild Dogen. Die politische Entwicklung Genuas litt schon zur Zeit der Konsuln am ausgeprägten Individualismus sowie an der extremen Macht- und Profitgier der Oligarchie. Im Grunde hatte die Republik Genua im Gegensatz zu Venedig keine wirkliche Regierung, sondern rivalisierende Gruppierungen, die die Machtausübung und die Besetzung öffentlicher Ämter durch inoffizielle Abkommen regelten. Zeitweise gab man die Herrschaft an neutrale Dritte aus Mailand oder Frankreich ab, oder war wegen der inneren Instabilität dazu gezwungen. Zu einem bedeutenden Machtfaktor entwickelte sich daneben der Banco di San Giorgio. Zwangsläufig hatte der Staat nicht genügend Autorität, um Zölle und andere Steuern in ausreichender Weise einzutreiben, weswegen das große Privateigentum und die mangelnde öffentliche Finanzkraft charakteristisch für die Republik Genua blieb.
Die politischen Rahmenbedingungen führten dazu, dass die Republik bis auf einige wenige Patrouillenschiffe nie eine eigene staatliche Marine aufbauen konnte. Mächtige genuesische Familien (Doria, Fieschi, Grimaldi, Spinola und andere) besaßen zahlreiche Handelsschiffe, die bei Bedarf auch als Kriegsschiffe fungierten. Geriet die Republik oder ihr Handel im Allgemeinen in Gefahr, stellten die privaten Reedereien auch große Kriegsflotten auf. Unter diesen Bedingungen konnte man kaum der Versuchung widerstehen, Privatkriege zu führen oder Kriegsschiffe und Besatzungen gegen Sold fremden Herrschern zu überlassen oder nach sarazenischem Vorbild zu plündern. Auch die Flotten der genuesischen Kolonien führten in der Regel ein solches Eigenleben. Trotz dieses inneren Gefüges gelang es, zusammen mit Pisa die Sarazenen aus Sardinien und Korsika und den umliegenden Gewässern zu vertreiben, im Ersten Kreuzzug mit Schiffen, Belagerungsmaschinen und Armbrustschützen entscheidende Beiträge zu leisten, den Konkurrenten Pisa 1284 bei Meloria auszuschalten und den Venezianern ihre Stellung im östlichen Mittelmeerraum streitig zu machen, die sie dort mit dem Vierten Kreuzzug erlangt hatten. 1261 unterstützte Genua die Rückeroberung Konstantinopels durch die Byzantiner, die den dortigen venezianischen Marionettenstaat beseitigten. Trotz des weitgehend verlorenen Krieges von St. Sabas konnte Genua ins Schwarze Meer und darüber hinaus expandieren. Bei den weiteren Kriegen zwischen Genua und Venedig ging es vor allem auch um den Bosporus und den Zugang zum Schwarzen Meer. 1298 trug Genua den Kampf gegen Venedig bis in die Adria und erreichte nach dem Sieg bei Curzola den Höhepunkt seiner Seemacht. Venedig verbündete sich 1350 mit den Aragoniern gegen Genua und Byzanz. Der dritte genuesisch-venezianische Krieg endete mit einem Abkommen, demzufolge jede Seite die Rechte der anderen im Schwarzen Meer respektieren wollte. Im entscheidenden Chioggia-Krieg griff Genua die Republik Venedig erneut in der Adria an und schlug die venezianische Flotte 1379 bei Pola, unterlag dann aber kurz darauf bei dem Versuch, Venedig an Land anzugreifen bei Chioggia. In der Folge hatte Genua das Nachsehen und verlor seine Kolonien im östlichen Mittelmeerraum und im Schwarzen Meer schrittweise, insbesondere nachdem die Osmanen Konstantinopel erobert hatten. Genuas Handel konzentrierte sich in der Folge auf das zentrale und westliche Nordafrika und schließlich besonders auf die iberische Halbinsel. Vor allem die Genuesen interessierten sich für mögliche alternative Seewege in den Orient, um venezianische, osmanische und arabische Zwischenhändler auszuschalten.
Der genuesische Schiffbau war seit dem Hochmittelalter führend. So half man Herrschern in Frankreich, Spanien, Portugal und auch im Orient beim Aufbau eigener Flotten. Genuesische Fachleute bauten für Alfons den Weisen von Kastilien das Arsenal in Sevilla und für Philipp den Schönen von Frankreich das Arsenal in Rouen.
Ab dem Jahr 1190 verwendeten englische Schiffe die Flagge Genuas im Mittelmeerraum, womit sie unter den Schutz der genuesischen Flotten gestellt wurden. Der englische König zahlte dafür an Genua einen jährlichen Tribut. Später wurde die Flagge zur Flagge Englands und ist bis heute sein Symbol. Sie findet sich auch in der Flagge Londons, der Flagge der Royal Navy und als zentraler Bestandteil im Union Jack.

### Venedig
- Siehe auch: Republik Venedig, venezianische Kolonien, Wirtschaftsgeschichte der Republik Venedig, venezianische Diplomatie

Seekriegsflagge der Republik Venedig

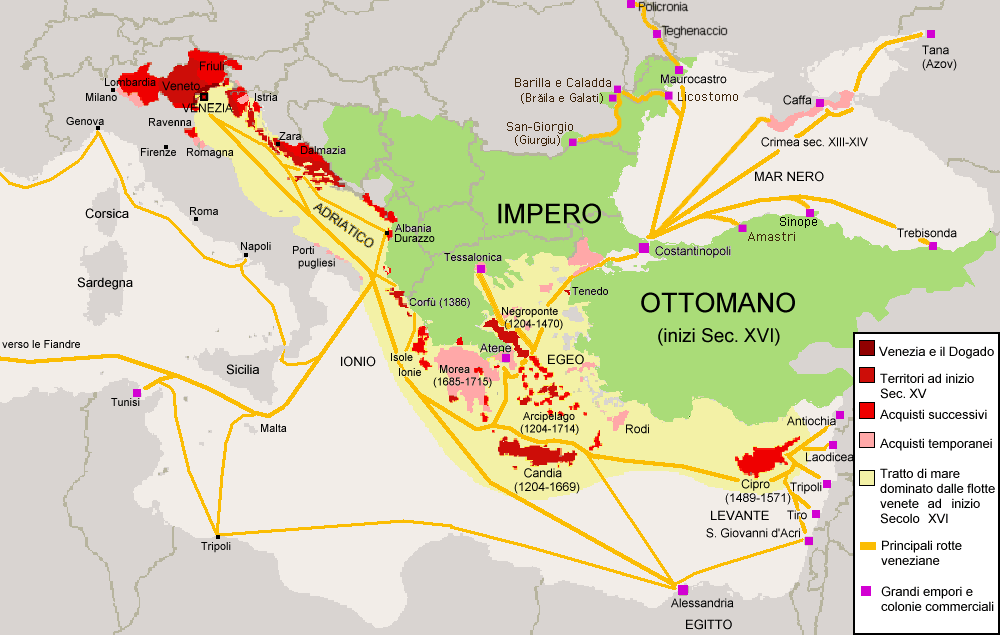
Seewege und Überseegebiete der Republik Venedig

Während der Völkerwanderung und der beginnenden Langobardenherrschaft in Italien flohen Teile der zwischen den Alpen und der nördlichen Adria ansässigen Bevölkerung auf die Landzungen und Inseln der Lagune von Venedig, die auf Grund ihrer isolierten Lage Teil des oströmischen Reiches blieben. Die neuen Bewohner der Lagune lebten zunächst vorwiegend von der Fischerei, der Salzgewinnung und dem Handel, welchen sie entlang der Küsten und der Flussläufe mit Booten betrieben. Die Adria kontrollierte seinerzeit die byzantinische Marine, die in Ravenna einen bedeutenden Flottenstützpunkt unterhielt. Als die byzantinische Seemacht nachließ, übernahm Venedig in der nördlichen Adria deren Rolle, zuerst augenfällig bei der Rückeroberung Ravennas von den Langobarden (739/740). Im 9. und 10. Jahrhundert gelang es Venedig, Rivalen in Comacchio, Capodistria und Istrien auszuschalten und somit die nördliche Adria unter Kontrolle zu bringen. Aus dem Osten vordringende Slawen hatten in der Zwischenzeit die dalmatinische Küste erreicht und die dortigen Einheimischen entweder unterworfen oder sich mit ihnen verbündet. Auf See bedrohten sie Venedigs Handel. An der Mündung des Flusses Neretva (Narenta) befand sich bei der alten Römerstadt Narona eine bedeutende, von der Seeseite aus fast unangreifbare Piratenbasis, die von Stützpunkten auf Korčula (Curzola) und Lastovo (Lagosta) zusätzlich gesichert wurde. Die Narentaner konnte Venedig nach generationenlangen Kämpfen erst um 1000 entscheidend schlagen und damit die Grundlage für die spätere Herrschaft in Dalmatien schaffen. Diese focht im Lauf der Zeit insbesondere Ungarn an, zu dem auch Kroatien gehörte. In der südlichen Adria rettete Venedig die von den Sarazenen belagerte Stadt Bari im Jahr 1002. Die Sarazenen waren im Lauf der Zeit bis zur venezianischen Lagune vorgedrungen, weswegen die Stadt zu ihrem Schutz erste größere Kriegsschiffe (chelandie) baute. 1081 bedrohten die süditalienischen Normannen Venedigs Seeverbindungen mit Konstantinopel und das Byzantinische Reich selbst, als sie nach Albanien übergriffen und damit beinahe die Straße von Otranto unter ihre Kontrolle brachten. Die bis 1085 dort ausgetragenen Seeschlachten trugen zur Abwehr der Normannengefahr bei, wofür Venedig von Konstantinopel zahlreiche Privilegien erhielt, darunter freien Zugang zum Schwarzen Meer. Venedig hatte damit nicht nur die Adria unter seine Kontrolle gebracht, sondern trat im östlichen Mittelmeerraum als eigenständige Seemacht auf.

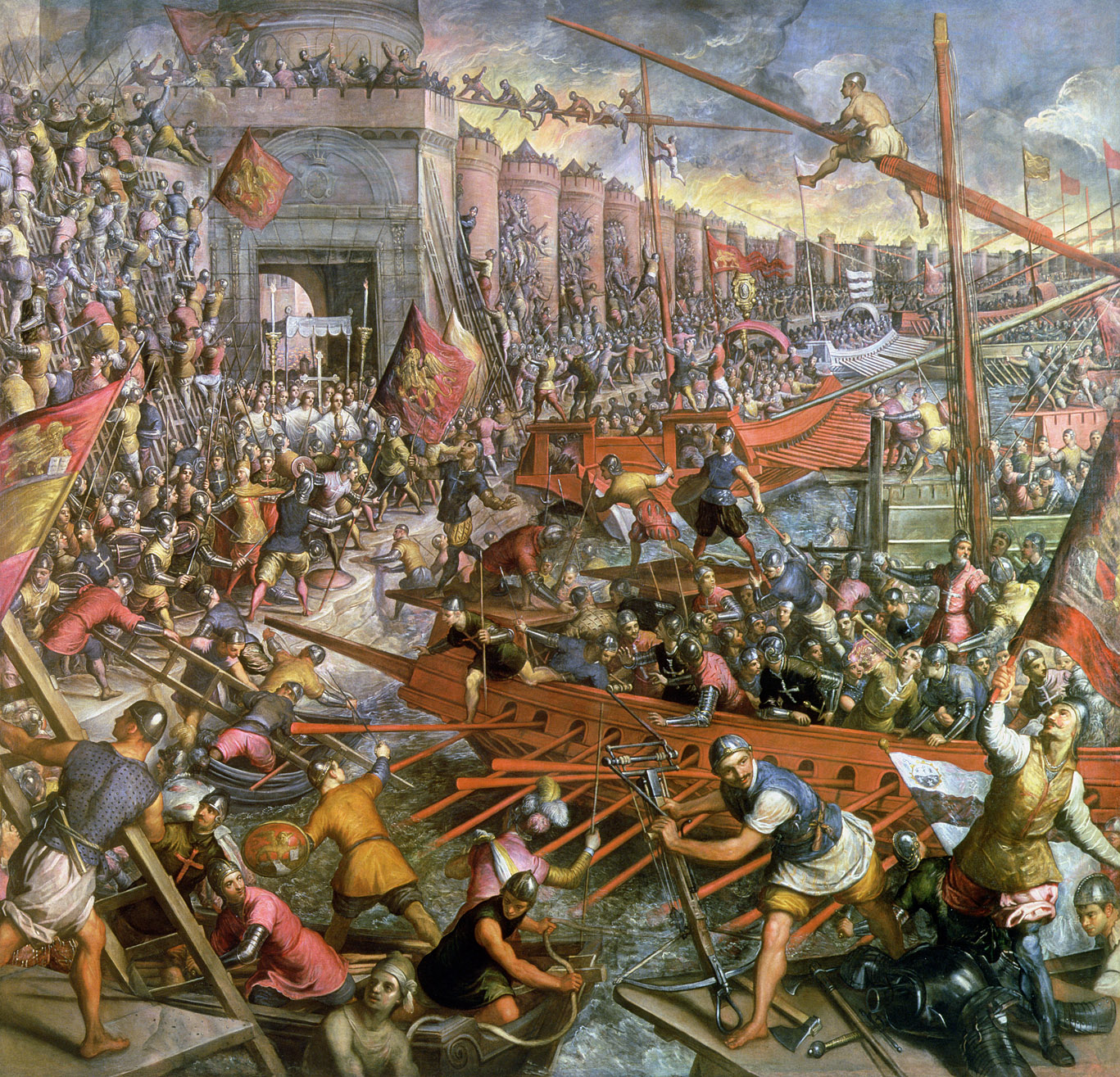
Eroberung Konstantinopels 1204

In die ersten Kreuzzüge war Venedig weniger stark involviert als Genua und Pisa. Aber der Seesieg bei Askalon im Jahr 1123 und die Beteiligung an der Eroberung von Tyros im folgenden Jahr brachten auch in der Levante Handelsniederlassungen und Privilegien ein. Venedigs Erfolg und Reichtum löste bei den Byzantinern offene Feindschaft aus, insbesondere gegen die rund 10.000 in Konstantinopel ansässigen Venezianer, sowie das Bestreben, die erteilten oder seitens der Venezianer erpressten Handelsprivilegien zu annullieren. Dies bewog den Dogen Enrico Dandolo dazu, die Hauptstadt des Reiches im Vierten Kreuzzug von den Kreuzfahrern erobern zu lassen, als Gegenleistung für den venezianischen Seetransport (rund 200 Schiffe), den die Kreuzritter nicht bezahlen konnten. Bei der Belagerung der Stadt spielte die venezianische Flotte sowie ihre Belagerungstürme eine besondere Rolle. Nach der Eroberung installierte man in Konstantinopel das Lateinische Kaiserreich, das vorwiegend von Venezianern und Franzosen geführt wurde. Durch verschiedene territoriale Zugewinne sicherte sich Venedig die Kontrolle der Ägäis und den Zugang zum Schwarzen Meer. Damit geriet Venedig in Konflikt mit Genua, bis Genua im Chioggia-Krieg 1380 unterlag. Venedig hielt im östlichen Mittelmeerraum seine Vorrangstellung, bis die Osmanen 1453 Konstantinopel eroberten.

Venezianische Karacke, 15. Jh.

Die Republik Venedig stellte seit dem Frühmittelalter je nach Bedarf periodisch oder saisonal Seestreitkräfte auf. Eine wirkliche Marine entwickelte sich während der Kriege mit Genua, bei denen immer größere Flotten zum Einsatz kamen. Im Spätmittelalter gehörte die Republik zu den wenigen Staaten, die permanent Seestreitkräfte unterhielten. Im Frieden verfügte die venezianische Marine über 20 bis 40 leichte Galeeren, deren unzureichende Seeausdauer die zahlreichen Stützpunkte in Dalmatien und im östlichen Mittelmeer ausglichen. Im Krieg kamen 25 Galeeren der Reserveflotte dazu sowie bewaffnete staatliche oder private Handelsschiffe. Diese Ergänzungspraxis nahm im Lauf der Zeit ab, weil sich die modifizierten Handelsschiffe für Kriegszwecke immer weniger eigneten. Stattdessen vergrößerte man um 1500 wegen der osmanischen Bedrohung die reguläre Kriegsflotte und deren Reserve.
Das Herz der venezianischen Marine bildete das ab 1104 erbaute Arsenal von Venedig, das im Lauf der Zeit mehrmals erweitert wurde und am Ende des Mittelalters der größte Industriebetrieb Europas war. Das Arsenal erneuerte die Flotte im Allgemeinen durch Neubauten, erhielt die Reserveflotte und sicherte im Kriegsfall den zügigen Bau zusätzlicher Schiffe.
Die Flagge Venedigs zeigt im Allgemeinen den bekannten Markuslöwen mit einem geöffneten Buch, in dem PAX TIBI MARCE EVANGELISTA MEUS („Friede sei mit dir, Markus, mein Evangelist“) zu lesen ist. Die rote Seekriegsflagge, auf der der Markuslöwe über dem geschlossenen Buch ein Schwert hält, wurde von der Republik Venedig nie offiziell als solche festgelegt. Die rote Farbe, das geschlossene Buch und das Schwert standen im Allgemeinen aber für den Kriegszustand.

### Kriege und Seeschlachten
Nachstehend eine Liste der bedeutendsten Seeschlachten, die die Seerepubliken von der ersten Jahrtausendwende bis zum Ende des Mittelalters ausfochten oder an denen sie beteiligt waren:
- 0998: Venezianer schlagen narentanische Piraten vor Paganien
- 1000: Venezianer unter Pietro II. Orseolo in einer erbitterten Schlacht besiegen kroatische Verteidiger auf Insel Lastovo
- 1002: Venezianische Flotte entsetzt das von den Sarazenen belagerte Bari
- 1003: Genuesen vertreiben mit Korsen Sarazenen von Korsika, Kämpfe um Sardinien
- 1004: Venezianer unter Pietro II. Orseolo besiegen Sarazenen bei Messina
- 1005: Pisaner zerstören Stützpunkte der Sarazenen in Reggio Calabria und Umgebung
- 1012: Pisaner greifen Sarazenen auf Sardinien an, Pisanischer Seesieg bei Alghero
- 1016: Genuesischer und pisanischer Seesieg bei Luni
- 1016: Pisaner und Genuesen erobern Sardinien und geraten in Streit um die Insel
- 1030: Pisanischer Angriff auf Sarazenenorte in Tunesien
- 1034: Pisaner plündern und brandschatzen Bône
- 1051: Pisaner schlagen Angriff der Sarazenen auf Korsika und Sardinien zurück, deswegen Spannungen mit Genua
- 1064: Pisanisch-normannischer Angriff gegen Sarazenen in Palermo, Pisaner erbeuten etliche Sarazenenschiffe
- 1070: Wegen der Spannungen um Korsika genuesischer Angriff auf Pisa, der an der Arnomündung zurückgeschlagen wird
- 1079: Pisaner antworten auf genuesische Angriffe mit Brandschatzung von Rapallo, gewinnen auch anschließendes Seegefecht
- 1081: Süditalienische Normannen greifen nach Albanien und bedrohen venezianischen Seehandel, venezianischer Seesieg bei Durrës
- 1083: Nach zwei Seesiegen bei Korfu unterliegen Venezianer in dritter Schlacht bei Korfu klar gegen die Normannen
- 1085: Entscheidender Seesieg der Venezianer unter Vitale Falier gegen geschwächte Normannen bei Butrint; Byzantiner erkennen venezianische Herrschaft in der Adria an, zahlreiche Handelsprivilegien
- 1087: Pisa, Genua und Amalfi greifen Mahdia an
- 1089: Genuesen und Pisaner plündern in sarazenischer Manier Tunis und Nachbarorte und machen enorme Beute
- Erster Kreuzzug (1096–1099)
- Seetransport der Kreuzfahrer bringt Handelsniederlassungen in der Levante ein, byzantinischer Widerstand
- 1099: Pisaner greifen Korfu, Kefalonia, Lefkada und Zante an, Gefechte in der Ägäis gegen Byzantiner
- 1099: Venezianer schlagen Pisaner vor Rhodos
- 1099: Genuesen treffen vor Jaffa auf überlegene arabische Flotte, geben ihre Schiffe auf und beteiligen sich mit Schiffsbewaffnung an der Eroberung von Jerusalem
- 1099: Pisaner und Genuesen unterstützen bis 1110 Eroberung verschiedener Küstenorte von der Seeseite aus
- 1100: Venezianer und Pisaner greifen erfolglos Askalon an
- Balearenfeldzug (1113–1115)
- 1113: Pisanischer Angriffsversuch mit rund 300 Schiffen endet wegen Sturm und Navigationsfehler an der katalanischen Küste
- 1114: Mit Hilfe aus Barcelona, Montpellier, Narbonne und anderen Eroberung von Ibiza, arabische Festung auf Mallorca hält sich in schweren Kämpfen
- 1115: Pisaner beharren auf der Eroberung von Mallorca, die gelingt; reiche Beute, aber 1116 sind die Almoraviden wieder zurück
- 1118: Im Kampf um Dalmatien unterliegen die Venezianer unter Ordelaffo Falier gegen die Ungarn bei Zadar
- 1123: Venezianer unter Domenico Michiel schlagen Araber vor Askalon, belagern Sidon und Tyros und plündern dann verschiedene Orte in der Ägäis
- 1125: Domenico Michiel erobert mit seiner Flotte Teile Dalmatiens
- 1135: Pisanischer Angriff auf Amalfi
- 1137: Venezianer besiegen Normannen bei Trani; weiterer pisanischer Angriff auf Amalfi
- 1146: Genuesische Angriffe auf Menorca und Almería, Beteiligung an Angriffen auf Lissabon und Tortosa (bis 1149)
- 1149: Venezianer und Byzantiner schlagen Normannen bei Kap Malea
- 1153: Während der Belagerung von Askalon besiegen Venezianer Fatimiden bei Jaffa
- 1177: Angeblicher Seesieg der Venezianer bei Punta Salvore gegen Pisaner und Genuesen in kaiserlichen Diensten; Unabhängigkeit Venedigs wird allgemein anerkannt
- 1196: Venezianer besiegen Pisaner vor Brindisi
- Vierter Kreuzzug (1202–1204)
- 1202: Venedig stellt den Kreuzfahrern über 200 Schiffe zur Verfügung; statt Bezahlung Eroberung von Zara
- 1203: Venezianer erobern von Schiffen aus Teile der Festung von Konstantinopel, ziehen sich aber wieder zurück
- 1204: Venezianer an Eroberung Konstantinopels beteiligt, erhalten dafür unter anderem Korfu, Kreta (Candia), Teile der Morea, Euböa (Negroponte)
- 1241: Pisanisch-sizilianische Flotte in kaiserlichen Diensten schlägt Genuesen in der Seeschlacht von Giglio (Meloria)
- 1248: Genuesische Besetzung von Rhodos bis 1250
- Euböischer Erbfolgekrieg (1256–1258) mit genuesischer und venezianischer Beteiligung
- Erster Venezianisch–Genuesischer Krieg (1256–1270)
- 1257: Venezianer unter Lorenzo Tiepolo schlagen Genuesen bei Akkon
- 1263: Venezianer schlagen in der Seeschlacht von Settepozzi Genueser und Byzantiner bei Spetses
- 1264: Genuesen schlagen Venezianer bei Durazzo
- 1266: Venezianischer Seesieg bei Trapani gegen Genuesen
- 1274: Venezianer und ihre Verbündeten unterliegen Byzantinern bei Demetrias
- 1284: Genuesen unter Oberto Doria schlagen Pisaner in der Seeschlacht bei Meloria vernichtend
- Zweiter Venezianisch–Genuesischer Krieg (1294–1299)
- 1294: Genuesischer Seesieg gegen Venezianer bei Laiazzo
- 1295: Venezianer greifen im Schwarzen Meer genuesische Kolonie Caffa an
- 1298: Genuesischer Sieg in der Seeschlacht bei Curzola
- Byzantinisch-Venezianischer Krieg (1294–1302)
- 1338: Genuesische Schiffe in französischen Diensten greifen Southampton an, Beteiligung am Seekrieg auf dem Ärmelkanal 1338–1340
- Byzantinisch-genuesischer Krieg (1348–1349)
- Dritter Venezianisch–Genuesischer Krieg (1350–1355)
- 1351: Venezianischer Angriff auf Galata; Genuesische Belagerung der venezianischen Festung Oreos auf Euböa
- 1352: Seeschlacht im Bosporus zwischen genuesischer und venezianischer Flotte und ihren aragonesischen und byzantinischen Verbündeten
- 1353: Venezianer besiegen Genuesen bei Alghero, Sardinien
- 1354: Genuesen besiegen Venezianer bei Zonklon
- Byzantinischer Bürgerkrieg (1352–1357) mit genuesischer und venezianischer Beteiligung
- Byzantinischer Bürgerkrieg (1373–1379) mit genuesischer und venezianischer Beteiligung
- Vierter Venezianisch-Genuesischer Krieg (1378–1381)
- 1378: Venezianischer Sieg bei Anzio
- 1379: Genuesen unter Luciano Doria besiegen Venezianer in der Seeschlacht bei Pola
- 1380: Venezianer unter Vettor Pisani besiegen genuesische Flotte bei Chioggia
- 1390: Weitgehend erfolgloser genuesisch-französischer Kreuzzug gegen Mahdia
- 1416: Venezianer schlagen Osmanen bei Gallipoli, nachdem diese den Negroponte und die Kykladen angegriffen hatten
- 1431: Venezianer und Florentiner besiegen Genuesen bei Portofino
- 1435: Genuesen gewinnen die Seeschlacht bei Ponza gegen die Aragonier und nehmen Alfons V. gefangen
- 1440: Venezianer gewinnen am Ponale Schlacht auf dem Gardasee gegen Mailänder, die im Jahr davor bei Maderno gesiegt hatten
- 1453: Osmanen erobern Konstantinopel; Genuesisches Geleit erreicht die Stadt trotz osmanischem Widerstand noch
- Osmanisch-Venezianischer Krieg (1463–1479), Venezianer verlieren unter anderem Negroponte (Euböa) und Teile Venezianisch Albaniens
- 1466: Venezianische Flotte an Eroberung von Imbros, Thasos und Samothraki beteiligt
- 1474: Operationen auf dem Skutarisee während der ersten Belagerung von Scutari
- 1476: Französische und portugiesische Korsaren schlagen genuesisches Geleit nach Flandern und England bei Kap St. Vincent; Besatzungsmitglied Christoph Kolumbus erreicht schwimmend die portugiesische Küste
- Italienische Kriege (Feldzug 1494–1495)
- 1495: Genuesisches Geschwader unter Francesco Spinola erobert elf französische Schiffe in Rapallo, befreit die Stadt und bringt dann französischen Konvoi aus Neapel vor Sestri Levante auf

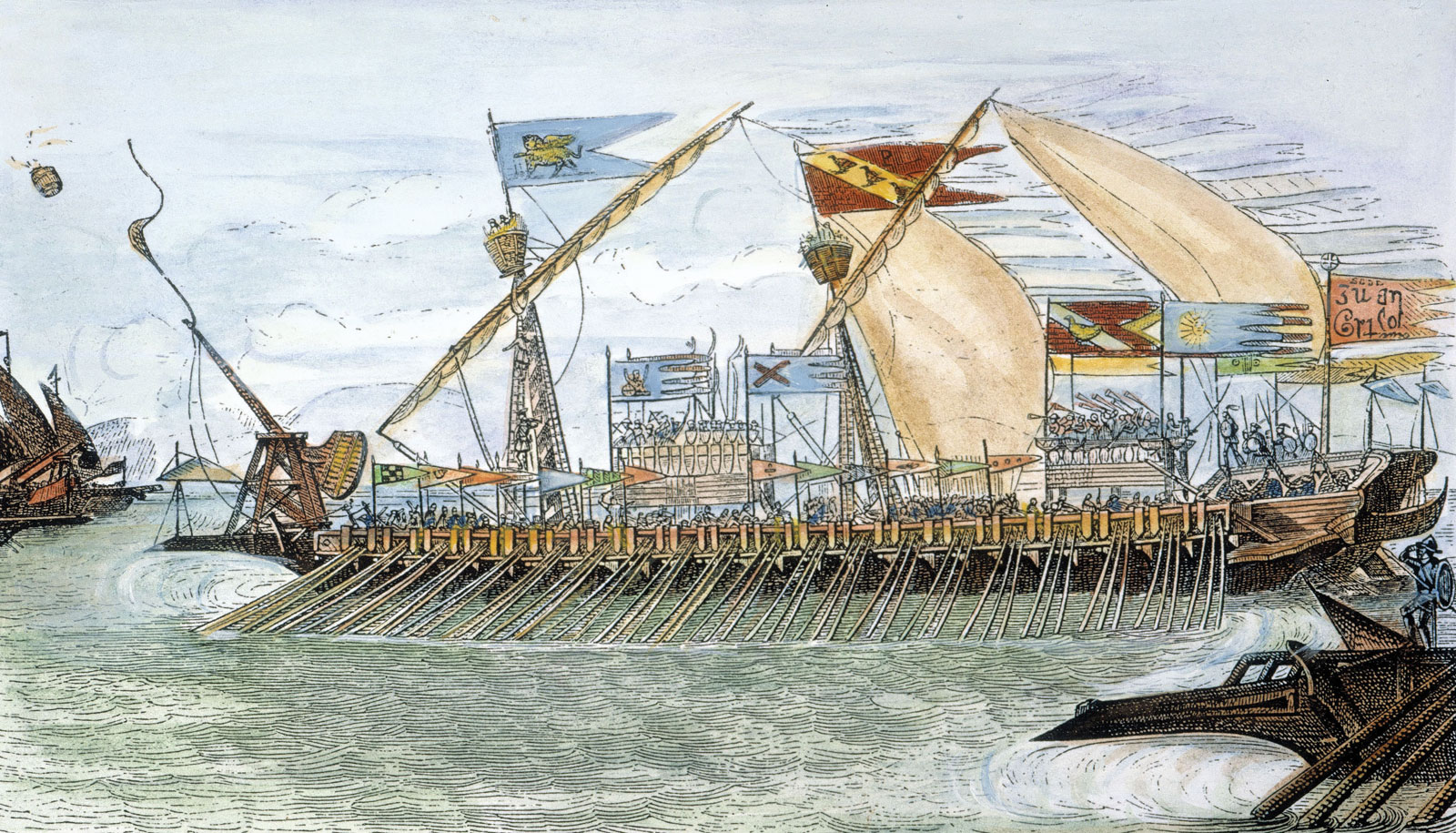
Venezianische Galeere bei Curzola (1298)
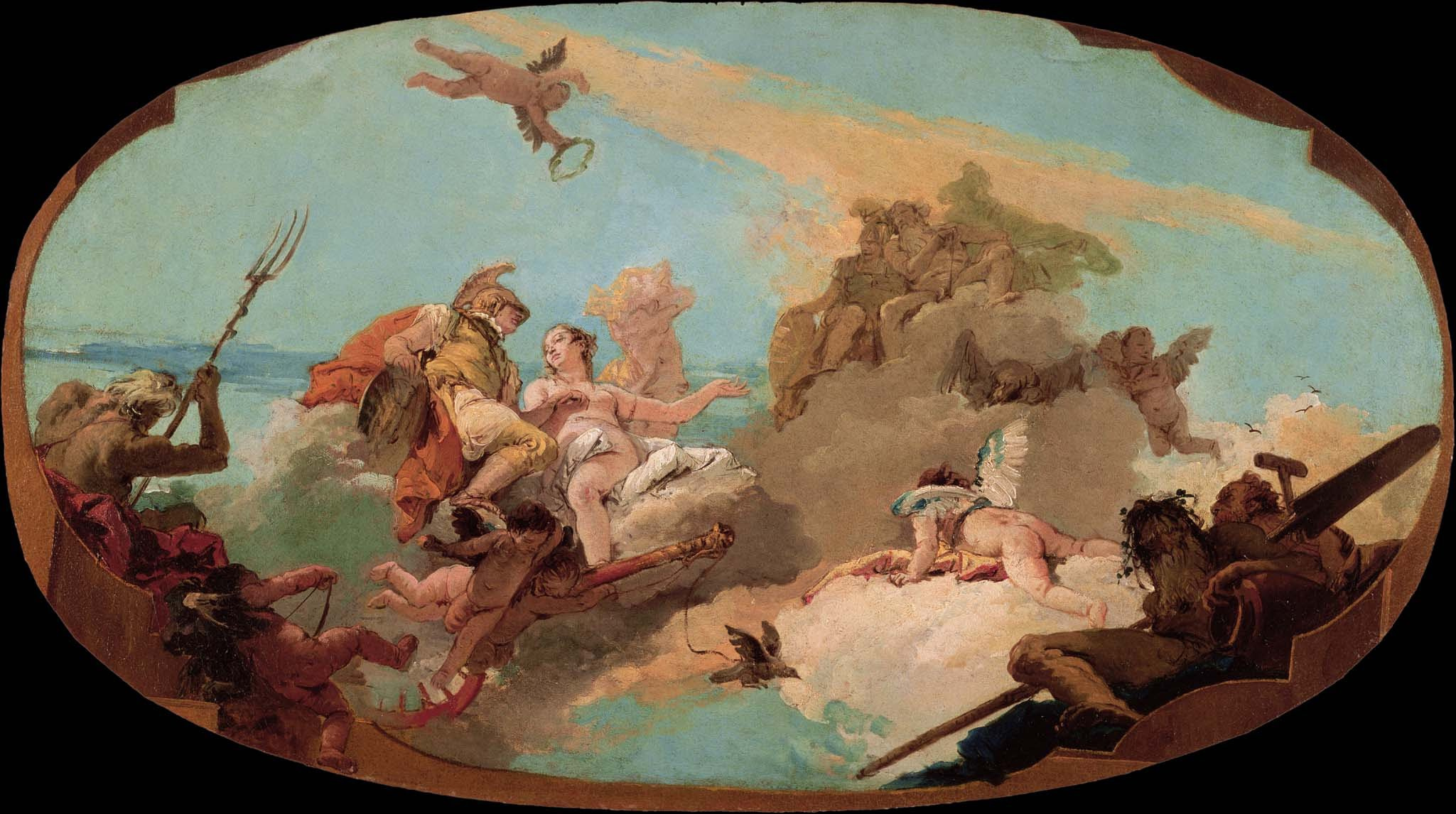
Apotheose Vettor Pisanis
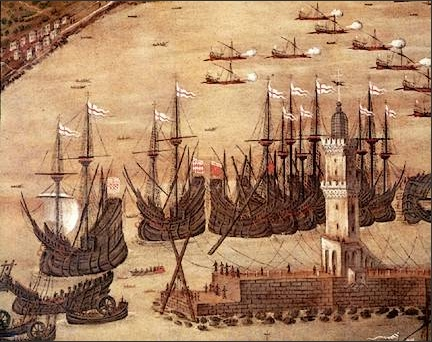
Genuesische Flotte im Heimathafen (1481)
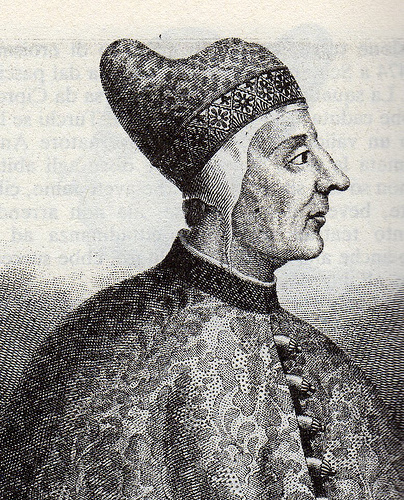
Pietro Mocenigo, Admiral und Doge

## Neuzeit
Siehe auch: Seeweg nach Indien, Zeitalter der Entdeckungen, Kolonialismus

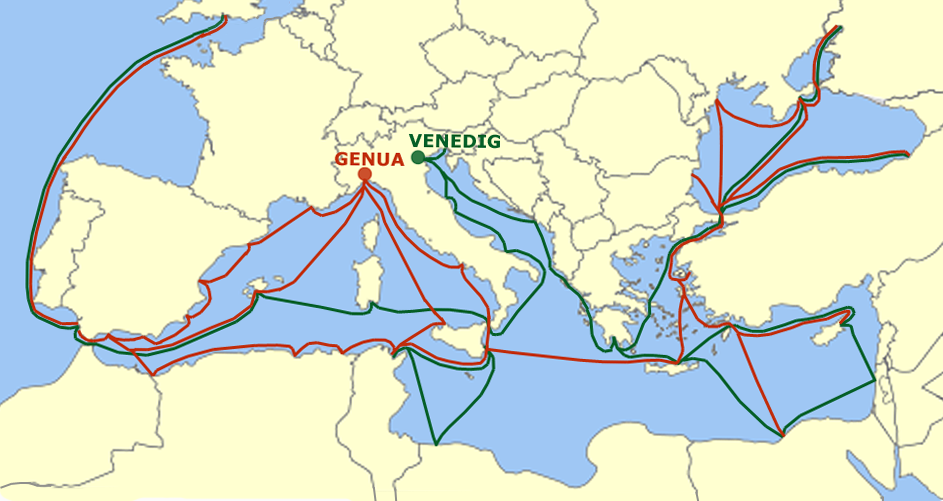
Handelswege der Republiken Genua und Venedig

Neben portugiesischen waren es vor allem italienische Seefahrer, die mit ihren Entdeckungen im 16. Jahrhundert den Schwerpunkt der Seefahrt vom Mittelmeer in den Atlantischen Ozean verlagerten und Italien damit ins Abseits stellten: Christoph Kolumbus aus Genua, Amerigo Vespucci und Giovanni da Verrazzano aus Florenz, Giovanni Caboto und sein Sohn Sebastiano aus Venedig. Vor ihnen hatten der Venezianer Alvise Cadamosto und die Genuesen Antonio da Noli, Lancelotto Malocello und Antoniotto Usodimare die Kanaren und die Kapverdischen Inseln wiederentdeckt, die dann als Vorposten für weitere Entdeckungsfahrten entlang der afrikanischen Küste und nach Amerika dienten.
Die Rahmenbedingungen in der frühen Neuzeit waren auch von den italienischen Kriegen bis 1559 und dem weiteren französisch-habsburgischen Machtkampf, der bis ins 18. Jahrhundert auch in Italien ausgetragen wurde, sowie von den Türkenkriegen gekennzeichnet, in denen insbesondere die Republik Venedig ihre Besitzungen im östlichen Mittelmeerraum schrittweise aufgeben musste. Der große Seesieg der Heiligen Liga bei Lepanto im Jahr 1571 und andere vorübergehende Erfolge konnten den Niedergang der verbliebenen Seerepubliken Genua und Venedig nicht mehr aufhalten, deren Geschichte 1797 mit dem Italienfeldzug Napoleons endete. Im Mittelmeer spielten die Flotten der italienischen Staaten mangels nationaler Einheit gegenüber denen der neuen europäischen Seemächte nur eine untergeordnete Rolle. Verdienste erwarben sich die italienischen Marinen bis Mitte des 19. Jahrhunderts beim langen Kampf gegen die Korsaren der nordafrikanischen Barbareskenstaaten.

### Genua
Konnten genuesische Familien im Mittelalter insgesamt noch bis zu 200 Kriegsschiffe aufbieten, so sank diese Zahl bis 1550 auf rund 90 und gegen Ende des Jahrhunderts auf etwa 40. Im Gegensatz dazu erreichte die Entwicklung der osmanischen Flotten im 16. Jahrhundert ihren Höhepunkt. Genua und die anderen italienischen Staaten hatte größte Mühe, sich gegen Osmanen und Barbaresken zu behaupten, welche unter Führern wie Khair ad-Din Barbarossa oder Turgut Reis das Mittelmeer unsicher machten. Darüber hinaus erstarkte die französische Flotte in Toulon und auch die Savoyer bauten in Nizza eine kleine Marine auf, während in der Toskana die Medici den neuen Hafen von Livorno zum Zentrum ihrer maritimen Aktivitäten machten.
Drastische Auswirkungen hatte auch in Genua der Machtkampf zwischen Kaiser Karl V., dem neben Spanien und dessen überseeischen Besitzungen auch das Heilige Römische Reich in Mitteleuropa gehörte, und Franz I. von Frankreich, der sich vom Herrschaftsbereich des Kaisers umklammert sah. Unter diesen Umständen versuchte der genuesische Admiral Andrea Doria die Interessen der Republik zu wahren. Nachdem der Kaiser 1522 Genua erobert hatte, trat Andrea Doria in französische Dienste und befreite das von kaiserlichen Truppen belagerte Marseille. Da Franz I. sich nicht an die vereinbarten Entschädigungen hielt und auch die Stadt Savona nicht zurückgeben wollte, wechselte Andrea Doria 1528 auf die Seite des Kaisers und vertrieb alle Franzosen aus Genua, woraufhin diese sich mit den Osmanen verbündeten. Als kaiserlicher Admiral führte Andrea Doria einige Einsätze gegen Osmanen und Franzosen an, von denen nicht alle erfolgreich verliefen. Weitgehend erfolglos war sein Großneffe Giovanni Andrea Doria.

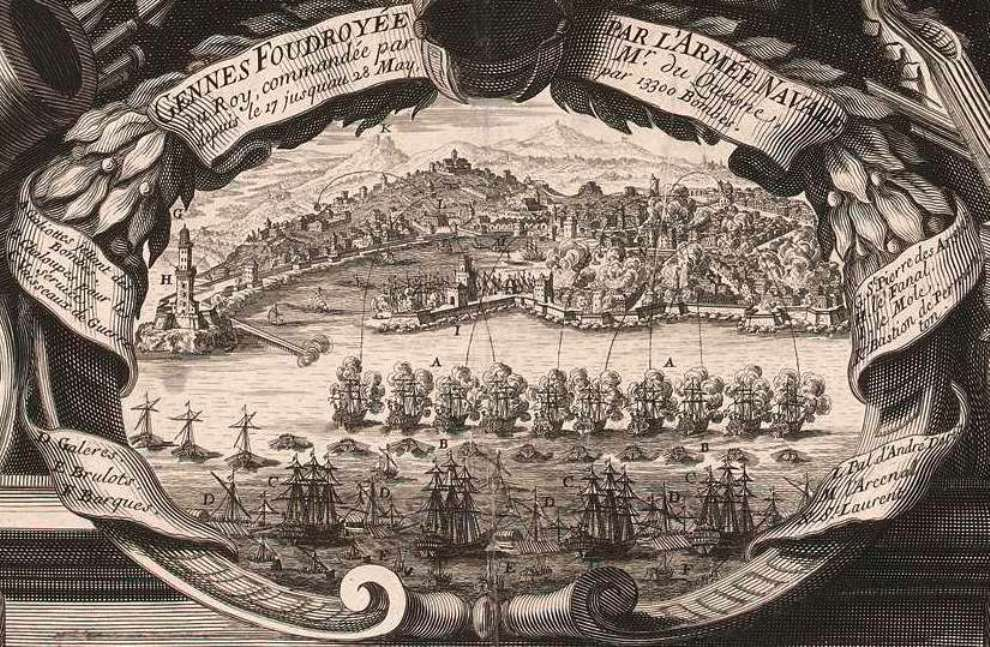
Genua unter französischem Beschuss

Genua blieb im weiteren Verlauf mit Spanien verbündet. Dadurch konnten die spanischen Habsburger über Genua und ihr Herzogtum Mailand die strategisch wichtige Verbindung zu den österreichischen Habsburgern halten. Während die genuesische Seemacht im Niedergang begriffen war und Spanien ein Weltreich aufbaute, übertrugen genuesische Fernhändler und Bankiers ihre Erfahrungen aus dem Orienthandel auf die iberische Halbinsel sowie auf die spanischen und portugiesischen Kolonien und bauten dort ein informelles Handelsimperium auf. In den 1570er Jahren befanden sich Vertreter von über 100 genuesischen Banken am spanischen Hof, wo sich zwischen beiden Seiten bedeutende Abhängigkeitsverhältnisse entwickelten. Die Genuesen waren weniger an territorialen, sondern viel mehr an kommerziellen Eroberungen interessiert und brachten das mächtige spanische Weltreich bald um einen sehr großen Teil seiner kolonialen Früchte. Ähnliches passierte auch in Portugal und dessen Kolonien. Der beginnende Niedergang Spaniens und Portugals im 17. Jahrhundert zog auch den Genuas nach sich.
Genuas militärische Ohnmacht zeigte sich im Mai 1684, als die französische Marine in einem groß angelegten Einsatz die Stadt und den Hafen Genuas mehrere Tage beschoss, weil genuesische Reeder im Reunionskrieg Spanien Schiffe zur Verfügung stellen wollten und die Republik an Land spanische Truppen und Nachschub passieren ließ. In der Folge geriet die Republik erst in französische Abhängigkeit, wurde dann der Aufstände auf Korsika nicht Herr und trat die Insel an Frankreich ab. 1797 beseitigte der aus Ajaccio stammende Napoleon die Republik Genua. 1815 kam Ligurien zu Sardinien-Piemont, das Genua zum Zentrum des Wiederaufbaus seiner Marine machte.

### Venedig

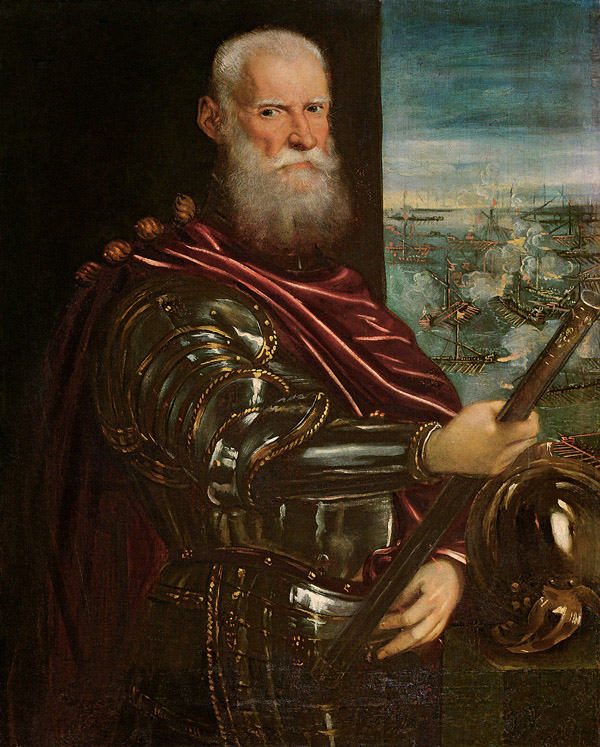
Sebastiano Venier
als Capitano generale da Mar

Die Erfindung der Stückpforte führte im 16. Jahrhundert auch in Venedig zum Übergang von der Galeere zur Galeasse und dann zu den größten Galeonen. Der Übergang zu reinen Segelschiffen fiel Venedig nicht leicht. War das Arsenal im Mittelalter noch Vorbild für viele andere Staaten, so war es jetzt Venedig, das den Schiffbau anderer Marinen nachahmte. So mietete die Republik zeitweise Segelkriegsschiffe der Niederlande und Englands an. Mit dem Bau eigener Linienschiffe mit einer Bewaffnung von 70 bis 80 Kanonen begann man in den 1660er Jahren. Erwähnenswert sind in diesem Zusammenhang die über 20 Linienschiffe des Typs San Lorenzo Giustinian, die zwischen 1691 und 1716 entstanden. Ab 1724 folgten Fregatten mit bis zu 66 Kanonen. Im Zug dieser Entwicklung beim Schiffbau erfuhr auch die Flotte eine Neuordnung. Die reinen Segler fasste man in der Armada grossa zusammen, in der Armada sottile die auch geruderten Kriegsschiffe. Im Frieden hatte die Flotte weiterhin rund 40 Kriegsschiffe, dazu kam die Reserveflotte, die im 16. Jahrhundert von 25 erst auf 50 und dann auf 100 Schiffe vergrößert wurde. 1633 verkleinerte man die Reserve wieder auf 50 Schiffe, weil die Finanzen nicht ausreichten, das Arsenal eine solche Flotte nicht dauerhaft verfügbar halten konnte und seit langer Zeit Besatzungen für diese Schiffe fehlten. Den Oberbefehl über die Flotte hatte weiterhin, wenn auch oft nur formal, der Doge. In Kriegszeiten konnte dieser Oberbefehl einem als Capitan general da mar bezeichneten Generalkapitän oder Großadmiral übertragen werden. Der Provveditore generale da mar war stellvertretender Flottenchef, kümmerte sich aber hauptsächlich um Finanzangelegenheiten und um die Verwaltung der Flotte. Weitere nachgeordnete Provveditori (wörtlich: „Vorseher“ oder „Vorsorger“) waren für das Arsenal, die Instandhaltung der Flotte, die (Schiffs-)Artillerie und die Festungsanlagen zuständig. Die Bezeichnung Admiral trugen der Kommandant des Arsenals (der Vize hingegen war Capitano dell’Arsenal) sowie die Hafenkapitäne auf dem Lido di Venezia und in Malamocco. Die Befehlshaber einzelner Flottenverbände nannten sich hingegen Capo da mar, der Chef der Adriaflotte aber Capitano del Golfo. Auch die übrigen Dienststellungs- und Dienstgradbezeichnungen wiesen verschiedene Eigentümlichkeiten auf.
Die Republik Venedig versuchte im 16. und 17. Jahrhundert ihren Besitz und ihre Interessen im östlichen Mittelmeerraum gegen die weiter vordringenden Osmanen zu verteidigen, jedoch gingen im Lauf der Zeit Zypern, Kreta und auch die unter Francesco Morosini zurückeroberte Morea und andere kleinere Inseln in der Ägäis verloren. Von 1573 bis 1644 herrschte zwischen Venezianern und Osmanen weitgehender Friede. Als sich aber 1644 maltesische Piraten nach einem Angriff auf einen osmanischen Konvoi mit ihrer Beute und gefangenen Mekka-Wallfahrern nach Kreta zurückzogen, nahmen dies die Osmanen zum Anlass, um Kreta anzugreifen. Während dieser über 20 Jahre andauernden schweren Belagerungskämpfe versuchte die venezianische Flotte, den osmanischen Nachschub nach Kreta zu unterbinden und durch Operationen auf See, insbesondere bei den Dardanellen, den Gegner zur Aufgabe zu zwingen. Zwar konnten die Venezianer in dieser Zeit etliche Gefechte auf See für sich entscheiden, der angestrebte strategische Erfolg blieb jedoch aus.

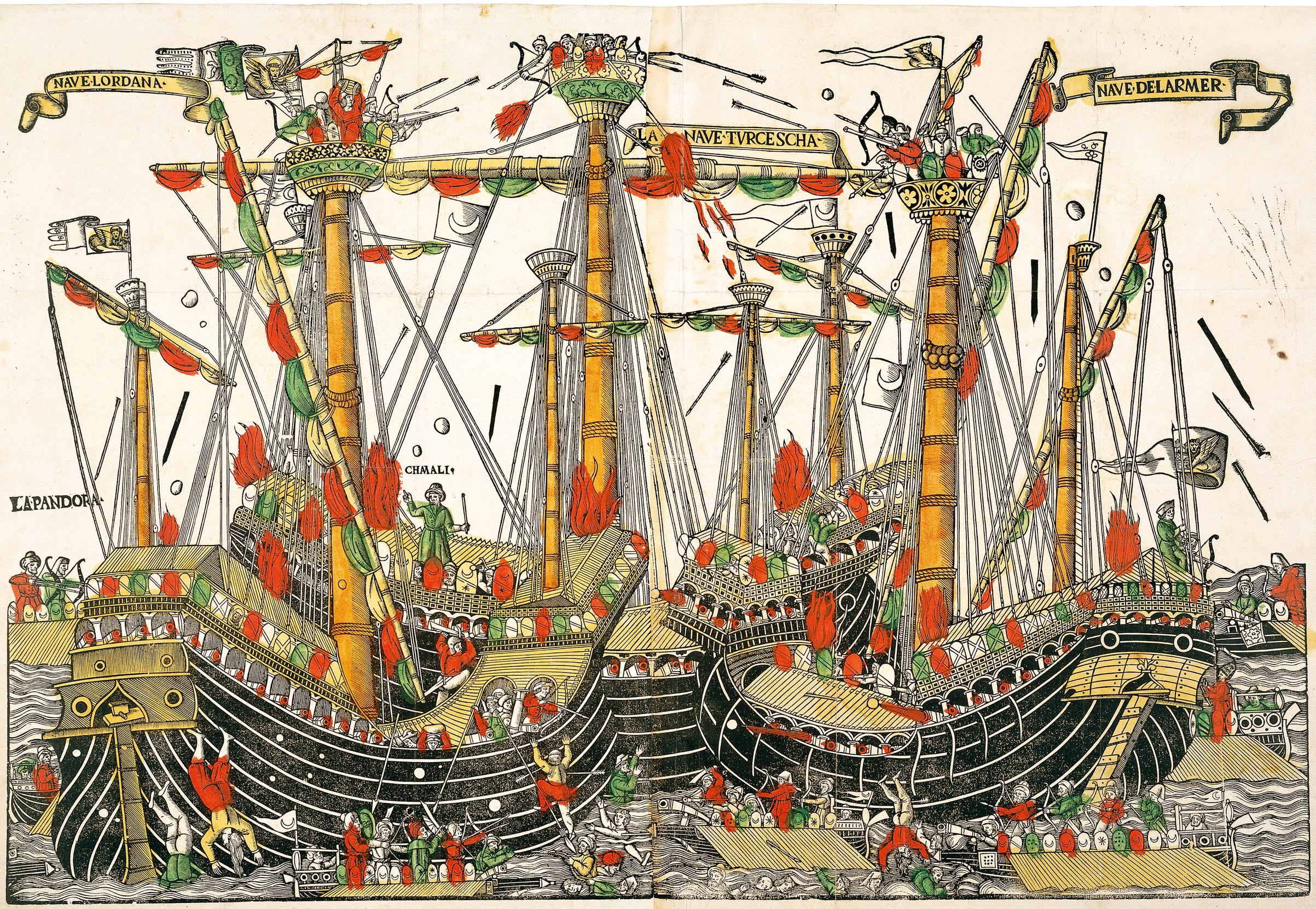
Seeschlacht bei Zonchio (1499)
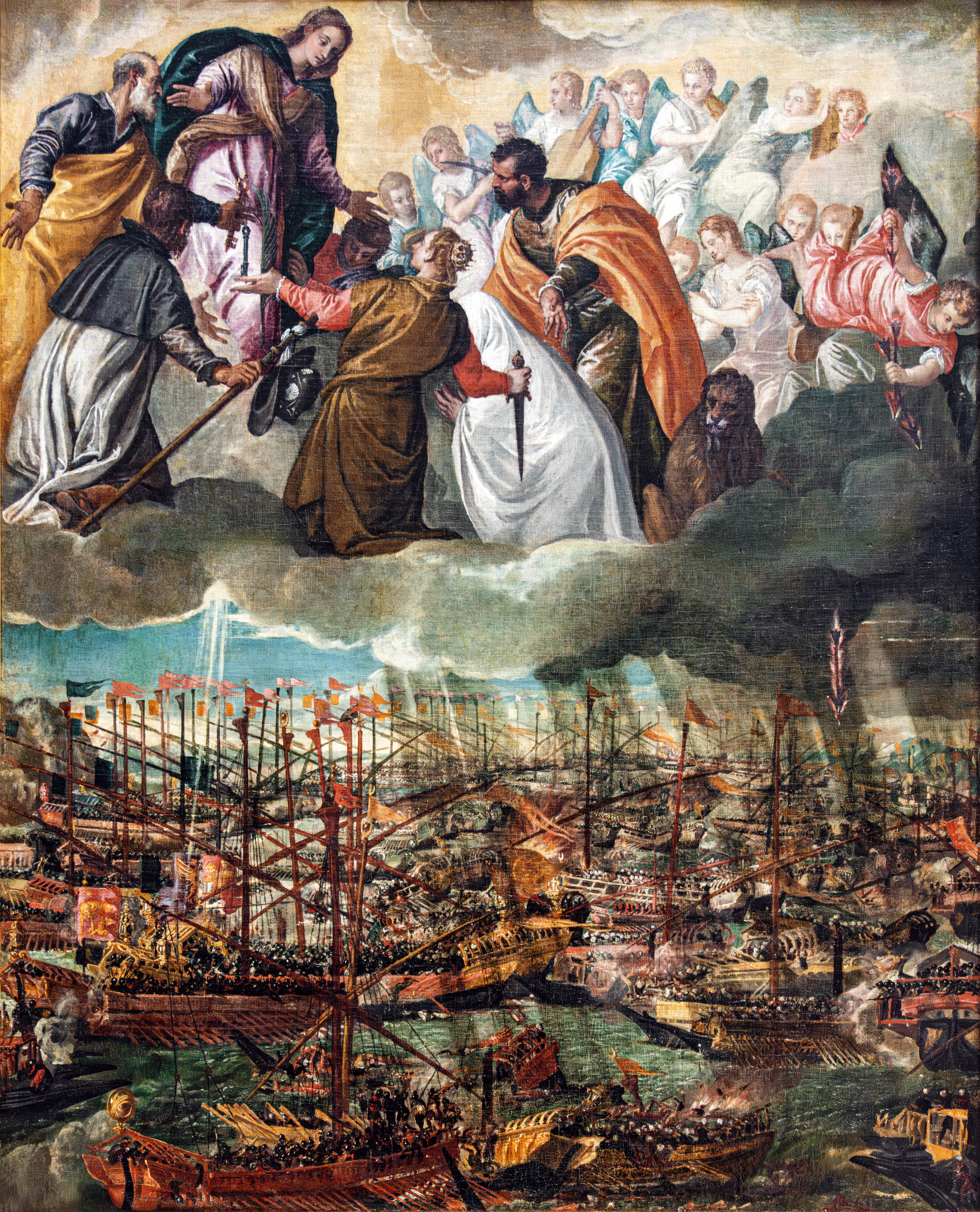
Seeschlacht von Lepanto (1571)
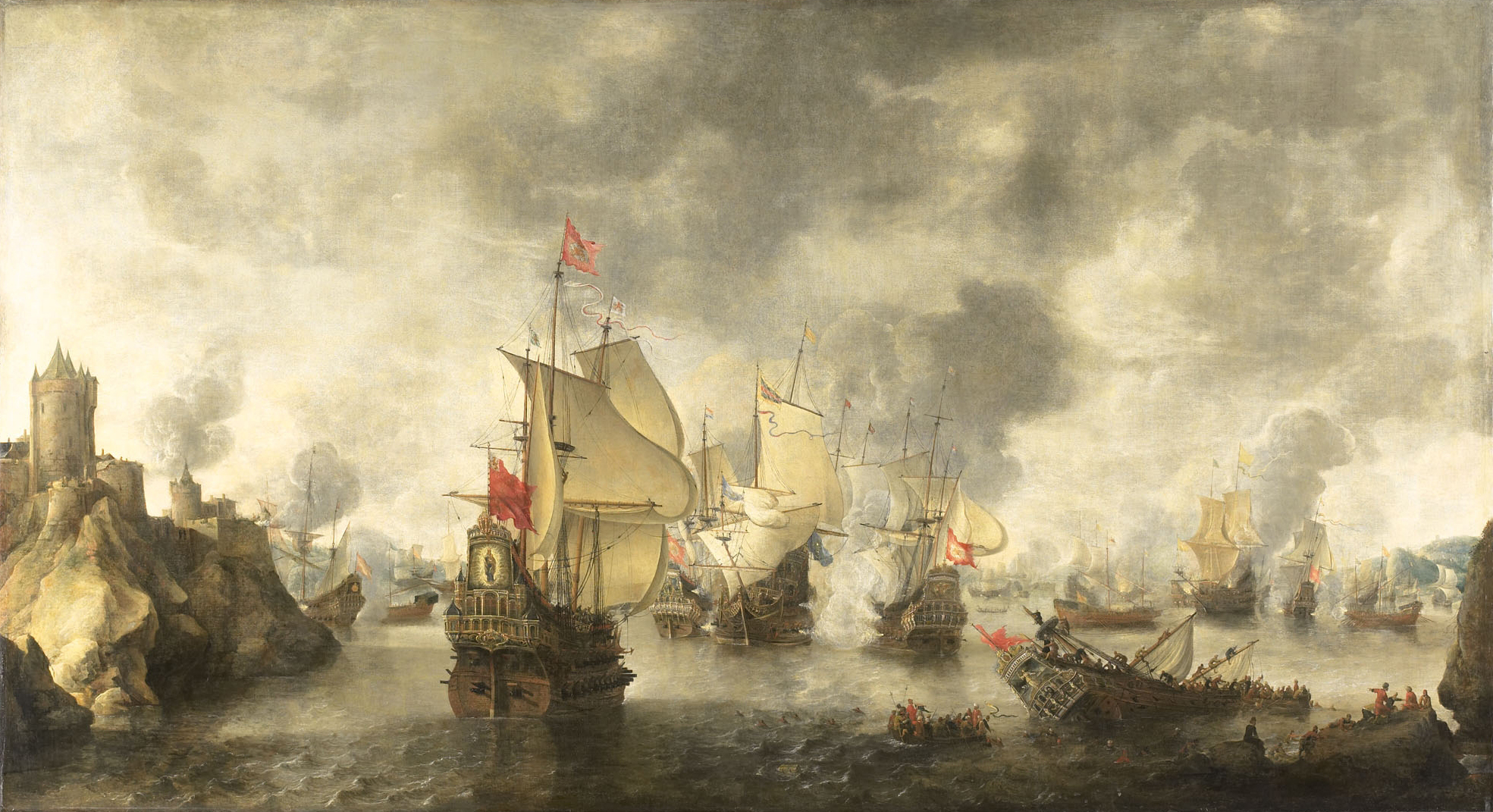
Seeschlacht von Phokaia (1649)
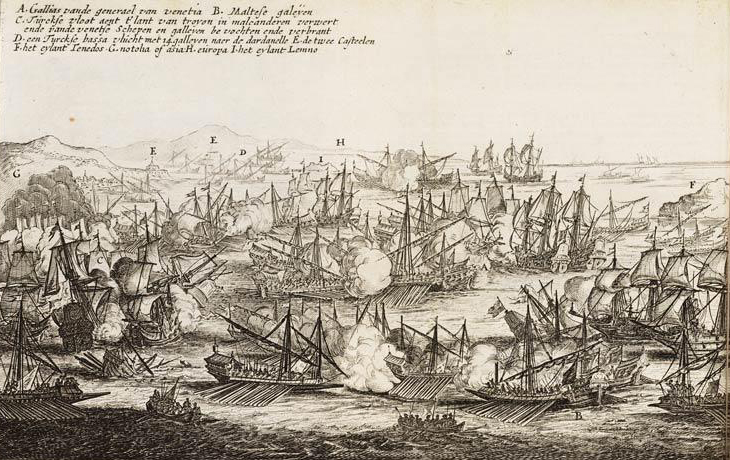
Dardanellenschlacht von 1656

Nachstehend eine Liste der bedeutendsten Seeschlachten und Gefechte, die die Venezianer im 16. und 17. Jahrhundert mit Osmanen, Barbaresken und anderen austrugen:
- 1499: Venezianer unter Antonio Grimani unterliegen bei Zonchio (Sapientza) osmanischer Flotte von Kemal Reis
- 1500: Kemal Reis besiegt Venezianer bei Modon erneut
- 1502: Überlegene venezianische Flotte unter Benedetto Pesaro zwingt Kemal Reis bei Santa Maura zum Rückzug
- 1533: Venezianer schlagen osmanischen Flottenverband vor Candia
- 1538: Osmanischer Seesieg bei Preveza gegen Venezianer und ihre Verbündeten
- 1560: Osmanen schlagen bei Djerba Spanier, Venezianer und weitere Verbündete; Höhepunkt der osmanischen Seemacht
- 1571: Seesieg der Heiligen Liga bei Lepanto, in der Venezianer den Großteil der christlichen Schiffe stellen
- 1572: Gefechte mit Osmanen (Kilic Ali Pascha) vor Kap Matapan, Cerigo und Cervi
- 1583: Venezianer besiegen Malteser bei Cerigotto
- 1609: Venezianer besiegen Osmanen bei Paxos
- 1617: Gefechte von Spaniern, Neapolitanern und Sizilianern unter Francisco de Ribera gegen Venezianer in der Adria
- 1618: Niederländische Schiffe kämpfen unter venezianischer Flagge bei Gibraltar gegen Spanier
- 1620: Venezianer unter Federico Nani schlagen Francisco de Ribera in einem Gefecht bei den Christiana-Inseln
- 1628: Engländer besiegen bei İskenderun Venezianer und Franzosen
- 1638: Venezianischer Sieg gegen algerische Korsaren bei Korfu
- 1646: Venezianische Blockade der Dardanellen, osmanischer Durchbruchsversuch scheitert
- 1647: Kampf zwischen osmanischer und venezianischer Flotte unter Tommaso Morosini vor Euböa
- 1649: Venezianer besiegen Osmanen bei Phokaia und danach vor Kreta
- 1651: Venezianischer Sieg bei Naxos gegen Osmanen
- 1654: Osmanen besiegen Venezianer bei den Dardanellen; Venezianischer Erfolg bei Milos
- 1655: Venezianer unter Lazzaro Mocenigo besiegen Osmanen bei den Dardanellen
- 1656: Venezianische und maltesische Flotte unter Lorenzo Marcello erringt Seesieg bei Dardanellen
- 1657: Venezianer gewinnen eine Reihe von Gefechten gegen algerische Korsaren und Osmanen, letztere brechen aber bei Dardanellen durch
- 1658: Venezianischer Sieg zwischen Imbros und den Dardanellen, weitere Gefechte bis 1660
- 1661: Venezianisch-maltesischer Sieg bei Milos
- 1662: Venezianer greifen zwischen Kos und Kalymnos osmanisches Geleit erfolgreich an
- 1667: Venezianer besiegen bei Kreta Osmanen und Tunesier
- 1668: Venezianer besiegen Osmanen bei Pelagio, Osmanen siegen vor Kreta gegen Venezianer
- 1686: Osmanisches Alexandria-Geleit wird von Venezianern angegriffen, weitere Kämpfe bei Mitylene
- 1688: Osmanen und Algerier besiegen Venezianer
- 1690: Osmanen und Algerier besiegen Veneziener; Venezianer kämpfen bei Mitylene gegen Osmanen und nordafrikanische Korsaren
- 1695: Osmanen besiegen Venezianer unter Antonio Zeno bei Inousses
- 1696: Seeschlacht bei Andros zwischen Venezianern und Osmanen endet ergebnislos
- 1697: Seeschlachten zwischen Venezianern und Osmanen bei Limnos, Andros und Euböa
- 1698: Seeschlacht bei Samothraki zwischen Venezianern einerseits und Osmanen sowie nordafrikanischen Korsaren andererseits endet unentschieden
- 1716: Seeschlacht bei Korfu zwischen Venezianern und zahlenmäßig überlegenen Osmanen endet unentschieden, Osmanen müssen Eroberungsversuch abbrechen
- 1717: Weitere Seeschlacht bei Imbros gegen überlegene osmanische Flotte fordert zahlreiche Verluste unter Besatzungen
- 1717: Seeschlacht bei Kap Matapan zwischen Portugal, Venedig, Kirchenstaat sowie Malta und den Osmanen endet unentschieden, geplante Rückeroberung der Morea scheitert damit
- 1718: Belagerung von Dulcigno abgebrochen

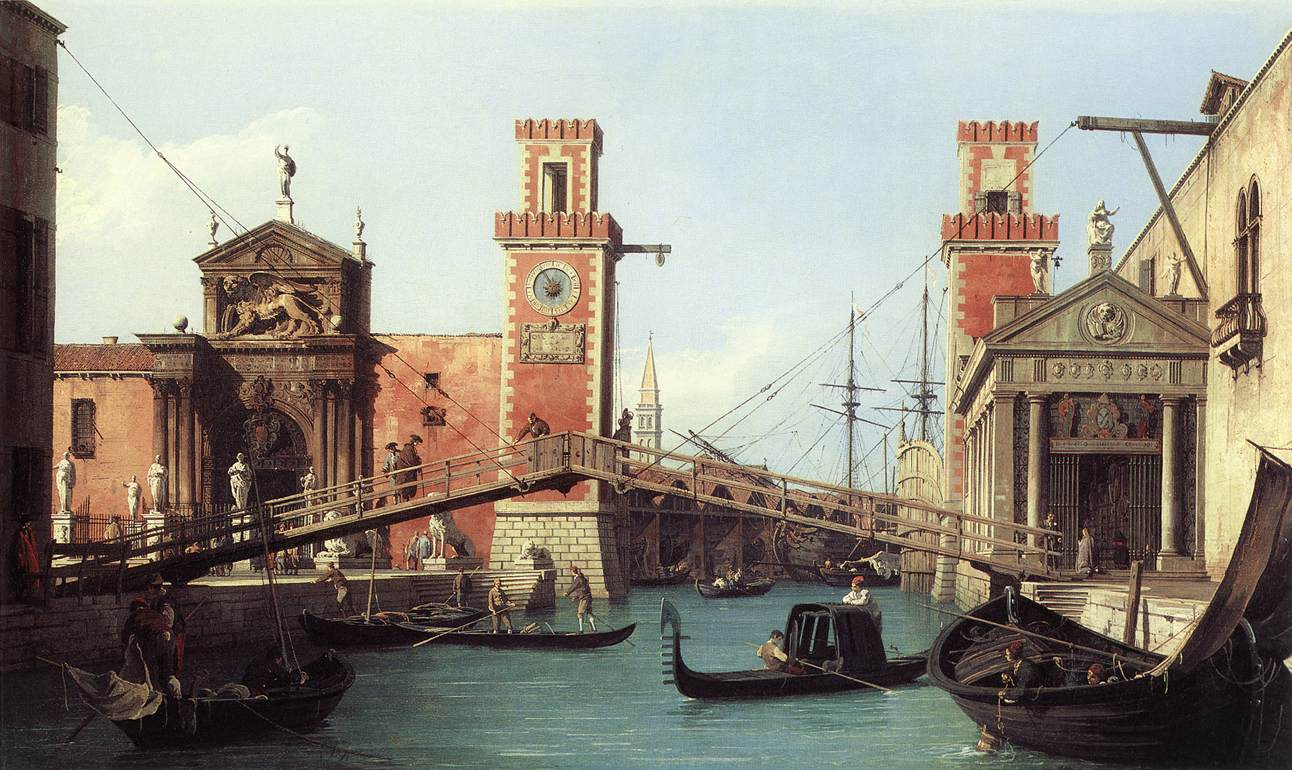
Das Arsenal in Venedig
Canaletto, 1732

Nach dem Frieden von Passarowitz verblieben der Republik Venedig neben der Terraferma und Dalmatien nur noch vier Festungen auf dem griechischen und albanischen Festland sowie einige ionische Inseln, darunter Korfu, Kefalonia und Kythira. 1719 machten die Habsburger Triest zum Freihafen, 1732 zog der Papst mit Ancona nach, was den Seehandel Venedigs noch weiter schwächte. Damit zeichnete sich der Niedergang der Republik deutlich ab, der durch die dekadente Aristokratie und ihre Politik nur beschleunigt wurde. Im militärischen Bereich konnte Johann Matthias von der Schulenburg den Niedergang noch etwas verzögern. Die Flotte, die um 1750 aus etwa 15 Linienschiffen, zehn Fregatten und 20 Galeeren bestand, zeichnete sich unter den Admiralen Giacomo Nani und Angelo Emo noch gegen nordafrikanische Korsaren aus, insbesondere 1784 bei einem Einsatz gegen Tunesien. Das traditionsreiche Arsenal in Venedig arbeitete ineffizient und produzierte Schiffe, die technisch nicht auf der Höhe der Zeit waren. Mit einer 1777 im Arsenal gegründeten Ingenieurschule versuchte man dem noch entgegenzuwirken. Die Disziplin und die Ausbildung der Besatzungen konnte Angelo Emo zuletzt wieder etwas verbessern.
Anfang 1797 machten die Revolutionstruppen Napoleons der tausendjährigen Republik Venedig ein Ende. Noch im selben Jahr fiel Venedig mit dem Frieden von Campo Formio an die Habsburger. Was von der venezianischen Marine noch übrig war, übernahmen an die Österreicher, die ihre Seestreitkräfte nunmehr Österreichisch-Venezianische Marine nannten. Diese Marine hatte auch nach der weiteren napoleonischen Herrschaft in Italien ab 1814 ihr Zentrum in Venedig. Offiziere und Mannschaften kamen fast ausschließlich aus Venetien, Istrien und Dalmatien und sprachen Venezianisch. Die Marineschule in Venedig bildete weiter angehende Offiziere aus, darunter den späteren Admiral Wilhelm von Tegetthoff. Unmittelbar nach seinem Seesieg bei Lissa gegen die italienische Marine feierten ihn seine Besatzungen mit dem alten venezianischen Schlachtruf Viva San Marco! Als Venetien 1866 an Italien fiel, blieben der österreichischen Marine ihre Stützpunkte in Istrien und Dalmatien. Nachdem man wegen der Revolution von 1848 bereits zahlreiche venezianische Seeleute verloren hatte, bemühte man sich in der Folge, das venezianisch-italienische Element so weit wie möglich zurückzudrängen.

### Kleine Marinen
Die Küsten des Kirchenstaates standen bis zum 9. Jahrhundert unter dem Schutz der Byzantinischen Marine. Die Sarazenenangriffe auf Rom in den Jahren 843, 846 und 849 erforderten schließlich den Aufbau eigener Seestreitkräfte. Sie existierten oft nicht permanent und wurden bei Bedarf durch Flotten anderer christlicher Staaten ergänzt. Päpstliche Kriegsschiffe beteiligten sich ihrerseits an den verschiedenen Kreuzzügen und Türkenkriegen sowie an der Abwehr von Korsaren. Ein päpstlicher Flottenverband nahm 1571 unter Marcantonio Colonna an der Seeschlacht bei Lepanto teil. Die Kriegsschiffe wurden im römischen Binnenhafen Ripa Grande gebaut, wo ab 1715 ein neues Arsenal entstand, das aber hauptsächlich Handelsschiffe baute. Die wichtigsten Stützpunkte befanden sich in Civitavecchia und Ancona. Nach dem napoleonischen Intermezzo gab es keinen nennenswerten Wiederaufbau; 1823 hatte die Kriegsmarine einen Schoner namens San Pietro (12 Kanonen) und drei kleinere Einheiten. Hinzu kamen zwölf Patrouillenboote der Zollflottille und vier Dampfboote der Tiberflottille. Die drei genannten Organisationen wurden 1856 zur Päpstlichen Marine fusioniert, die bis 1870 bestand. Die 1859 in Dienst gestellte und zuletzt in Toulon liegende Dampfkorvette Immacolata Concezione wurde von Leo XIII. im Jahr 1878 verkauft, also acht Jahre nach dem Ende des Kirchenstaates.

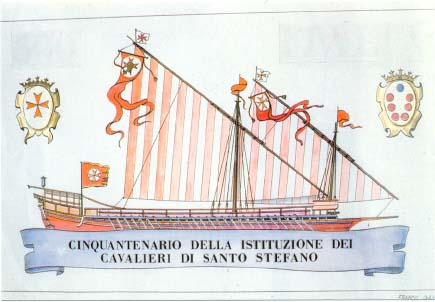
Galeere des Stephansordens um 1600

Die Verteidigung der Küsten und Inseln der Toskana vertraute Großherzog Cosimo I. de’ Medici ab 1562 den Rittern des St.-Stephans-Ordens an, da man mit den davor eingesetzten Söldnerschiffen unzufrieden war. Der Orden hatte seinen Sitz in Pisa, der Kriegshafen befand sich in Livorno. Die kleine Ordensflotte beteiligte sich 1565 mit vier Schiffen an der Verteidigung der von den Osmanen belagerten Insel Malta, mit zwölf Schiffen (unter der Flagge des Papstes) an der Schlacht bei Lepanto und mit 15 Schiffen an den Kämpfen um Tunis im Jahr 1573. Auch im 17. und 18. Jahrhundert stand der Kampf gegen Osmanen und nordafrikanische Korsaren im Vordergrund. Unter den Habsburger Großherzögen wurde die kleine Flotte verstaatlicht und 1751 nach Portoferraio verlegt, wo sie 1562 entstanden war. 1775 rettete sie unter John Acton bei der gescheiterten Invasion von Algier zahlreichen Spaniern das Leben. Nach der napoleonischen Zeit hatte die toskanische Marine einige Brigantinen, Schebeken und Kanonenboote, die bis zur Einigung Italiens keine nennenswerte Rolle mehr spielten.
Napoleon Bonaparte errichtete 1797 in Norditalien die Cisalpinische Republik, der 1802 die Italienische Republik und von 1805 bis 1814 das Königreich Italien folgten. Diese Marionettenstaaten standen unter direkter oder indirekter Herrschaft Napoleons, und damit auch deren Streitkräfte. Für die kleine republikanische Marine wurde 1804 in Mailand eine Marinedirektion eingerichtet und als Kriegshafen Ancona genutzt. Nach dem Dritten Koalitionskrieg musste Österreich Ende 1805 Venetien, Istrien und Dalmatien an das Königreich Italien abtreten. Damit wurde Venedig und das dortige Arsenal zum Zentrum der napoleonisch-italienischen Seestreitkräfte in der Adria. Das Arsenal baute sowohl für die französische als auch für die italienische Marine etliche Linienschiffe mit bis zu 90 Kanonen sowie zahlreiche kleinere Schiffe. Sie kämpften in der Adria und im Ionischen Meer vor allem gegen die Briten, die 1807 die strategisch wichtige Insel Lissa besetzt hatten und von dort aus die Küsten Italiens und Dalmatiens angriffen. Im Oktober 1810 besetzten rund 700 italienische Soldaten kurzfristig den Hauptort der Insel, wobei zusammen mit französischen Seeleuten mehrere britische Schiffe und Boote erbeutet oder in Brand gesteckt wurden. Eine definitive Eroberung der Insel scheiterte im März 1811 in der Seeschlacht bei Lissa gegen die Briten. Bis 1814 kam es mit ihnen noch zu weiteren kleinen Gefechten. Den Nordwesten Italiens und weite Teile in der Mitte des Landes annektierte Frankreich. Hier mussten Personal, Werften und Schiffe für Napoleons Marine gestellt werden. Das süditalienische Königreich Neapel besetzten napoleonische Truppen im Jahr 1806. Bis 1814 regierten hier Joseph Bonaparte und Joachim Murat. Die napoleonisch-neapolitanische Marine kämpfte bei verschiedenen Gelegenheiten hartnäckig gegen die Briten und ihre bourbonischen Verbündeten, so unter Giovanni Bausan 1806 bei Gaeta und 1809 bei den Kämpfen um Ischia und Procida. Daneben mussten die Werften wie andernorts Schiffe für Frankreich bauen. Auf Sizilien hielt sich in dieser Zeit der aus Neapel geflohene legitime König, genauso wie auf Sardinien die sonst in Turin regierenden Savoyer.

### Königreich Neapel

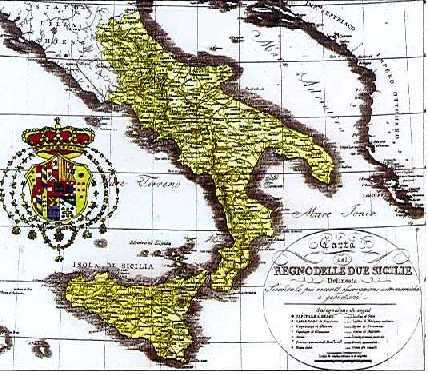
Königreich beider Sizilien

Das Königreich Neapel gehörte lange Zeit zu Spanien. Ab 1734 regierte hier der bourbonische Kronprinz Karl, unter dem das Königreich Neapel nach dem Ende des Polnischen Thronfolgekriegs eine gewisse Unabhängigkeit von Spanien erlangte. Wegen der andauernden Barbareskenüberfälle befahl Karl noch 1734 die Aufstellung einer eigenen Kriegsmarine, die zunächst aus vier alten Galeeren bestand, zu denen in den folgenden Jahren ein Linienschiff und eine Fregatte kamen. 1735 gründete er in Neapel auch eine Marineschule. Als 1742 während des Österreichischen Erbfolgekrieges ein Flottenverband der Royal Navy vor Neapel den Abzug neapolitanischer Truppen aus Norditalien erzwang, beschloss Karl einen Ausbau seiner kleinen Marine. 1759 bestand sie aus dem Linienschiff San Filippo la Reale (64 Kanonen), vier Fregatten (40 bis 50 Kanonen), vier Galeeren und sechs Schebecken (je 20 Kanonen). Sie führte einige größere Unternehmungen gegen nordafrikanische Piraten durch, wobei die hierbei gemachten Gefangenen ab 1751 beim Bau des Königspalastes von Caserta eingesetzt wurden. Unter Karls Nachfolger Ferdinand und dem Regenten Bernardo Tanucci wurde die Marine vernachlässigt. Ferdinands Gemahlin Maria Karolina von Österreich steuerte dem entgegen, indem sie 1778 den Befehlshaber der toskanischen Marine, John Acton, nach Neapel holte, wo er als Marineminister die dortige Marine reorganisierte und ausbaute. Acton schickte neapolitanische Offiziere zur Ausbildung auf Kriegsschiffe anderer Staaten, er gründete die Marinewerft in Castellammare di Stabia und stellte ein Marineinfanterie-Regiment auf. Zwischen 1783 und 1785 beschossen Kriegsschiffe aus Malta, Spanien, Portugal und Neapel-Sizilien mehrmals Algier. 1788 umfasste die Flotte vier Linienschiffe, darunter die ersten 74-Kanonen-Schiffe der Partenope-Klasse, neun Fregatten (35 bis 40 Kanonen), sechs Schebecken (20) und sechs Korvetten (12 bis 20) sowie einige kleinere Einheiten.

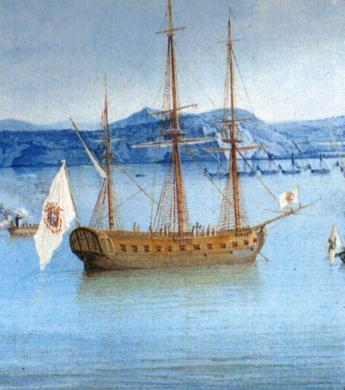
Die neapolitanische Fregatte Minerva

Im Ersten Koalitionskrieg gegen das revolutionäre Frankreich unterstützte Neapel seit Juli 1793 die Briten mit einigen Kriegsschiffen, die an der erfolglosen Belagerung von Toulon beteiligt waren und dann 1795 auch an den Seeschlachten bei Genua und den Îles d’Hyères unter Admiral William Hotham. 1799 besetzten französische Revolutionstruppen das Königreich Neapel. Der König flüchtete mit seinem Hofstaat und königstreuen Truppen und Schiffen nach Sizilien, das die Royal Navy schützte. Auf Befehl Horatio Nelsons mussten sich Teile der neapolitanischen Flotte in Neapel selbst versenken, was gegenüber den Briten tiefe Verbitterung hervorrief. Die bürgerliche Elite war für die Revolution und gründete im Januar 1799 die Parthenopäische Republik, der sich auch Teile des Militärs anschlossen. Als Koalitionstruppen die Republik sechs Monate nach ihrer Gründung beseitigten, ließ Nelson den parthenopäischen Admiral Francesco Caracciolo aus politischen und persönlichen Gründen hinrichten. Nach der erneuten Besetzung Neapels durch napoleonische Truppen im Jahr 1806 zogen sich die Bourbonen wiederum nach Sizilien zurück. Dort verblieben ihnen ein Linienschiff, drei Fregatten, 13 kleinere Schiffe und 70 Kanonenboote, die entweder allein oder mit der britischen Mittelmeerflotte operierten, unter anderem gegen napoleonisch-neapolitanische Verbände bei Gaeta und im Golf von Neapel.
Nach dem napoleonischen Intermezzo und der Rückkehr der neapolitanischen Bourbonen Anfang 1815 übernahm die Marine die französischen Neuerungen zunächst fast zur Gänze, bis 1818 mit einem neuen Reglement eine Mischung aus bourbonischen und napoleonischen Elementen Einzug hielt. Ansonsten kam es im Königreich beider Sizilien, wie es sich jetzt nannte, zur Restauration der vorrevolutionären Bräuche, wogegen 1820 zuerst liberale Offiziere opponierten, dann weite Teile der Bevölkerung. Sizilien wollte sich sogar abspalten, weswegen man Giovanni Bausan mit einigen Kriegsschiffen und Soldaten unter General Florestano Pepe dorthin schickte, um die Aufstände niederzuschlagen. In vergleichbarer Weise ging man auch während der Revolution von 1848/1849 vor, als neapolitanische Kriegsschiffe Palermo beschossen. Bis 1834 musste die Marine wiederum mehrmals gegen nordafrikanische Herrscher vorgehen, die Tribute für Frieden verlangten. 1828 brachte der Beschuss von Tripolis strukturelle Schwächen bei kleineren neapolitanischen Schiffen ans Licht, er erfüllte aber den politischen Zweck, genauso wie die Einsätze gegen Tunis und Marokko in den Jahren 1833 und 1834. Im Jahr 1834 wurden die ersten drei dampfbetriebenen Kriegsschiffe aus britischer Produktion in Dienst gestellt. Dieser neue Antrieb führte einige Jahre später zur Einrichtung einer Ingenieurschule und einer Dampfmaschinenfabrik in Pietrarsa, die auch im Ausland viel Beachtung fand. 1843 geleiteten das Linienschiff Vesuvio und drei Fregatten die Prinzessin Teresa Maria Cristina von Neapel-Sizilien nach Rio de Janeiro, wo sie mit dem Kaiser Brasiliens, Peter II. vermählt wurde. Es handelte sich um einen der seltenen Fälle, in denen neapolitanische Kriegsschiffe das Mittelmeer verließen. 1848 nahmen sieben neapolitanische Schiffe in der nördlichen Adria kurz am ersten italienischen Unabhängigkeitskrieg teil, bis sie aus politischen Gründen wieder abgezogen wurden. Der liberale Freiheitskampf in Norditalien unterminierte den bourbonischen Absolutismus in Neapel, das sich kaum gegen das politisch ebenso reaktionäre Kaisertum Österreich stellen konnte.
1860 machte der Zug der Tausend der Bourbonenherrschaft in Neapel ein Ende. Zu diesem Zeitpunkt hatte die Marine der beiden Sizilien 14 Segelkriegsschiffe, darunter die beiden Linienschiffe Vesuvio (3.500 Tonnen, 87 Kanonen, praktisch außer Dienst) und Monarca (3.600 Tonnen, 86 Kanonen, Umbau zu Dampfschiff), vier Fregatten, sowie insgesamt acht Korvetten und Brigantinen. Hinzu kamen rund 90 Kanonenboote und kleinere Einheiten. Unter den Dampfschiffen befanden sich 13 Fregatten (1.000 bis 3.000 Tonnen, 10 bis 60 Kanonen), zwei Korvetten, elf Avisos und drei Schlepper. Damit war diese Marine unmittelbar vor der Einigung Italiens die mit Abstand größte aller italienischen Staaten.

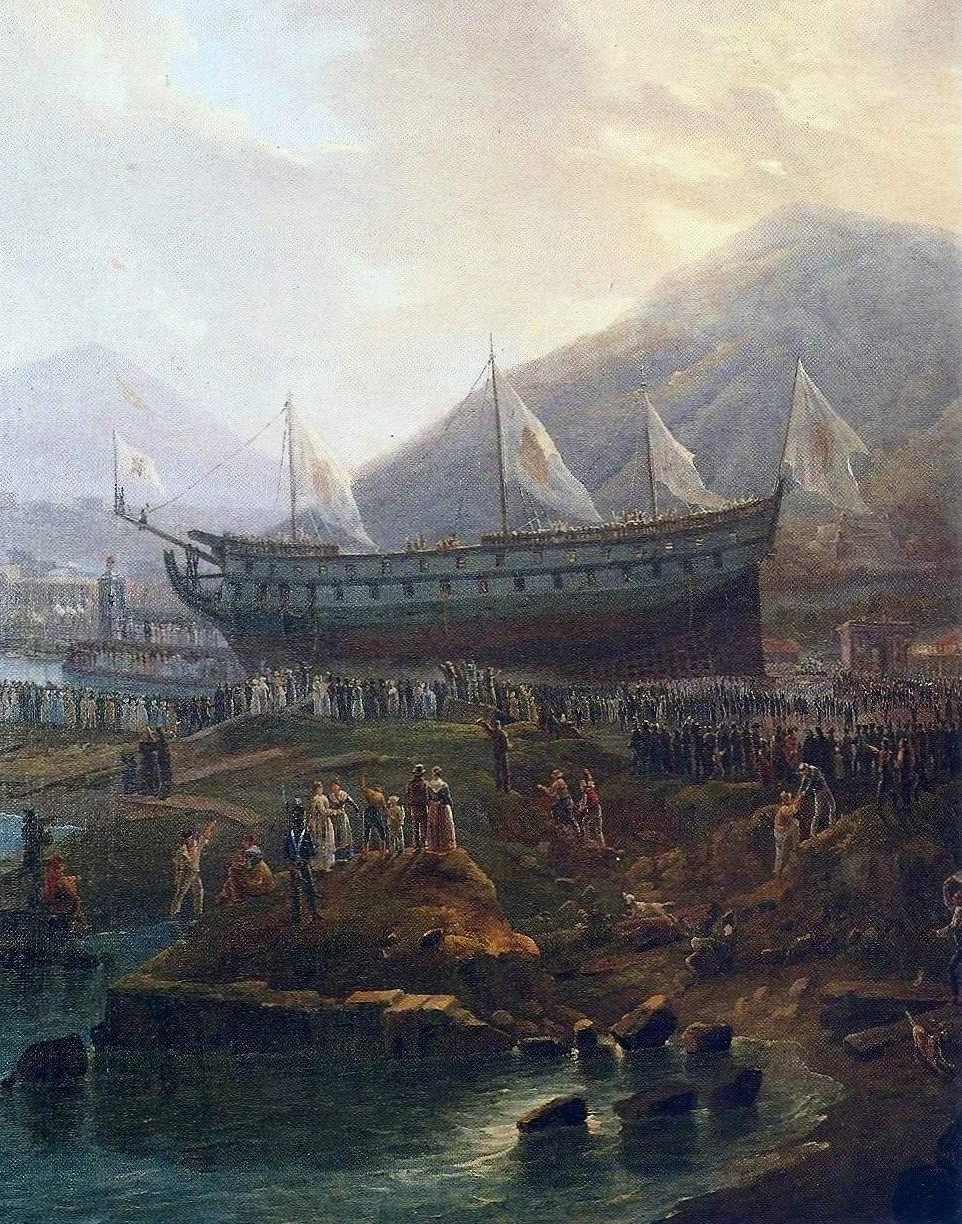
Stapellauf des Linienschiffs Vesuvio 1824 in Castellammare
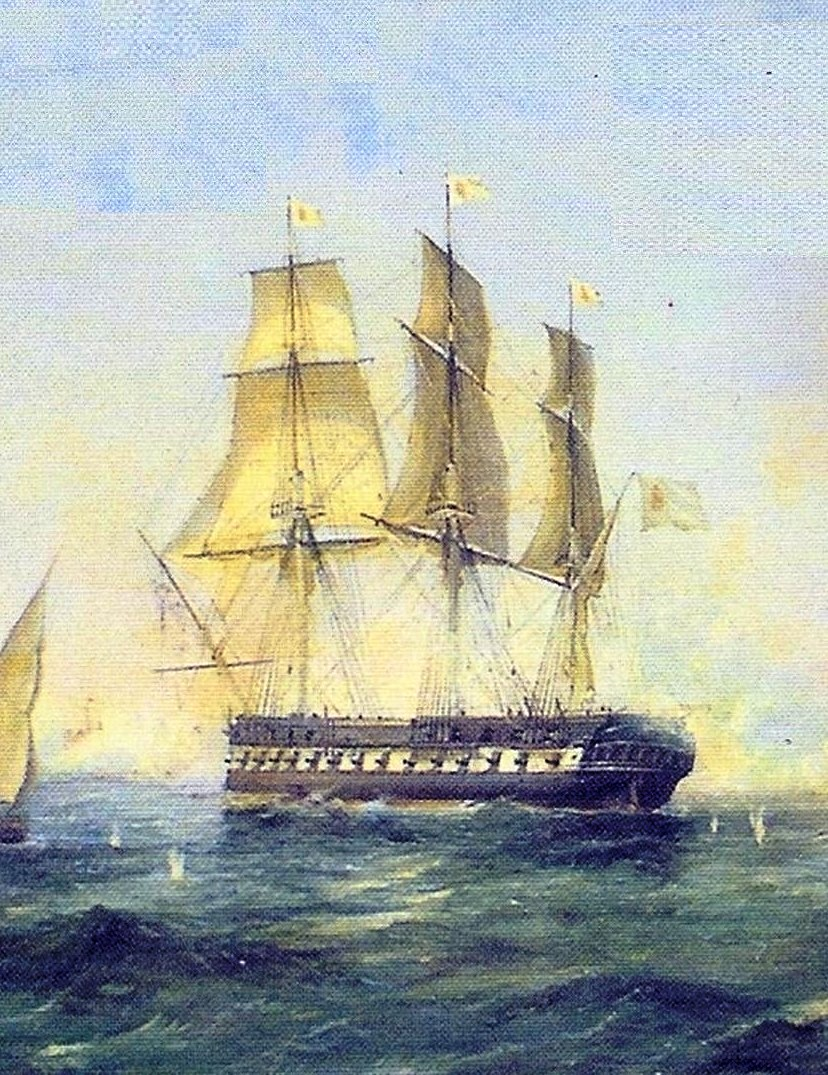
Fregatte Regina Isabella 1828 vor Tripolis
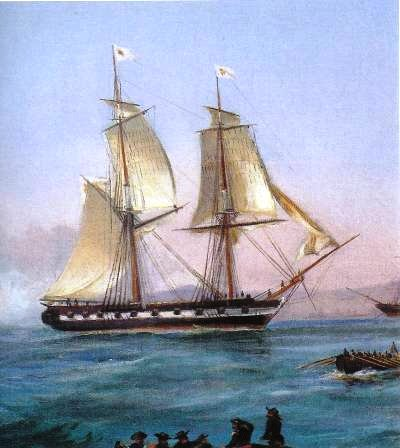
Brigantine Principe Carlo 1833 vor Tunis
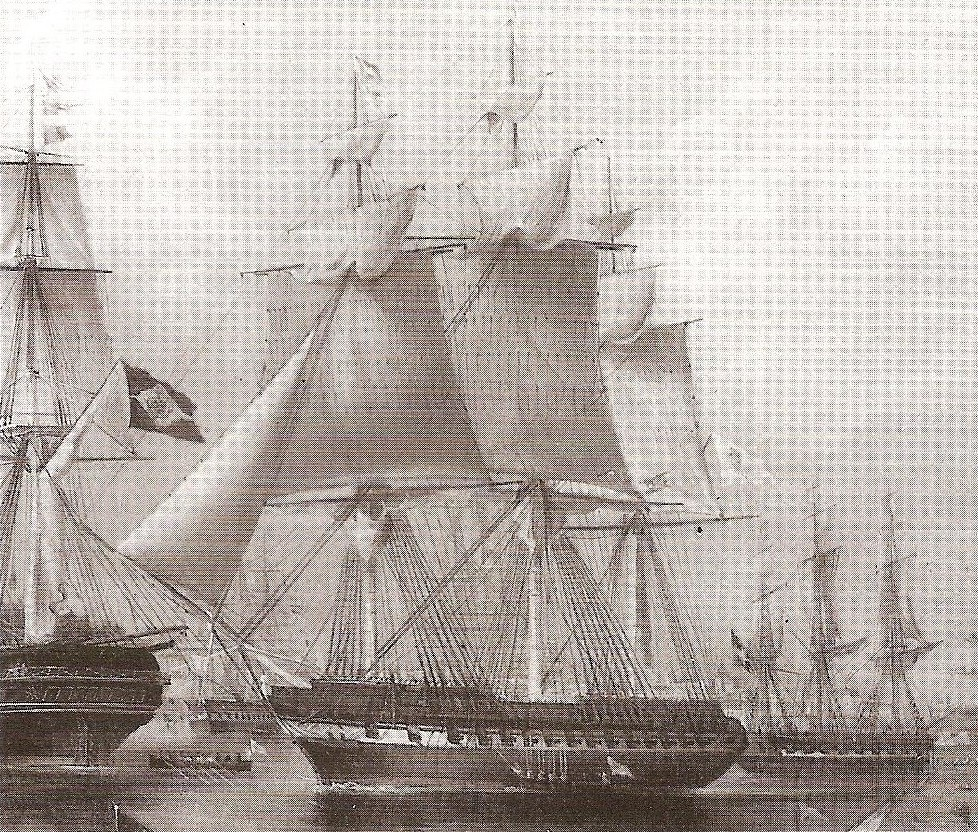
Fregatte Amalia 1843 in Rio de Janeiro
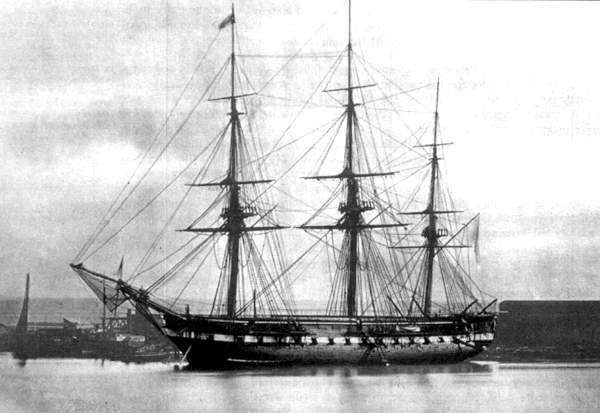
Fregatte Partenope in Neapel

### Königreich Sardinien

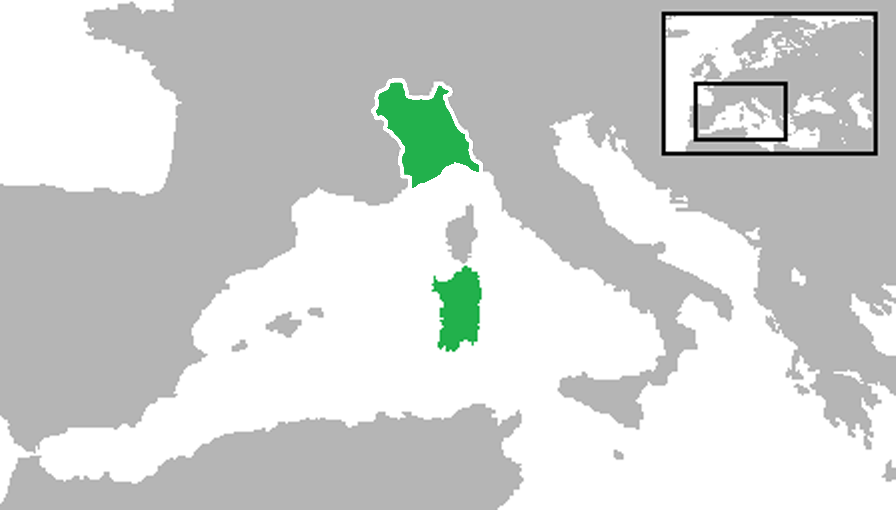
Königreich Sardinien von 1815 bis 1860

Die Insel Sardinien und ihre Krone fielen 1720 an das Haus Savoyen. Das ursprüngliche Herrschaftsgebiet dieser alten Dynastie lag beiderseits der Westalpen, im Wesentlichen in Savoyen und im Piemont. Obwohl sich der Schwerpunkt des Herrschaftsgebietes mit der Hauptstadt Turin auf dem Festland befand, wurde es ab 1720 Königreich Sardinien genannt. Die Savoyer standen ab 1848 an der Spitze der italienischen Einigungsbewegung. 1861 gliederten sie die alten italienischen Staaten in das Königreich Sardinien ein, das sich fortan Königreich Italien nannte. Diesem Einigungsprozess unterlagen auch die Streitkräfte der einzelnen Staaten. Aus diesem Grund ist der direkte Vorläufer der heutigen italienischen Marine die Marine der Savoyer.
Die Anfänge dieser Marine liegen nicht im Mittelmeer, sondern auf Teilen der Rhone und auf dem Genfersee, dessen Südufer mit dem Chablais den Savoyern gehörte. Zum dortigen Schutz ihrer Rechte und Interessen bauten sie im 13. Jahrhundert eine kleine bewaffnete Binnenflotte auf, die 1353 bei der Belagerung und Eroberung von Gex eine Rolle spielte. Der damalige Herrscher Amadeus VI. führte 1366 auch einen Feldzug gegen Osmanen und Bulgaren an, für den er eine Flotte von 15 Schiffen zusammenstellte. An der Schwarzmeerküste wurden dabei mehrere Hafenstädte erobert. 1388 erwarben die Savoyer mit der Grafschaft Nizza einen direkten Zugang zum Mittelmeer. In Villefranche (oder Villafranca) richteten sie einen kleinen Kriegshafen für ihre winzige Mittelmeerflotte ein. Nach den italienischen Kriegen ließ sie Emanuel Philibert von Savoyen ab 1560 von Andrea Provana wieder aufbauen. Sie nahm an etlichen Kämpfen gegen Osmanen und nordafrikanische Piraten teil, unter anderem bei Vélez de la Gomera, Malta und Lepanto. Im 17. Jahrhundert wurde die Marine als eine Organisationseinheit der Armee wieder vernachlässigt.
Mit dem Frieden von Utrecht erhielten die Savoyer 1713 die Insel Sizilien und damit den lange angestrebten Königstitel. Zwar mussten sie die Insel 1720 gegen Sardinien eintauschen, doch die Notwendigkeit angemessener Seestreitkräfte zum Schutz des Neuerwerbs blieb. Die Marine bestand zu dieser Zeit aus vier Galeeren und einigen kleineren Einheiten, hinzu kam das reorganisierte Marineinfanterie-Regiment La Marina. Mangels ausreichender Flotte nutzte man auf Sardinien alte und neu gebaute Wachtürme, um die Küstenorte vor Überfällen moslemischer Seeräuber zu warnen. Hin und wieder gelang es, ein feindliches Schiff zu versenken oder zu erobern, so 1757 vor Orosei, 1764 vor Isola Rossa oder 1772 vor Cagliari, wo 28 Schiffe aus Bizerta angriffen.

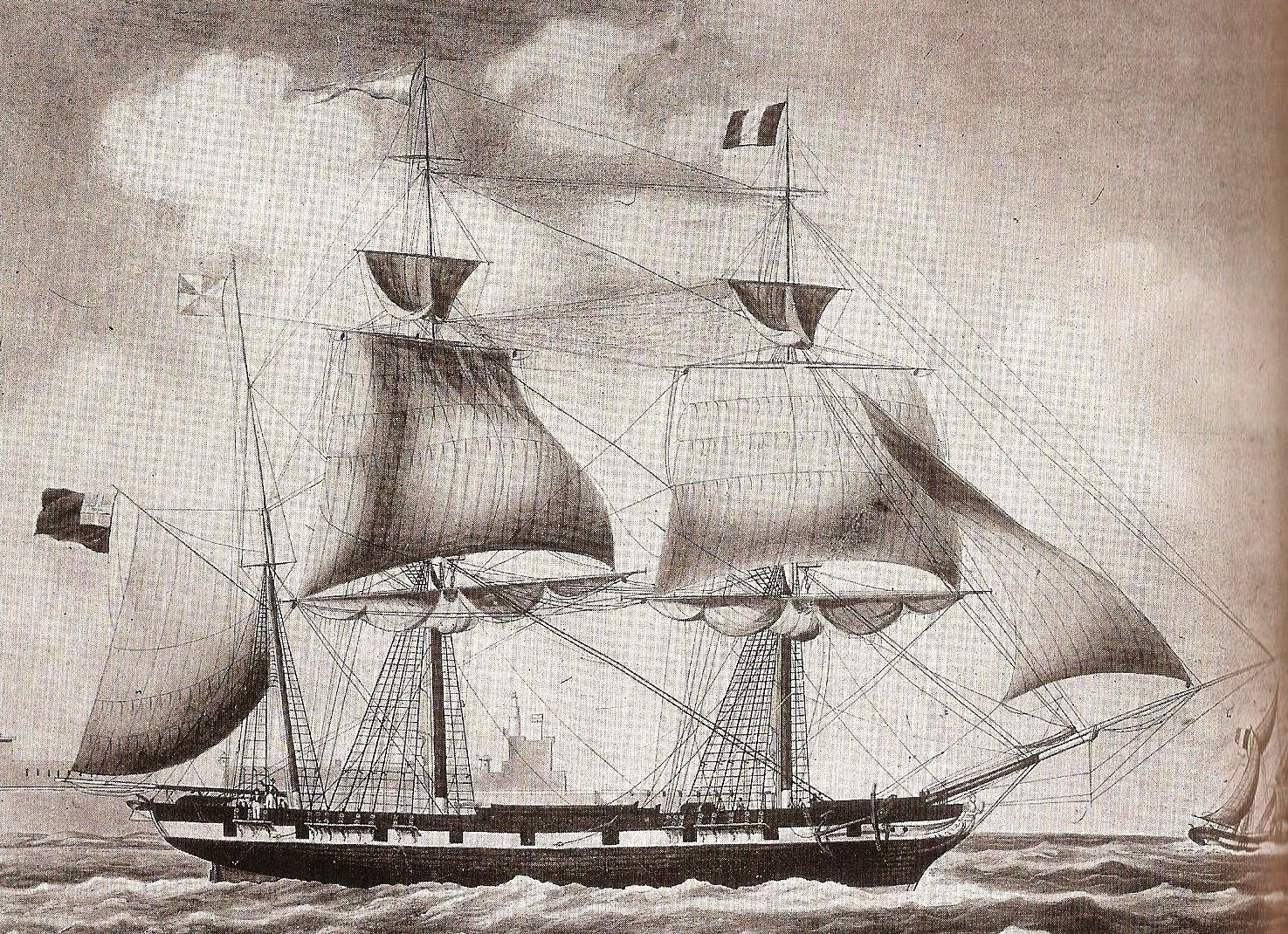
Korvette Aurora vor Genua

Im 1792 ausgebrochenen Koalitionskrieg gegen das revolutionäre Frankreich ging die Grafschaft Nizza und damit der Kriegshafen Villefranche schnell verloren. Das Regiment La Marina kämpfte auf dem Festland bis 1796 unter dem Kommando des Heeres mit Auszeichnung. Ein erster französischer Invasionsversuch auf Sardinien scheiterte Anfang 1793 in Cagliari am Widerstand der Einheimischen und an einem Sturm, ein zweiter Versuch kurz darauf im Gefecht bei La Maddalena, in dem der Bootsmann Domenico Millelire den feindlichen Verband, dem auch Napoleon Bonaparte angehörte, fast im Alleingang vertrieb. Weniger Glück hatte man im Gegenzug bei der Teilnahme an der erfolglosen Belagerung von Toulon, bei der die Fregatte San Vittorio und dann auch das Beuteschiff Alceste verloren gingen. Nachdem Napoleon auf seinem Italienfeldzug 1796 erstmals die Festlandbesitzungen erobert hatte, zogen sich die Savoyer 1799 nach Sardinien zurück, das sie weiterhin kontrollierten. Der dort verbliebene Rest der Marine und einige hinzugekaufte Schiffe setzten unter Giorgio Des Geneys den Kampf gegen die Korsaren fort, die 1798 Carloforte überfallen hatten. Erwähnenswert ist ein Vorstoß nach Tunis mit der Eroberung von zwei Piratenschiffen (1804, auf dem Rückweg), die Vereitelung einer Landung bei Orosei (1806) und vor allem das kleine, aber sehr heftige Gefecht bei Capo Malfatano (Teulada), wo am 28. Juli 1811 zwei weitere tunesische Schiffe erobert wurden.
1814 konnte Viktor Emanuel I. nach Turin zurückkehren. Der Wiener Kongress gab den Savoyern 1815 nicht nur ihre alten Festlandbesitzungen wieder, sondern zusätzlich Ligurien, also das Gebiet der ehemaligen Republik Genua. Wie im Fall der österreichisch-venezianischen Marine wurde auch der Wiederaufbau der sardo-piemontesisch-genuesischen Marine durch einen guten Hafen und fähige Seeleute begünstigt. Andererseits betrachtete das Kriegs- und Marine-Staatssekretariat in Turin die Marine meist als nebensächlich und größere Neubauten als Geldverschwendung. Unter diesen Bedingungen machte sich der Marinebefehlshaber Giorgio Des Geneys an die Aufbauarbeit. Er verlegte die Marinebasis von Villefranche nach Genua und erneuerte dort die 1762 in Villefranche gegründete Marineschule. Küstenabschnittkommandos wurden in Villefranche, Genua und Cagliari eingerichtet. Die veraltete, heterogene Flotte wurde im Rahmen des Möglichen durch Neubauten erweitert, unter denen sich die Fregatten Maria Teresa und Maria Cristina befanden. Eine dritte Fregatte namens Commercio di Genova finanzierten genuesische Kaufleute, die mehr Schutz für ihren Levantehandel benötigten. Die Offiziere stammten vorwiegend aus Adelsfamilien des Festlandes, besonders aus Nizza und Savoyen, sprachen meist Französisch und gaben ihre Befehle so weit wie möglich in dieser Sprache. Die Mannschaften unterlagen sehr strenger Disziplin, weswegen sich bald nur Sarden (besonders aus La Maddalena) länger verpflichteten.

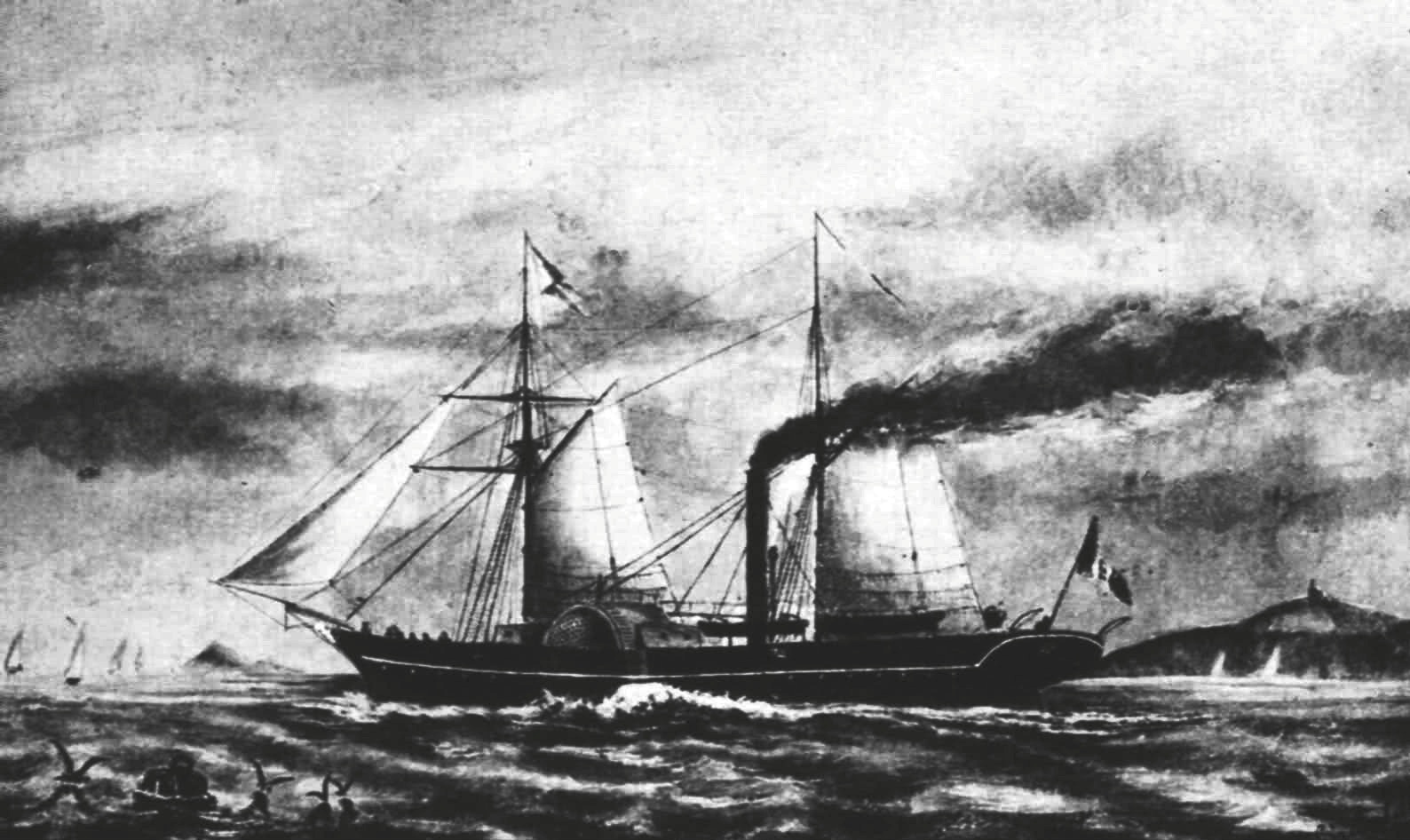
Dampfkorvette Malfatano

Nach einem weiteren Korsarenangriff auf Sant’Antioco (Oktober 1815) setzte man diesen endlos scheinenden Kampf fort. 1825 kam es wegen neuerlicher Tributforderungen zu Auseinandersetzungen mit dem Bey von Tripolis, wohin man die drei vorhandenen Fregatten und andere Schiffe entsandte. Da Verhandlungen vor Ort ergebnislos blieben und das Wetter keinen Angriff zuließ, schickte man in der Nacht zum 27. September 1825 Enterkommandos auf Booten in den Hafen, wo sie mehrere Kriegsschiffe des Beys in Brand steckten. Diese Operation beendete die Auseinandersetzungen und brachte der Marine viel Anerkennung ein, vor allem aber zusätzliche Mittel für Neubauten. Dabei handelte es sich um fünf Fregatten (44 bis 60 Kanonen) und eine Korvette (20). Mit der so verstärkten Flotte zeigte man in den folgenden Jahren vor Nordafrika und in der Levante Flagge, insbesondere zum Schutz der Handelsschifffahrt und der diplomatischen Vertretungen vor Ort. Ab 1834 waren Schiffe der Marine auch vor Brasilien, Uruguay und Argentinien präsent, wo sich viele Genueser angesiedelt hatten und ihr Außenhandel florierte. 1838 scheiterte eine geplante Weltumsegelung der Fregatte Regina bei Kap Hoorn; das Schiff kehrte über Rio nach Genua zurück. Besser erging es bei Kap Hoorn der Brigantine Eridano, die 1844 und 1845 den Pazifik befuhr und unter anderem die Gesellschaftsinseln und Hawaii erreichte.
1847 hatte die Marine vier Fregatten, vier Korvetten, drei Brigantinen, eine Schonerbark (Goletta), einen Frachter, zehn Kanonenboote, drei Avisos und einige andere Einheiten. Ein Teil davon war, wie seinerzeit üblich, auch dampfbetrieben. Einen Großteil dieser Flotte entsandte man 1848 und 1849 im ersten italienischen Unabhängigkeitskrieg in die nördliche Adria, wo sie nur kurz von neapolitanischen und päpstlichen Schiffen unterstützt wurde. Zusammen mit kleineren venezianischen Verbänden konnte man eine österreichische Seeblockade Venedigs verhindern, andererseits brachte die Blockade des österreichischen Triest nichts ein. Nach dem Waffenstillstand im März 1849 zog man die Flotte ab und überließ damit die Repubblica di San Marco ihrem Schicksal. Während des Krimkriegs entsandte die Marine 1855 und 1856 insgesamt 23 Schiffe ins Schwarze Meer, die dort in keine Seegefechte verwickelt wurden, aber so weit wie möglich die 19.000 piemontesischen Soldaten auf der Krim unterstützten. Im entscheidenden zweiten italienischen Unabhängigkeitskrieg wurde 1859 wieder ein Flottenverband in die nördliche Adria entsendet, wo es ähnlich ereignislos blieb wie schon 1848. Giuseppe Garibaldis Zug der Tausend und den piemontesischen Feldzug in Süditalien unterstützte die Marine zuletzt Ende 1860, Anfang 1861 bei der Belagerung von Gaeta.

## Regia Marina

Wappen der Regia Marina

### Von der Gründung bis zum Ersten Weltkrieg
Ab November 1860 übernahm im Zug der Einigung Italiens der letzte piemontesische und erste italienische Premier- und Marineminister Camillo Benso von Cavour die Aufgabe, auch die verschiedenen italienischen Marinen zu fusionieren. Da bei den Landstreitkräften der vergleichbare Prozess markant zugunsten Piemonts verlaufen war, überließ Cavour im Gegenzug bei den Seestreitkräften den Neapolitanern den Vortritt. So wurden aus deren Marine zahlreiche Bräuche und Details übernommen, selten zur Begeisterung der genuesischen und anderer Offiziere und Seeleute aus dem Norden, die aus historischen und fachlichen Gründen ein ganz besonderes Selbstverständnis hatten, was die Rivalität zwischen den beiden Seiten weiter anheizte. Zwar bestand nunmehr formell eine einheitliche italienische Marine; die tatsächliche Zusammenführung wurde aber unter anderem dadurch behindert, dass die Marineakademien in Genua und Neapel fortbestanden und weiterhin getrennt ausbildeten. Cavour, der für den Aufbau einer starken Marine eingetreten war, starb bereits im Juni 1861. Es folgten mehrere Regierungen, deren Marinepolitik im Wesentlichen darin bestand, Kriegsschiffe zu bestellen, vor allem im Ausland, ohne das innere Gefüge der Marine zu verbessern.

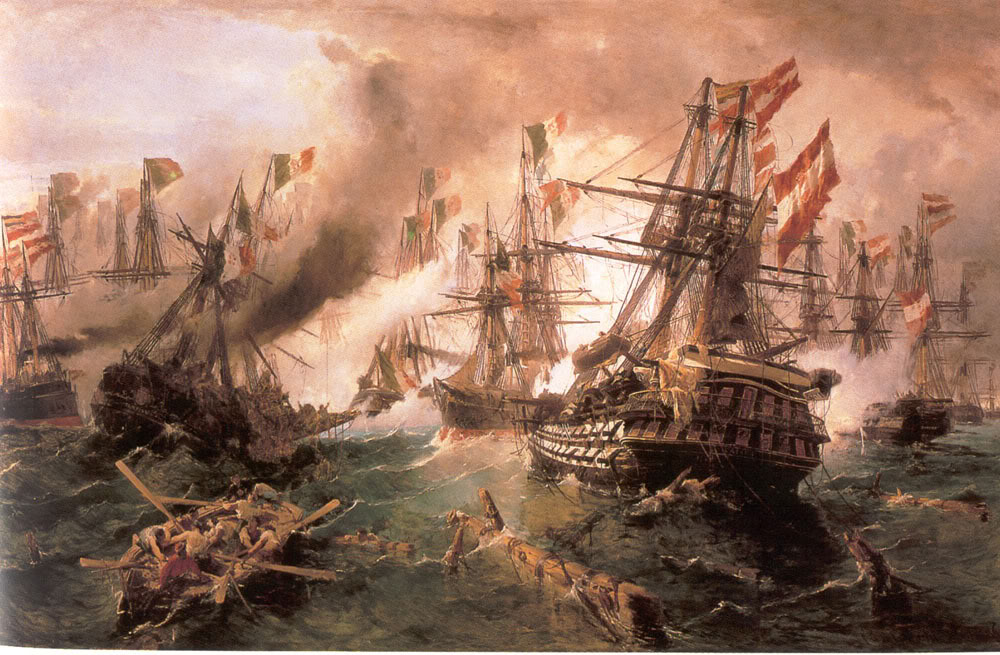
Seeschlacht bei Lissa

1866 kam es im dritten italienischen Unabhängigkeitskrieg in der Adria zur Seeschlacht von Lissa, in der die österreichische Marine die italienischen Marine besiegte. Der österreichische Erfolg beruhte auf mutigem, gut koordiniertem Einsatz der Kräfte und der Rammtaktik, die italienische Niederlage auf Selbstüberschätzung und eklatanten Führungsfehlern. So gerieten Teile der überlegenen italienischen Flotte vor Lissa wegen Eigenmächtigkeiten der Befehlshaber, aber auch wegen einer Unterbrechung der Befehlskette ins Abseits, was eine örtliche Unterlegenheit und eine insgesamt chaotische Einsatzführung zur Folge hatte. Der Verlust von zwei italienischen Kriegsschiffen wog materiell nicht schwer, psychisch hingegen hinterließ die Niederlage tiefe Spuren. Sie beeinflusste nicht nur den weiteren Aufbau der Marine, sondern über eine längere Phase hinweg auch ihr Selbstverständnis und das Selbstvertrauen ihres Führungspersonals. Eine der ersten Konsequenzen war eine Neuordnung der Marine, insbesondere im Bereich der Ausbildung, und eine systematische Flottenplanung unter den Admiralen und Marineministern Augusto Riboty, Simone Pacoret de Saint Bon, Benedetto Brin und Ferdinando Acton, sowie schließlich die Gründung der Accademia Navale. Mit ihr wurde 1881 die Ausbildung der Offizieranwärter weiter vereinheitlicht, nachdem man 1868 den ersten Teil der insgesamt vierjährigen Ausbildung in Neapel und den zweiten Teil in Genua konzentriert hatte. Der bereits 1857 beschlossene Bau eines neuen, im Vergleich zu Genua besser geschützten Marinestützpunktes in La Spezia konnte bis 1869 in wesentlichen Teilen abgeschlossen werden, von 1883 bis 1889 folgte dann der für die Straße von Otranto und das östliche Mittelmeer gedachte Stützpunkt in Tarent. Um- und ausgebaut wurden zu dieser Zeit auch das Arsenal in Venedig und der Stützpunkt in La Maddalena auf Sardinien.
Die Regia Marina befand sich seinerzeit in keiner einfachen strategischen Lage. Im Osten sah man sich von der österreichischen, im Westen von der französischen Marine bedroht. In Malta befand sich das Hauptquartier der britischen Mittelmeerflotte, die mit Gibraltar und dem 1869 eröffneten Sueskanal auch die Mittelmeerzugänge kontrollierte. Frankreich besetzte 1881 Tunesien und machte dort in der Folge Bizerta zu einem bedeutenden Flottenstützpunkt. Italien betrachtete Tunesien, wo über 10.000 Italiener lebten, aus geographischen und wirtschaftlichen Gründen als Teil seines Einflussgebietes. Dem Vereinigten Königreich kam der französische Vorstoß entgegen, da Italien mit einer Besetzung Tunesiens den britischen Seeweg nach Indien kontrolliert hätte, der sich durch den Sueskanal eröffnet hatte. 1882 besetzte das Vereinigte Königreich Ägypten, wo knapp 20.000 Italiener lebten, und brachte so den Kanal ganz unter seine Kontrolle. Um sich in seiner Mittelmeerpolitik einen besseren Stand zu verschaffen, verbündete sich Italien 1882 mit dem Deutschen Reich und Österreich-Ungarn im Dreibund, einem reinen Verteidigungsbündnis, das im Fall eines Angriffskrieges eines Bündnispartners den beiden anderen keinerlei Verpflichtungen auferlegte. Trotz dieses Bündnisses rivalisierten Österreich-Ungarn und Italien in der Adria weiter, insbesondere von der Jahrhundertwende bis zum Ersten Weltkrieg. Angesichts dieser Umstände versuchte Italien, im Rahmen des Möglichen seine Flotte zu verstärken und eine eigene Kolonialpolitik zu betreiben.

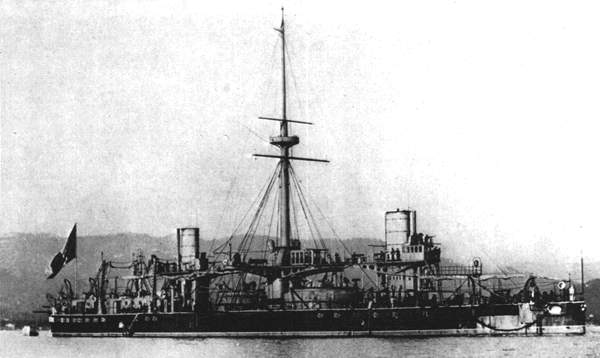
Das Turmschiff Caio Duilio im Jahr 1880

Die beiden von Benedetto Brin entworfenen, 1880 und 1882 in Dienst gestellten Turmschiffe der Caio-Duilio-Klasse sollten Italiens Rolle im Mittelmeer wesentlich verbessern. Mit ihren 45 cm Kanonen gehörten sie zu den stärksten Kriegsschiffen ihrer Zeit. Ihre relativ schwache Panzerung nahm man in Kauf, da es damals kein anderes Schiff mit ihrer Bewaffnung aufnehmen konnte. Sie lösten im Ausland viel Bewunderung aus, aber auch den Wunsch, diese Schiffe noch zu übertreffen. In Italien folgten auf diese Turmschiffe die beiden wiederum von Brin entworfenen schnellen, kaum gepanzerten Schlachtschiffe der Italia-Klasse, die ähnlich stark bewaffnet waren wie ihre Vorgänger, zusätzlich aber auch einen großen Infanterieverband aufnehmen konnten. Mit ihnen zeichnete sich bereits die Entwicklung zum Schlachtkreuzer ab, in gewisser Weise auch die der späteren Landungsschiffe. Allein dank dieser Schiffe (und auch auf Grund der Fähigkeit sie zu bauen) schloss Italien um 1885 zu den führenden Seemächten auf, verlor aber diesen Anschluss mangels ausreichender finanzieller Mittel bald wieder. Um die Jahrhundertwende veröffentlichte Vittorio Cuniberti seine Studien über ein neues Schlachtschiff mit dem Arbeitstitel monocalibro (Einheitskaliber), womit er zum geistigen Vater der Dreadnoughts wurde und gleichzeitig alle bisher gebauten Großkampfschiffe erheblich entwertete. Die aufkommenden U-Boote wurden für Großkampfschiffe, egal wie modern sie waren, bald eine große Gefahr. Italien stellte 1896 mit der Delfino ein erstes U-Boot in Dienst. Neben Cunibertis Studien waren auch die funktechnischen Experimente, die Guglielmo Marconi ab 1897 auf Kriegsschiffen der italienischen Marine durchführte, von grundlegender Bedeutung.
Auch auf operativer Ebene entwickelte sich die Regia Marina weiter. Das seit den 1830er Jahren bestehende Südamerika-Geschwader in Montevideo ergänzte man 1879 wegen des Salpeterkriegs vorübergehend um ein Pazifisches Geschwader. 1894 übernahm das sogenannte Ozeanische Geschwader den Schutz italienischer Interessen entlang der Küsten Amerikas. Einige Schiffe dieser Überseeverbände unternahmen Weltumfahrungen, die insbesondere wissenschaftlichen und diplomatischen Zwecken dienten. So ging 1866 von Besuchen der Dampfkorvette Magenta in Thailand, China und Japan die Aufnahme von diplomatischen oder Handelsbeziehungen mit diesen Staaten aus. In den 1880er Jahren unterstützte die Marine im Roten Meer die italienische Kolonialisierung Eritreas, die von der Reederei Rubattino initiiert worden war, und kurz darauf auch die Kolonialisierung Somalias. 1897 kam es wegen griechisch-osmanischer Auseinandersetzungen um Kreta zu einer internationalen Intervention, an der auch die Regia Marina mit Schiffen unter Admiral Canevaro beteiligt war, dem wegen seines Dienstalters die Führung des „Admiralsrates“ übertragen wurde. An der Niederschlagung des Boxeraufstandes in China war 1900 und 1901 auch Italien beteiligt, das sieben Schiffe und rund 2.000 Soldaten entsandte. In der italienischen Konzession von Tianjin unterhielt die Regia Marina bis 1943 einen Stützpunkt, der von einem Marineinfanterie-Bataillon geschützt wurde. Im italienisch-türkischen Krieg besetzte Italien ab 1911 mit Tripolitanien und der Kyrenaika (Libyen) doch noch einen Teil Nordafrikas, jedoch von zweifelhaftem strategischen und ökonomischem Wert. Anfang Oktober 1911 beschossen italienische Kriegsschiffe Tripolis, das dann von einem Landungsverband unter Umberto Cagni besetzt wurde. Auch etliche andere Küstenorte wurden besetzt. Der Widerstand der örtlichen Bevölkerung und osmanischer Truppen zwang bald zu einem verstärkten Einsatz der Flotte, mit der die Hohe Pforte zum Frieden gezwungen werden sollte. Am 4. Mai 1912 eroberten italienische Streitkräfte im italienisch-türkischen Krieg gegen geringen Widerstand die Insel Rhodos und später andere Inseln des Dodekanes. Von dort aus starteten im Juli 1912 fünf italienische Torpedoboote unter Enrico Millo einen wagemutigen Angriff auf die Dardanellen. Zu einem weiteren kleinen Gefechten kam es vor Beirut, wo zwei gegnerische Schiffe versenkt wurden, und im Roten Meer, wo ein italienischer Kreuzer und zwei Zerstörer sieben Kanonenboote versenkten. In diesen Jahren begann auch der Aufbau der italienischen Marineflieger, die in Libyen erste Einsätze flogen.

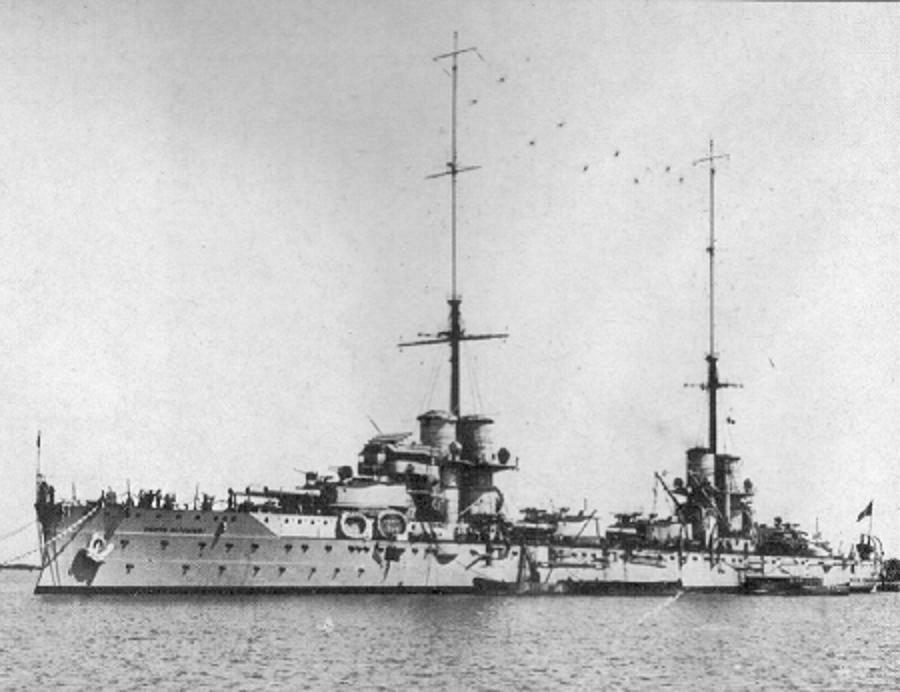
Das erste italienische Dreadnought-Schlachtschiff Dante Alighieri

### Erster Weltkrieg
1914 verfügte die italienische Marine über drei Dreadnoughts, drei weitere der Caio-Duilio- und Conte-di-Cavour-Klasse waren im Bau. Hinzu kamen sechs konzeptionell veraltete Schlacht- oder Linienschiffe, neun Panzerkreuzer (davon fünf alte) und eine Reihe von kleinen Kreuzern, Kolonial- und Hilfskreuzern sowie rund 60 Zerstörer (von denen etliche eher Torpedoboote waren) und 20 U-Boote. Am 23. Mai 1915 trat Italien auf Seiten der Entente in den Ersten Weltkrieg ein, worauf die österreichische Flotte unmittelbar mit dem Beschuss von Ancona und anderer Adria-Orte reagierte. Am 5. Juni antworteten Kriegsschiffe Italiens und der Entente mit dem Beschuss von Zielen in Dalmatien, woraufhin österreichische Schiffe Rimini und Fano angriffen. Am 18. Juli 1915 versenkte das österreichische U-Boot U 4 den italienischen Panzerkreuzer Giuseppe Garibaldi, als dieser die Bahnstrecke zwischen Ragusa und Cattaro beschoss. Bereits am 7. Juli hatte das deutsche U-Boot UB 14 vor Venedig den Panzerkreuzer Amalfi versenkt. Da Italien sich 1915 mit Deutschland noch nicht im Kriegszustand befand, fuhr das Boot als SM U 26 unter österreichischer Flagge. Im September 1915 wurde die italienische Verlustliste nochmals länger, als das Schlachtschiff Benedetto Brin im Hafen von Brindisi sank, vermutlich durch Sabotage. Angeblich aus demselben Grund ging im August 1916 auch das Schlachtschiff Leonardo da Vinci im Hafen von Tarent verloren. Im Dezember lief das Schlachtschiff Regina Margherita bei Valona auf eine deutsche Seemine und sank. Wegen der offenkundigen Gefahr, die von Minen und U-Booten ausging, verlegte sich die Regia Marina auf den Einsatz leichterer Fahrzeuge. Zusammen mit den Verbündeten baute man die Otranto-Sperre auf, mit der man die österreichische Überwasserflotte in der Adria einsperrte. Diese versuchte vor allem 1917 und 1918 durchzubrechen, was ihr aber trotz lokaler Erfolge nicht gelang. Demgegenüber erzielten österreichische und deutsche U-Boote trotz der Netzsperren von Otranto sowohl innerhalb als auch außerhalb der Adria weiterhin beachtliche Erfolge.
Der italienischen Marine gelang während des Krieges die Versenkung von drei österreichischen Schlachtschiffen. Die SMS Wien wurde am 10. Dezember 1917 vor Triest einem MAS-Torpedoboot versenkt, die Szent István am 10. Juni 1918 in gleicher Weise bei der Insel Premuda. In beiden Fällen standen die italienischen Boote, MAS 9 und MAS 15, unter dem Kommando von Luigi Rizzo. Die Viribus Unitis fiel am frühen Morgen des 1. November 1918 italienischen Kampfschwimmern im Hafen von Pola zum Opfer. Der Verlust großer und teurer Kriegsschiffe durch relativ bescheidene und wenig personalintensive Mittel wie U-Boote, kleine Torpedoboote, Minen und Kleinkampfmittel zeigte deutlich, dass sich der Bau überdimensionierter Schiffe nicht rentierte, insbesondere wenn eine Flotte in einem Binnenmeer operieren musste und ihr essenzielle Nachschubwege nicht offenstanden. So blieben sowohl die österreichischen als auch die italienischen Schlachtschiffe die meiste Zeit im Hafen. Die österreichische Marine erzielte in der Adria eine Reihe taktischer Erfolge; strategisch trug die Otranto-Sperre nicht unerheblich zur Niederlage Österreich-Ungarns im Ersten Weltkrieg bei.
Eine der größten Operationen der Regia Marina im Ersten Weltkrieg war die Evakuierung des geschlagenen serbischen Heeres, von Flüchtlingen und auch österreichischen Kriegsgefangenen von Albanien nach Korfu und weiter an andere Orte, wobei unter anderem künstliche Häfen gebaut werden mussten. Zwischen Dezember 1915 und Februar 1916 evakuierte man auch mit Unterstützung der Bündnispartner rund 180.000 Menschen, im März und April dann die serbische Kavallerie mit rund 13.000 Mann und 10.000 Pferden. Im Gegenzug brachte man italienische Truppen nach Albanien, die dort die Südküste hielten. Während der Operation griffen einige österreichische Kriegsschiffe an, so Ende Dezember 1915 bei Durazzo, jedoch ohne größeren Erfolg. Ansonsten beteiligten sich italienische Kriegsschiffe im übrigen Mittelmeer am Schutz von Nachschubkonvois. Erwähnenswert sind auch die zwölf bewaffneten Eisenbahnzüge der Marine, die mit ihren Schiffsgeschützen mittleren Kalibers und Flugabwehrkanonen Küsten und Häfen gegen Angriffe verteidigten, insbesondere in den Jahren 1916 und 1917.

### Zwischen den Weltkriegen
Die Zeit zwischen den beiden Weltkriegen war geprägt von der französisch-italienischen Flottenrivalität und von der aggressiven Außenpolitik des faschistischen Regimes von Benito Mussolini. Die Rivalität zwischen Frankreich und Italien bestand bereits in den Jahrzehnten vor dem Ersten Weltkrieg; während des Krieges waren die beiden Staaten Verbündete, doch wurde der italienische Anspruch, die Marineoperationen in der Adria zu leiten und ansonsten im Mittelmeer eine offene Kooperation zwischen den verbündeten Marinen zu haben von der französischen Seite unterlaufen oder offen abgelehnt. Die Furcht, Frankreich könnte sich unmittelbar nach Kriegsende in Dalmatien und Albanien festsetzen und Italien auch im Osten bedrohen, führte im November 1918 zu einer groß angelegten italienischen Operation, in der die strategisch wichtigsten Häfen und Inseln an den Ostküsten der Adria besetzt wurden. Nach dem Ende Österreich-Ungarns und dessen Marine wollte Italien damit seine bessere strategische Lage definitiv sichern. Mit dem Friedensvertrag von St. Germain erhielt Italien 1919 die beiden bedeutenden Hafenstädte Triest und Pola, mit dem Vertrag von Rom 1924 schließlich auch den bisherigen Freistaat Fiume. Von Zara und einigen kleinen Inseln abgesehen fiel das übrige Gebiet an den neuen jugoslawischen Staat, der zwar im weiteren Verlauf zeitweise von Frankreich unterstützt wurde, aber dennoch nie eine größere Kriegsmarine aufbaute.
Von Juni 1919 bis Juli 1921 leitete Admiral Giovanni Sechi unter liberalen Ministerpräsidenten das Marineministerium. Die schwierige wirtschaftliche Lage unmittelbar nach dem Krieg zwang ihn im Zug der allgemeinen Demobilisierung zu einer radikalen Verkleinerung der Marine. Ihr Personalbestand sank von rund 130.000 auf etwa 40.000 Mann. Der während des Krieges begonnene und 1916 abgebrochene Bau von vier Super-Dreadnoughts der Francesco-Caracciolo-Klasse wurde definitiv eingestellt, vier alte Schlachtschiffe und 15 Kreuzer verschiedener Art außer Dienst gestellt und nur einige wenige Zerstörer und andere leichte Einheiten fertiggebaut oder neu in Auftrag gegeben. Admiral Sechis pragmatische Haltung, die von den Lehren des Krieges, insbesondere von den Erfolgen von Torpedo- und U-Booten gegen Schlachtschiffe und Kreuzer sowie auch von der französischen Jeune École beeinflusst war, stieß bei Teilen des Marine-Establishments auf heftigen Widerstand. Diese konservative Fraktion forderte den Neubau von Schlachtschiffen, mit dem Argument, dass auch andere Staaten sie bauten, dass sie daher zum Schutz der Seewege und des Nachschubs zwingend notwendig wären und überhaupt die Grundlage für verschiedenste politische, wirtschaftliche und militärische Unternehmungen bildeten. Ihrer Meinung nach waren die sechs verbliebenen italienischen Schlachtschiffe (allesamt Dreadnoughts, inklusive der gehobenen Da Vinci) dafür nicht oder nicht mehr gut genug.

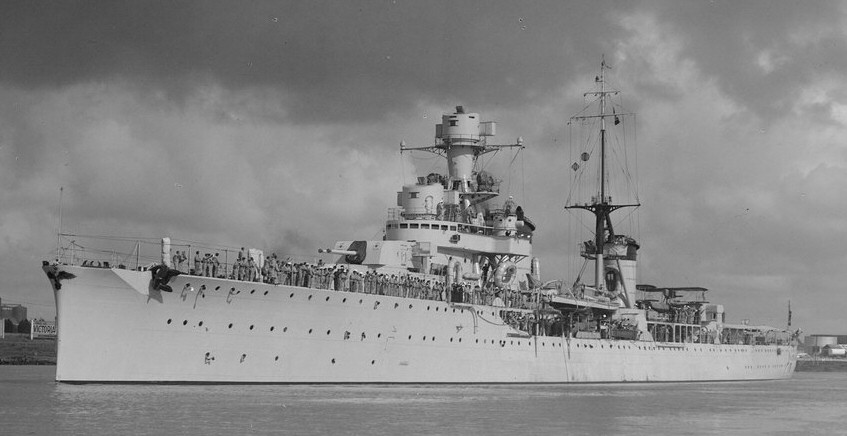
Der Leichte Kreuzer Armando Diaz

Um ein neuerliches Flottenwettrüsten zu unterbinden, lud der US-amerikanische Außenminister Charles Evans Hughes im Juli 1921 Vertreter des Vereinigten Königreiches, Japans, Frankreichs und Italiens zu einer Flottenkonferenz nach Washington ein. Italien kam die Einladung besonders entgegen, da es noch mehr als andere Staaten mit den finanziellen Nachwirkungen des Krieges zu kämpfen hatte und eine Rüstungsbegrenzung eine willkommene Atempause verschaffte. Dennoch hatte man der italienischen Delegation unter Senator Carlo Schanzer und Admiral Alfredo Acton die Anweisung mitgegeben, bei der Tonnagebegrenzung eine Parität mit Frankreich zu suchen. Dass sich Frankreich dagegen wehren würde mit dem Hinweis auf die Teilung seiner Flotte zwischen Atlantik und Mittelmeer sowie auf den notwendigen Schutz seiner weitläufigen Kolonialgebiete, wusste man, weswegen die italienische Delegation die zusätzliche Anweisung erhielt, notfalls 80 Prozent der Tonnage Frankreichs zu akzeptieren, aber nur bezogen auf die Gesamttonnage der ganzen Flotte und nicht auf einzelne Schiffstypen. Damit wollte sich Italien Freiräume bei der Zusammensetzung seiner Flotte erhalten und eine systematische Benachteiligung bei allen Schiffstypen vermeiden. Auf der Konferenz argumentierte die italienische Delegation dann mit der langen Küstenlinie sowie mit der Rohstoffarmut, die Italien noch stärker von offenen Seewegen abhängig machte, welche im Mittelmeer aber bedrohter waren als bei Staaten mit freiem Zugang zu den Ozeanen. Die italienische Delegation erreichte bei Schlachtschiffen mit jeweils insgesamt 175.000 Tonnen und bei Flugzeugträgern mit insgesamt je 60.000 Tonnen eine Gleichstellung mit Frankreich und damit einen bemerkenswerten diplomatischen Erfolg, der aber das Verhältnis zu Frankreich dauerhaft beschädigte, auch weil die Ende 1922 an die Macht gekommenen Faschisten 1930 bei der Flottenkonferenz in London und kurz darauf bei französisch-italienischen Verhandlungen nochmals auf der Parität beharrten.
Frankreich reagierte nach der Konferenz von Washington mit der Verlegung von Kriegsschiffen ins Mittelmeer und mit einem Flottenausbau, soweit es die Washingtoner Beschlüsse erlaubten, also insbesondere bei Kreuzern, Zerstörern und sonstigen unreglementierten Einheiten. Italien zog im Rahmen der finanziellen Möglichkeiten nach, um die Parität nicht nur auf dem Papier zu belassen. Beide Seiten beobachteten sich gegenseitig und versuchten die Neubauten des anderen zu übertreffen, ohne ein klares strategisches Gesamtkonzept und genaue Vorstellungen über Ausrichtung und Zusammensetzung der jeweiligen Flotte zu haben. In der italienischen Marine gab es seit Anfang der 1920er Jahre interne Auseinandersetzungen um die Sinnhaftigkeit von Flugzeugträgern, Streit zwischen Marine und der 1923 gebildeten Luftwaffe um die Marineflieger, Meinungsverschiedenheiten über die Notwendigkeit von Schlachtschiffen, weitgehenden Konsens über die Nutzlosigkeit der 10.000-Tonnen-Vertragskreuzer, die aber trotz ihrer unzureichenden Panzerung gebaut wurden, weil auch Frankreich sie baute, sowie konträre Ansichten über den möglichen Einsatz der Flotte, die für die einen die gegnerische Flotte angreifen, für die anderen aber nur die Sicherung der Seewege übernehmen sollte. Diese Diskussionen fanden in vergleichbarer Weise auch in Marinen anderer Staaten statt.

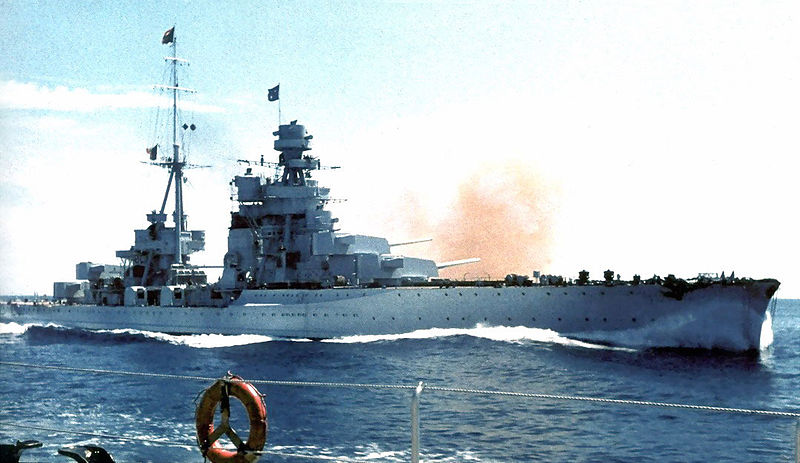
Der „Washington-Kreuzer“ Zara

Bei den Zerstörern löste die italienische Leone-Klasse das Wettrüsten aus, obwohl deren Bau bereits 1917 eingeleitet worden war. Nach einer Unterbrechung stellte man ab 1920 nur drei von fünf geplanten großen Zerstörern fertig, was Frankreich zum Bau der Klassen Chacal und Guépard veranlasste. Italien reagierte unter anderem mit der Navigatori-Klasse, Frankreich im Gegenzug mit den Klassen Aigle und Vauquelin. Da die französischen Zerstörer im Lauf der Zeit immer größer wurden, ging Italien zum Bau der leichten Kreuzer der Alberto-di-Giussano-Klasse und ihrer Nachfolger der Condottieri-Reihe (insgesamt zwölf Schiffe) sowie später der Capitani-Romani-Klasse über. Die Zerstörer wuchsen zusehends über ihre ursprüngliche Rolle hinaus, die leichten italienischen Kreuzer hingegen waren zunächst nicht als wirkliche Kreuzer geplant, sondern sollten einfach nur noch stärker als die bisherigen Zerstörer sein. Die sieben schweren italienischen Kreuzer der Klassen Trento und Zara wurden wie Schlachtschiffe eingesetzt, vor allem weil letztere wegen der hohen Betriebskosten zum Teil in Reserve blieben. Nachdem die Schlachtschiffe Leonardo Da Vinci und Dante Alighieri in den 1920er Jahren außer Dienst gestellt worden waren und Frankreich als Antwort auf die Deutschland-Klasse ab 1932 die Dunkerque-Klasse baute, beschloss Italien 1933 einerseits, die vier noch vorhandenen Schlachtschiffe der Caio-Duilio- und Conte-di-Cavour-Klasse umfassend zu modernisieren, womit bis 1940 jeweils nur zwei Schiffe verfügbar waren, und andererseits die ersten zwei Schlachtschiffe der sehr kampfstarken Littorio-Klasse auf Kiel zu legen. Frankreich antwortete darauf mit der Richelieu-Klasse, Italien schließlich mit zwei weiteren, vergrößerten Littorios. Bei den Flugzeugträgern hingegen traf man in Italien die verhängnisvolle Entscheidung, ganz auf sie zu verzichten. Der politisch motivierte Anspruch auf unbedingte Parität mit Frankreich führte zu einer Flottenpolitik, die Italien finanziell überbeanspruchte und zu Lasten anderer Teilstreitkräfte, insbesondere des Heeres ging, die wenig durchdacht war und keinen Raum für originelle Lösungen ließ, bei der in der Regel Quantität vor Qualität stand, was sich wegen der italienischen Rohstoffarmut und der von Mussolini propagierten Wirtschaftsautarkie besonders kontraproduktiv auswirkte.
Im Jahr 1935 befahl Mussolini die Unterwerfung Äthiopiens, was auf scharfe internationale Kritik stieß. Die britische Royal Navy verlegte Teile ihrer Home Fleet nach Gibraltar und ins Mittelmeer und baute zusammen mit der dortigen Mediterranean Fleet eine Drohkulisse auf, die Italien die Grenzen seiner Handlungsmöglichkeiten aufzeigen sollte. Mit der Sperrung des Sueskanals konnte das Vereinigte Königreich italienische Operationen in Ostafrika jederzeit zum Scheitern verurteilen, weswegen Mussolini in Libyen Truppen an der Grenze zu Ägypten konzentrieren ließ. Bei dieser Gelegenheit blieb es bei Kritik und Sanktionen durch den Völkerbund. Doch wegen der Politik Mussolinis entwickelte sich für die Regia Marina ein Szenario, das die italienische Marineführung nie ernsthaft in Betracht ziehen wollte: eine Konfrontation mit der Royal Navy und im Extremfall ein gemeinsames britisch-französisches Vorgehen gegen Italien. Dieses Szenario wurde noch wahrscheinlicher, als das faschistische Italien und damit auch dessen Marine die Nationalisten im Spanischen Bürgerkrieg unterstützte und sich damit noch mehr auf Konfrontationskurs mit Paris und London brachte. Andererseits entschärfte sich die Situation für Italien etwas, weil das nationalsozialistische Deutschland auch auf See aufrüstete und somit das Augenmerk der britischen und französischen Marineführungen mehr auf die Nordsee und den Atlantik lenkte.

### Im Zweiten Weltkrieg
Siehe auch: italienische Marineverbände im Zweiten Weltkrieg

Die Marineflagge des Königreichs Italien

Im Zweiten Weltkrieg blieb das mit Deutschland verbündete Italien angesichts seiner geostrategischen und wirtschaftlichen Lage von September 1939 bis Juni 1940 neutral, oder „nichtkriegführend“, wie es Mussolini ausdrückte, und beobachtete den ergebnislosen Sitzkrieg in Mitteleuropa. Als sich dann während des deutschen Westfeldzugs die Niederlage Frankreichs abzeichnete, meinte Mussolini, einige tausend Tote zu brauchen, um an den Friedensverhandlungen nach Kriegsende teilnehmen zu können. Da das erwartete Kriegsende nicht eintrat, begann er als Verbündeter seines politischen Konkurrenten Adolf Hitler aus Prestigegründen einen sogenannten „Parallelkrieg“, auf den Italien moralisch nicht eingestellt und materiell nicht vorbereitet war. Die Regia Marina war zwar aus politischen Gründen stark ausgebaut worden, aber immer mit Blick auf einen nur auf Frankreich begrenzten Konflikt auf See. Da Frankreich als Risikofaktor im Juni 1940 entfiel, schien eine kurzfristige Auseinandersetzung mit der britischen Mittelmeerflotte angesichts der unmittelbar bevorstehend geglaubten Friedensverhandlungen möglich. Diese kurzsichtigen Überlegungen Mussolinis führten dazu, dass die italienischen Streitkräfte im Sommer 1940 ohne klares strategisches Konzept eingesetzt wurden und dass Angriffe auf Malta und Sues in den ersten Monaten unterblieben. Im weiteren Verlauf wirkte sich die fortbestehende britische Kontrolle der Mittelmeerzugänge und Maltas fatal auf den italienischen Nachschub aus. Der italienischen Flotte mangelte es ab 1941 an Treibstoff für groß angelegte Operationen sowie an Rohstoffen für den Ersatz von verlorenen Schiffen. Entgegen ursprünglichen Annahmen konnte die italienische Luftwaffe die Flotte auf hoher See nicht in ausreichender Weise schützen, einerseits weil die Reaktionszeiten trotz strategisch günstig gelegener Flugplätze zu lang waren, und andererseits, weil die Rivalitäten zwischen den beiden Teilstreitkräften und der deswegen geschaffenen Strukturen keine reibungslose Zusammenarbeit erlaubten. Der Bau der Flugzeugträger Aquila und Sparviero kam zu spät. Mangels Radar war die italienische Flotte bei Nacht oder schlechtem Wetter fast blind. Da die Briten dank „Ultra“ ab 1941 über italienische Flottenbewegungen in der Regel im Voraus informiert waren, konnten sie mit Radar-Unterstützung vor allem nachts gezielt angreifen.
Mit dem Beginn des italienischen „Parallelkrieges“ in Nordafrika zeichnete sich schnell das Kriegsszenario auf See ab. Während die Italiener den Nachschub von Italien nach Nordafrika in Nord-Süd-Richtung abwickeln und sichern mussten, verliefen die Nachschublinien der Briten in West-Ost-Richtung zwischen Gibraltar, Malta und Ägypten, soweit sie nicht das Kap der Guten Hoffnung umfuhren. So kam es zu einzelnen Zusammenstößen zwischen Flottenverbänden, die dem Schutz von Konvois dienten. Auf das Konzept einer Fleet-in-being wollte sich die italienische Marineführung im Krieg grundsätzlich nicht einlassen. Immer wieder versuchte die Regia Marina, unter Berücksichtigung eigener Treibstoffvorräte und wenigstens potenzieller Luftunterstützung britische Geleitzüge abzufangen und anzugreifen, vorausgesetzt es geschah bei Tageslicht und in ausreichender Stärke, da Verluste kaum zu ersetzen waren. In diesen Fällen zeigte sich, dass es italienische Flottenverbände mit vergleichbaren Formationen der Briten oder ihrer Verbündeten ohne weiteres aufnehmen konnten, obwohl das italienische Flottenkommando in Rom den Befehlshabern auf See fast nie die für erfolgreiche Operationen notwendigen Entscheidungsfreiräume ließ.

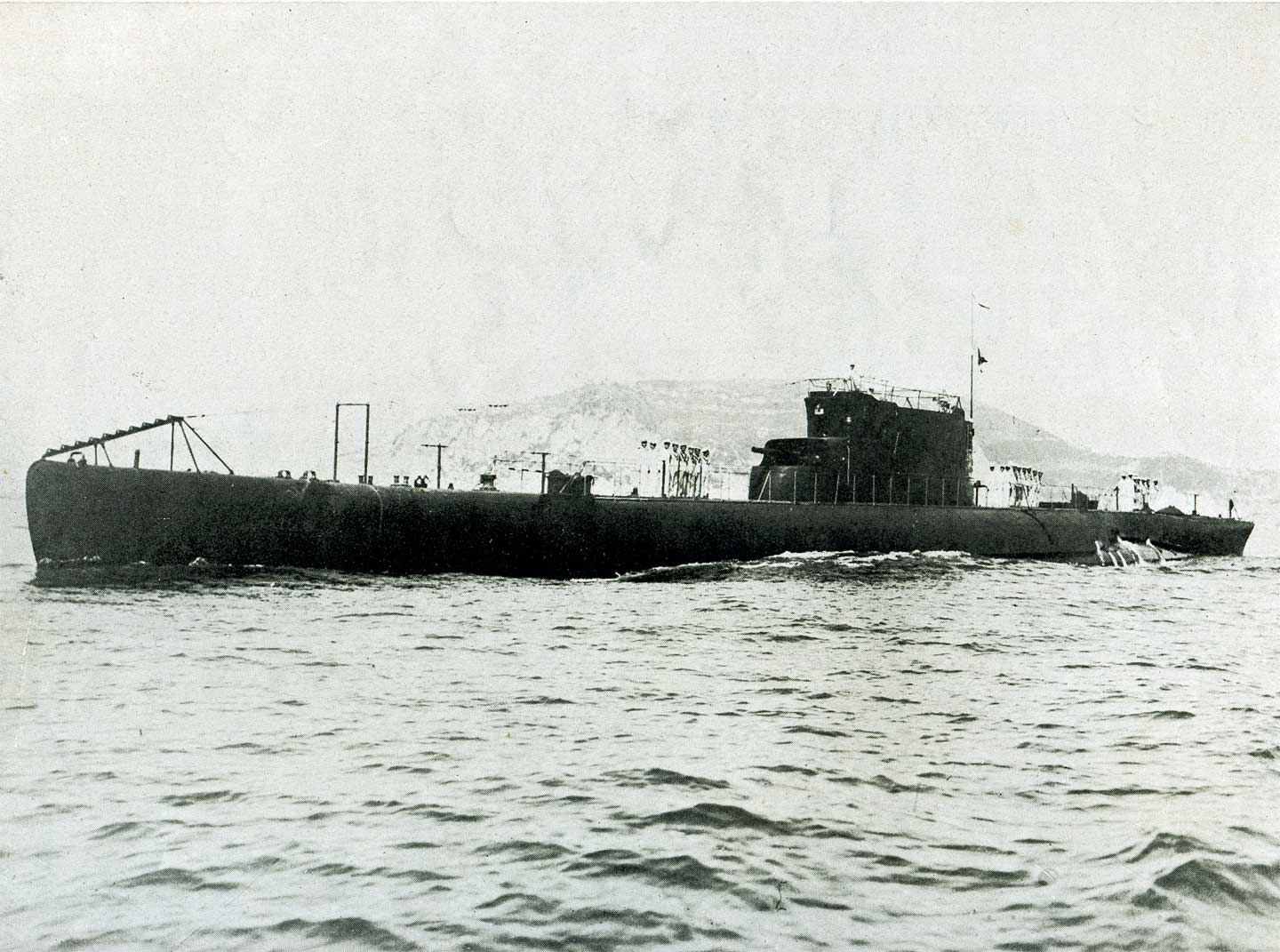
Das U-Boot Domenico Millelire

Bei Kriegseintritt übernahm zunächst die U-Boot-Flotte die Überwachung des Mittelmeerraumes. Bei Technik, Einsatzdoktrin und Ausbildungsstand der Besatzungen war sie 1940 nicht auf der Höhe der Zeit. Dennoch gelang dem Boot Bagnolini bereits am 12. Juni 1940 bei Kreta die Versenkung des britischen Kreuzers Calypso. Zwischen Juni 1940 und September 1943 versenkten italienische U-Boote im Mittelmeer, im Atlantik (wo sie von Bordeaux aus operierten) und im Indischen Ozean 132 Handelsschiffe (665.317 BRT) sowie 18 Kriegsschiffe oder Boote (28.950 ts). Von insgesamt 172 italienischen Booten gingen 128 verloren, davon allein zehn im Juni 1940.
Am 9. Juli 1940 kam es vor Kalabrien zur Seeschlacht bei Punta Stilo, bei der sich die Regia Marina gegen Briten und Australier auch ohne die beiden modernen Schlachtschiffe der Littorio-Klasse gut behauptete. Was sich hingegen nicht bewährte, war die Kooperation mit der italienischen Luftwaffe, die zu spät eingriff und dann irrtümlicherweise die eigenen Schiffe bombardierte. In der deutschen Seekriegsleitung kamen daraufhin ernste Zweifel an Kompetenz und Risikobereitschaft der italienischen Führung auf. Unzureichende Luftaufklärung und Kommunikation, aber auch mangelnde Entschlossenheit des Flottenkommandos waren die Gründe, aus denen es der Regia Marina Ende August, Anfang September 1940 trotz klarer Überlegenheit nicht gelang, die britischen Geleite MB 5 und Hats anzugreifen, die von Gibraltar und Alexandria aus Verstärkungen nach Malta brachten. An dem ergebnislosen italienischen Angriffsversuch im zentralen Mittelmeer waren vier Schlachtschiffe (darunter die beiden Littorios), sieben schwere und sechs leichte Kreuzer sowie 39 Zerstörer beteiligt.
In der Nacht vom 11. auf den 12. Oktober 1940 griffen mehrere italienische Zerstörer und Torpedoboote bei Capo Passero, südöstlich von Sizilien, einen britischen Flottenverband an, der ein weiteres Malta-Geleit deckte. Dabei gingen der Zerstörer Artigliere und zwei Torpedoboote der Spica-Klasse verloren, ohne dass sich auch nur ansatzweise ein Erfolg abgezeichnet hätte. Der Verlust von drei modernen leichten Einheiten bei einem nach dem Lehrbuch durchgeführten Angriff führte zu einer starken Verunsicherung bei Besatzungen und Marineführung. Was sie nicht wissen konnten war, dass der britische Kreuzer Ajax mit Radar ausgerüstet war und den italienischen Angriff problemlos abwehren konnte. Das Nachtgefecht bei Capo Passero bildete eine Zäsur, da die Regia Marina an ihren Ausbildungs- und Einsatzgrundsätzen sowie an ihren Mitteln im Allgemeinen zu zweifeln begann und sich noch passiver verhielt als bisher. In der Folge konzentrierte sie sich auf den Schutz ihrer Nordafrika-Konvois.

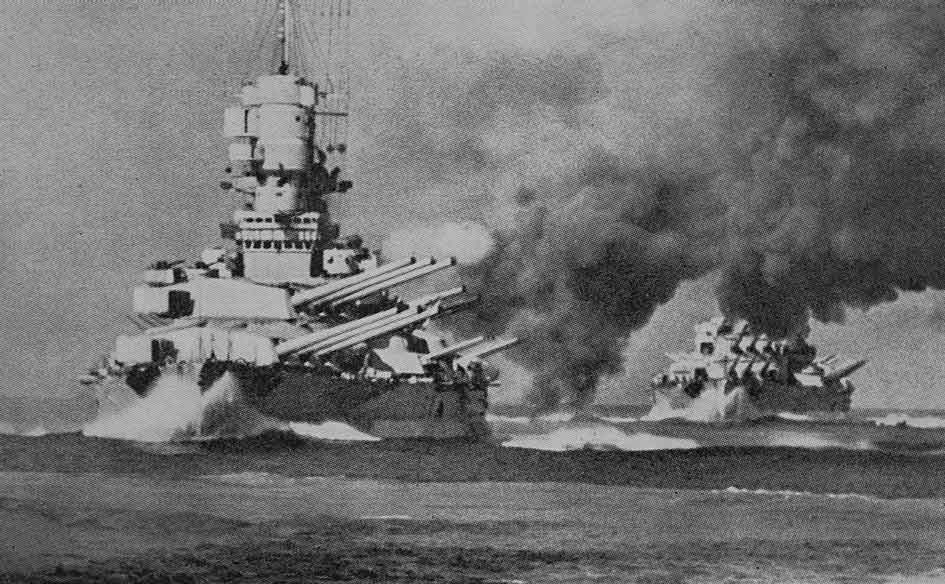
Die Vittorio Veneto (Littorio-Klasse) in der Seeschlacht bei Kap Teulada

Einen weiteren Einschnitt bildete der britische Angriff auf Tarent. Die im Mar Grande ankernde italienische Schlachtflotte attackierten in der Nacht vom 11. auf den 12. November 1940 insgesamt 20 Swordfish-Doppeldecker des Trägers Illustrious mit Torpedos, wobei die drei italienischen Schlachtschiffe Littorio, Duilio und Cavour so schwer beschädigt wurden, dass sie ihre Besatzungen wenige Stunden nach dem Angriff auf Grund setzen mussten. Die Littorio blieb bis März 1941 außer Gefecht, die Duilio bis Mai 1941, und bei der Cavour, die bis zu den Aufbauten versunken war, konnten die Reparaturarbeiten bis Kriegsende nicht mehr abgeschlossen werden. Die Regia Marina hatte auf einen Schlag die Hälfte ihrer Schlachtschiffe verloren, die andere Hälfte zog man aus Sicherheitsgründen nach Neapel zurück. Unmittelbar nach Tarent wollte die Royal Navy die Gelegenheit nutzen, Alexandria direkt von Gibraltar aus zu versorgen. Am 25. November 1940 liefen italienische Flottenverbände aus Neapel und Messina aus, um das britische Geleit abzufangen. Dabei kam es am 27. November südlich von Sardinien zur Seeschlacht bei Kap Teulada, bei der sich die italienischen Schwächen (wenn auch ohne Konsequenzen) erneut zeigten: mangelnde Zusammenarbeit zwischen Luftwaffe und Marine sowie unnötige Einmischungen und Zögerlichkeiten des Flottenkommando in Rom. Der bisherige Chef des Admiralstabs Domenico Cavagnari wurde von Admiral Arturo Riccardi abgelöst, kurz darauf auch der Flottenchef Inigo Campioni, dessen Posten Admiral Angelo Iachino erhielt, der sich bei Kap Teulada mit seinem Kreuzergeschwader ausgezeichnet hatte.
Nachdem sich Mussolinis Kriegskalkül als katastrophale Fehleinschätzung erwiesen hatte und die italienischen Streitkräfte in Griechenland, Nord- und Ostafrika nur Niederlagen verzeichnet hatten, musste man den deutschen Verbündeten um Unterstützung bitten. Admiral Riccardi traf sich im Februar 1941 in Meran mit seinem deutschen Pendant Erich Raeder zu Gesprächen. Im Gegenzug für die deutsche Unterstützung verlangte Raeder ein offensiveres Vorgehen der italienischen Marine, insbesondere gegen britische Geleite von Ägypten nach Griechenland, ohne aber auf Details einzugehen. Diese britischen Konvois wurden in der Regel nur von leichten Einheiten geschützt und so hätte zu deren Bekämpfung vorerst ein konstanter Einsatz von U-Booten, Zerstörern und Kreuzern genügt. Trotzdem entschloss sich die italienische Marineführung aus politischen Gründen zu einem Großeinsatz zwischen Afrika und Griechenland, um dem Verbündeten Handlungswillen zu signalisieren, obwohl der italienische Treibstoffvorrat nur für wenige größere Aktionen dieser Art genügte und dadurch gleichzeitig die Einsatzmöglichkeiten leichterer Einheiten vor Ort weiter begrenzt wurden.
Als am Abend des 26. März 1941 ein Schlachtschiff, sechs schwere und zwei leichte Kreuzer sowie 13 Zerstörer unter Admiral Iachino in Richtung Kreta ausliefen, waren die Briten über die Absichten des italienischen Flottenverbandes weitgehend informiert und schickten ihnen unter anderem einen Flugzeugträger und drei Schlachtschiffe entgegen. Teile der italienischen Flotte nahmen am 28. März südlich von Kreta mit britischen Kreuzern den Kampf auf. Wie schon bei Punta Stilo und Teulada gelang den Briten bei Tageslicht kein Erfolg gegen die Italiener. Als aber Torpedobomber der Formidable angriffen, brach Iachino mangels eigener Luftunterstützung den Kampf ab und zog sich in Richtung Tarent zurück, auch weil geplante Angriffe auf britische Geleite unter diesen Bedingungen hinfällig waren und er sich auf keine nächtlichen Kämpfe einlassen wollte. Bei der Verfolgung beschädigten britische Torpedobomber das Schlachtschiff Vittorio Veneto und den schweren Kreuzer Pola. Um die bewegungsunfähige Pola zu schützen, kehrten einige italienische Kriegsschiffe zurück, die dann nachts in der Schlacht bei Kap Matapan binnen vier Minuten von der britischen Flotte mit Radar-Unterstützung versenkt wurden, ohne dass die italienischen Besatzungen ihre Gegner auch nur gesehen hätten. Über 2300 italienische Seeleute starben, drei schwere Kreuzer und zwei Zerstörer sanken. Erst nach dieser tragischen Niederlage nahm Italien die Entwicklung und Herstellung von Radargeräten ernsthaft in Angriff. Mussolini ordnete nunmehr auch den Umbau von zwei Passagierschiffen zu Flugzeugträgern an. Die Schuld für die Niederlage schoben die Italiener größtenteils den Deutschen zu, von denen sie sich seit den Gesprächen von Meran unter Druck gesetzt, d. h. zur Offensive gedrängt fühlten. Die Bereitschaft, Absprachen mit dem Achsenpartner zu treffen, sank rapide. Versuche der Seekriegsleitung, Einfluss auf das italienische Marineoberkommando zu nehmen, stießen fortan auf Ablehnung.

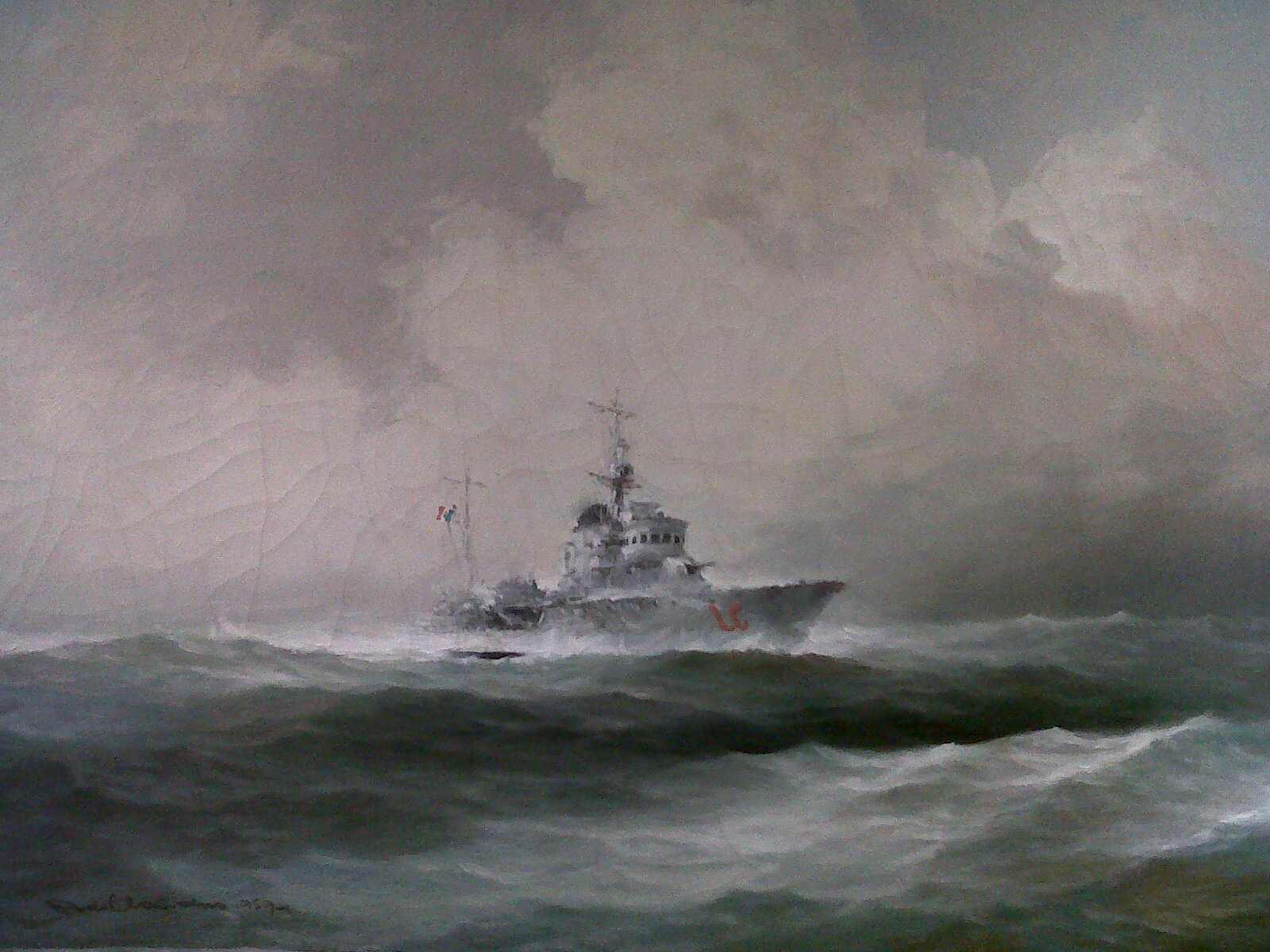
Das Torpedoboot Lince der Spica-Klasse

Die nächtlichen britischen Erfolge machten die italienische Marineführung in der Zwischenzeit noch vorsichtiger. Die verbliebenen schweren Einheiten ließ man möglichst in den Häfen. Den Schutz der Konvois nach Nordafrika übernahmen vorwiegend Zerstörer und Torpedoboote, womit britischen Kreuzern und Zerstörern gedient war, die nachts weiterhin beträchtliche Erfolge verzeichneten. Im November 1941 ging über 60 Prozent des Nachschubs nach Nordafrika verloren. Der Versuch, Treibstoff auf Kreuzern nach Nordafrika zu befördern, endete im Fall der Kreuzer Giussano und Barbiano in der Nacht vom 12. auf den 13. Dezember 1941 in einem Flammeninferno. Der verstärkte Einsatz von U-Booten für Transportzwecke konnte nur sehr begrenzt Abhilfe schaffen. Noch im Dezember 1941 ging die Regia Marina wieder dazu über, die gesamte Flotte zum Geleitschutz einzusetzen, wobei es am 17. Dezember 1941 zum ersten Seegefecht im Golf von Syrte kam. Wieder zeigte sich, dass die italienische Marine bei Tage nichts zu fürchten hatte.
In der Nacht vom 18. auf den 19. Dezember 1941 gelang es der Regia Marina, sich für den britischen Angriff auf Tarent mit einem Angriff auf Alexandria zu revanchieren: Eine Kampfschwimmer-Einheit der 10ª Flottiglia MAS wurde vor Alexandria von dem U-Boot Scirè abgesetzt, drang dann auf bemannten Torpedos in den britischen Kriegshafen ein und setzte die Schlachtschiffe Queen Elizabeth und Valiant mit Sprengladungen außer Gefecht. Darüber hinaus wurden ein Tanker und ein Zerstörer beschädigt. Die Queen Elizabeth wurde bis Juni 1943 repariert, die Valiant konnte bis Juli 1942 notdürftig instand gesetzt werden, blieb aber noch bis Mai 1943 inaktiv. Damit verschob sich das Kräftegewicht im Mittelmeer wieder zugunsten der Achsenmächte, auch weil in den Monaten zuvor etliche britische Schiffe durch Minen und deutsche Luftangriffe und U-Boote versenkt worden waren. Bei den Nordafrika-Geleiten verbesserte sich die Lage in den ersten Monaten des Jahres 1942; die geringen Treibstoffvorräte blieben problematisch.

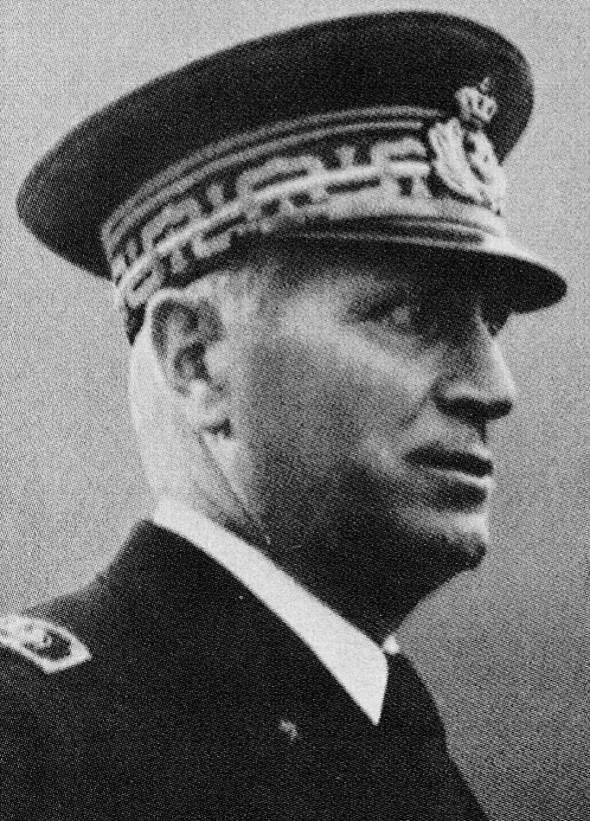
Der italienische Flottenchef
Admiral Angelo Iachino

Im März 1942 fing Admiral Iachino mit einem überlegenen Flottenverband ein britisches Malta-Geleit ab. Das in schwerer See ausgetragene zweite Seegefecht im Golf von Syrte (eigentlich nördlich des Golfes) verlief trotz der Anstrengungen beider Seiten weitgehend ergebnislos und führte erst in der Folge aus anderen Gründen zu Verlusten bei Briten und Italienern. Heftige deutsche und italienische Luftangriffe auf Malta sollten die Insel als Störfaktor ausschalten und die Voraussetzung für deren geplante Invasion schaffen (Unternehmen Herkules, C.3), die dann aber nicht durchgeführt wurde. Um die katastrophale Versorgungslage auf Malta zu verbessern, schickten die Briten im Juni 1942 unter den Decknamen Vigorous und Harpoon von Ägypten und Gibraltar aus Geleitzüge nach Malta. Sie liefen fast gleichzeitig aus, um die Kräfte der Achsenmächte im zentralen Mittelmeer zu teilen. In der Straße von Sizilien nahm Admiral Alberto da Zara mit seiner 7. Kreuzerdivision den Kampf mit dem aus Gibraltar kommenden Harpoon-Geleit auf und konnte dabei einige Erfolge verbuchen. Im Verlauf des Seegefechts bei Pantelleria wurden zwei britische Zerstörer außer Gefecht gesetzt sowie ein Tanker und zwei Frachter, die zuvor von Luftangriffen schwer beschädigt worden waren, versenkt. Zuvor hatten italienische Torpedobomber einen Frachter versenkt und einen Kreuzer schwer beschädigt, danach versenkten sie einen der von da Zara beschädigten Zerstörer. Das aus Osten kommende Vigorous-Geleit war zunächst wiederum Ziel von Luftangriffen und dann eines großen italienischen Flottenverbandes aus Tarent. Letzterer bestand aus zwei Schlachtschiffen, vier Kreuzern und etlichen Zerstörern. Bei den Kämpfen am 15. Juni 1942 wurde der italienische Kreuzer Trento erst beschädigt und dann von einem U-Boot versenkt. Der weitere britische Vorstoß nach Malta scheiterte an Luftangriffen und an der italienischen Flotte, weswegen das Vigorous-Geleit umkehren musste. Von insgesamt 17 Frachtern und Tankern der beiden Malta-Geleite erreichten nur zwei ihr Ziel. Aus diesem Grund starteten die Alliierten am 9. August 1942 mit der Operation Pedestal von Gibraltar aus einen erneuten Versuch, Malta zu versorgen. Die Regia Marina musste mangels Treibstoff ihre Schlachtschiffe im Hafen lassen und konnte nur sechs Kreuzer, leichte Einheiten und U-Boote aufbieten. Andererseits standen auf Sardinien und Sizilien fast 800 deutsche und italienische Flugzeuge bereit sowie zusätzlich deutsche Schnell- und U-Boote. Bei den für die Alliierten verlustreichen Kämpfen griff die Regia Marina am 12. und 13. August ein und versenkte mit leichten Einheiten und U-Booten die Kreuzer Cairo und Manchester sowie fünf Frachtschiffe. Zudem wurden zwei weitere Kreuzer und ein Tanker beschädigt. Die italienischen Verluste beliefen sich auf zwei U-Boote. Mangels Luftunterstützung zogen sich die italienischen Kreuzer, von denen Albert Kesselring nicht viel hielt, nach Messina zurück, wobei zwei von ihnen durch britische Torpedos schwer beschädigt wurden. Die nach Malta durchgekommenen alliierten Verstärkungen genügten, um die militärische Rolle der Insel im zentralen Mittelmeer zu sichern.
Nach der Niederlage der Achsenmächte bei El Alamein und der alliierten Landung in Marokko und Algerien (Operation Torch) zogen sich Deutsche und Italiener schrittweise nach Tunesien zurück. Die verbliebenen italienischen Flottenverbände konnten gegen die alliierten Seestreitkräfte im Mittelmeer, die nunmehr aus sechs Schlachtschiffen, zwölf Flugzeugträgern, 15 Kreuzern und über 80 Zerstörern bestanden, kaum mehr etwas ausrichten. Zwar erreichte im September 1942 das neue italienische Schlachtschiff Roma die Einsatzbereitschaft, doch mangelte es für diese Art von Schiffen, von einer letzten eisernen Reserve abgesehen, seit Monaten an Treibstoff. Bei dem Versuch, die Kräfte in Tunesien zu unterstützen und bei verschiedenen anderen isolierten Einsätzen verlor die Regia Marina zahlreiche Schiffe, Boote und U-Boote. Nach der Niederlage der Achse im Tunesienfeldzug und der alliierten Landung auf Sizilien (Operation Husky) zeichnete sich das Kriegsende für Italien klar ab. Überlegungen zu einer letzten großen Seeschlacht gegen die Alliierten zur Verteidigung Italiens gab es zwar, angesichts ihrer eher symbolischen Wirkung und praktischen Nutzlosigkeit verzichtete man aber darauf. Der stattdessen angeordnete Einsatz der verbliebenen U-Boote gegen die mehrere hundert Schiffe umfassende alliierte Streitmacht vor Sizilien erreichte nichts.

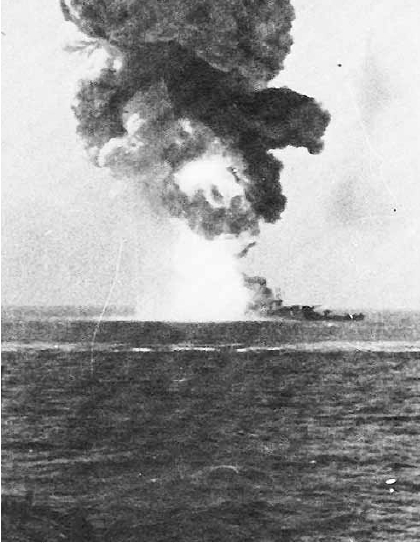
Explosion des Schlachtschiffs Roma

Am 8. September 1943 wurde der Waffenstillstand Italiens mit den Alliierten bekanntgegeben, wonach die italienische Flotte den Alliierten auszuliefern war. Der Flottenchef Carlo Bergamini, der im April 1943 Iachino abgelöst hatte, plante noch am 8. September 1943 die Selbstversenkung der italienischen Schlachtflotte. Der Admiralstab genehmigte diese Entscheidung zunächst. Wegen der Anordnung des Königs und seiner neuen Regierung, die Waffenstillstandsbestimmungen einzuhalten, musste der Admiralstab den zur Selbstversenkung entschlossenen Bergamini zum Auslaufen überreden. Der im Unklaren gehaltene Bergamini erhielt zunächst die Anweisung, sich mit seiner Flotte von La Spezia und Genua nach La Maddalena zu begeben. In der Zwischenzeit hatte die deutsche Wehrmacht mit der Besetzung Italiens begonnen (Fall Achse), weswegen der Stützpunkt auf Sardinien als Ziel nicht mehr geeignet war. Bergamini sollte mit seinen drei modernen Schlachtschiffen und den anderen Schiffen nach Bône in Algerien fahren. Kurz nach der Kursänderung griffen deutsche Kampfflugzeuge den italienischen Verband an und versenkten mit einer neuartigen Lenkwaffe Bergaminis Flaggschiff Roma. Über 1300 Besatzungsmitglieder (auch Bergamini) gingen mit der Roma unter. Trotz verschiedener interner Widerstände, die zuvor in Genua und La Spezia die Grenze zur Meuterei erreicht hatten, fuhr der Rest der Schlachtflotte in Richtung Bône weiter und dann nach Malta, wo sie übergeben wurde. In Tarent spielten sich ähnliche Szenen ab wie schon in Genua und La Spezia. Konteradmiral Giovanni Galati lehnte die Übergabe seiner Kreuzer kategorisch ab und ging deswegen in Festungshaft. Erst am Abend des 9. September lief Admiral da Zara mit seinen beiden Schlachtschiffen Doria und Duilio und dem Rest der dortigen Flotte nach Malta aus. In Pola kam es zu einer Meuterei auf dem Schlachtschiff Giulio Cesare. Die mangels Einsatzbereitschaft in den Häfen und Werften verbliebenen italienischen Schiffe und Boote wurden von der Wehrmacht erbeutet, oder in vielen Fällen gegen den zum Teil mehrwöchigen und verlustreichen Widerstand ihrer Besatzungen erobert. Erfolgreiche Widerstandsaktionen wie die des bekannten U-Boot-Kommandanten Carlo Fecia di Cossato in Bastia blieben Ausnahmen. In anderen Fällen ließen sich italienische Einheiten auf den Balearen internieren oder versenkten sich dort selbst. Fecia di Cossato, der sich 1944 in Neapel das Leben nahm, schrieb in seinem Abschiedsbrief sinngemäß von einer ehrlosen Selbstaufgabe der Marine, die als Friedenspfand und zum Erhalt der Monarchie verkauft und verraten worden sei.
Die Vorstellung, die in Malta übergebene Flotte könne als Teil des in Süditalien unter alliiertem Schutz fortbestehenden Königreiches unter italienischem Kommando und alliiertem Oberbefehl zur Befreiung Italiens und Europas beitragen und somit günstigere Friedensbedingungen nach dem Krieg erwirken, erwies sich als überzogen. Zwar gab es ein Kooperationsabkommen, doch die Rolle der Regia Marina blieb die eines Statisten. Von fünf verbliebenen Schlachtschiffen internierten die Alliierten die beiden modernsten bis 1947 im Großen Bittersee im Sueskanal; die drei älteren kehrten Mitte 1944 von Malta nach Tarent zurück, um dort vorwiegend Ausbildungsaufgaben zu übernehmen. Die acht noch verbliebenen Kreuzer wurden hingegen sowohl im Mittelmeer als auch im Mittelatlantik eingesetzt, Zerstörer, Torpedoboote und Korvetten zum Schutz von Konvois. Besonderes alliiertes Interesse weckte die Kampfschwimmereinheit, die etliche Sabotageaktionen unterstützte oder durchführte, unter anderem gegen den Kreuzer Bolzano in La Spezia und gegen den unfertigen Flugzeugträger Aquila in Genua. Die Marineinfanterie des San-Marco-Regiments kämpfte auf dem Festland in einer italienischen Heereskampfgruppe unter alliiertem Befehl. Sie war 1945 an der Einnahme Venedigs beteiligt.
Die Marine der faschistischen Italienischen Sozialrepublik in Norditalien war auch im Vergleich zu deren Heer und Luftwaffe eine vernachlässigenswerte Entität, mit Ausnahme der Marineinfanteriedivision von Junio Valerio Borghese. Teile dieser Division kämpften in der Gotenstellung und gegen die jugoslawische Volksbefreiungsarmee Titos in Julisch Venetien.

## Marina Militare

Gösch der Marina Militare
(seit Ende 1947)

Mit der Volksabstimmung vom 2. Juni 1946 wurde in Italien die Monarchie abgeschafft. Bei den Bezeichnungen aller staatlichen Institutionen entfiel daraufhin das Attribut „Königlich“ oder es erfolgten gänzliche Umbenennungen, ohne dabei einen historischen Bruch zu verursachen. Im Fall der Regia Marina entschied man sich unter Bezugnahme auf piemontesische und italienische Dokumente aus der Zeit des Risorgimento für den Namen Marina Militare. In ähnlicher Weise ging die Luftwaffe vor, die sich nunmehr Aeronautica Militare nannte. Die erweiterte Bezeichnung Marina Militare Italiana, kurz MMI, war nie offiziell und beruhte auf der Anpassung an das im NATO-Raum übliche Italian Navy. Zeitweise überwog der erweiterte Name und dessen Abkürzung im allgemeinen Sprachgebrauch, dann kehrte man wieder zu den Ursprüngen zurück.
Am 2. Februar 1947 entstand das italienische Verteidigungsministerium, in dem die alten Ministerien für Krieg, Marine und Luftfahrt aufgingen. De facto handelte es sich bis 1965 nur um eine Dachorganisation, da die drei Ministerialverwaltungen in ihren jeweiligen Dienstgebäuden fortbestanden. Auch im Bereich der Marineführung kam es zunächst zu keinen tiefgreifenden Veränderungen.
Trotz aller militärischen und politischen Bemühungen der antifaschistischen Kräfte Italiens erwies sich der am 10. Februar 1947 in Paris unterzeichnete Friedensvertrag weit weniger mild als erwartet. Die italienischen Streitkräfte durften einschließlich der Carabinieri nicht mehr als 300.000 Soldaten haben. Die auf 25.000 Mann reduzierte Marine musste sich bei den Kampfschiffen mit einer Gesamttonnagegrenze von 67.500 Tonnen abfinden. Verboten wurden unter anderem Atomwaffen und Raketen sowie Geschütze mit einer Reichweite von mehr als 30 km. Italien durfte keine Schlachtschiffe, Flugzeugträger, U-Boote, MAS-Torpedoboote und Kleinkampfmittel für Spezialeinheiten wie bemannte Torpedos mehr herstellen oder besitzen. Auch war der Bau militärischer Einrichtungen auf Pianosa, auf Pantelleria und auf den Pelagischen Inseln untersagt. Den Siegermächten mussten als Reparationsleistung drei Schlachtschiffe (Italia, Vittorio Veneto, Giulio Cesare), fünf Kreuzer, sieben Zerstörer, sechs Torpedoboote, acht U-Boote und ein Schulschiff übergeben werden, womit die verbliebene italienische Flotte erheblich eingeschränkt wurde. Der damalige Marinechef Raffaele de Courten trat Ende 1946, also noch vor der Unterzeichnung des Friedensvertrages, von seinem Amt zurück, da er die sich abzeichnenden Bestimmungen des Friedensvertrages angesichts der Vereinbarungen von 1943 und des italienischen Beitrages zum Befreiungskrieg bis 1945 als ungerecht empfand.
Der italienischen Marine verblieben 1947 zwei alte Schlachtschiffe (Caio Duilio, Andrea Doria), die auf Grund ihres Zustandes nicht unter die restriktiven Bestimmungen des Friedensvertrages fielen, vier Kreuzer (Duca degli Abruzzi, Garibaldi, Montecuccoli, Cadorna), vier Zerstörer sowie 36 Torpedoboote und Korvetten. Hinzu kamen rund 20 Minenabwehrfahrzeuge, rund 100 Hilfsfahrzeuge und das noch heute in Dienst stehende Segelschulschiff Amerigo Vespucci. Während den größeren Einheiten vorwiegend Ausbildungsaufgaben übertragen wurden, machte man sich auch mit Hilfe eines Teiles der kleineren Fahrzeuge und der inoffiziell weiterhin vorhandenen Kampfschwimmer an die Beseitigung der zahlreichen Minen und der Kriegsschäden in italienischen Häfen.

### Wiederaufbau im Kalten Krieg
Der beginnende Kalte Krieg und erste Versuche der Sowjetunion, im Mittelmeer Marinestützpunkte bei verbündeten oder befreundeten Staaten einzurichten, bewegte die Westmächte relativ schnell zu einer Abkehr von ihrer harten Haltung gegenüber Italien. Nachdem das Land am 4. April 1949 Teil der NATO geworden war und die USA im Rahmen des Mutual Defense Assistance Program (MDAP) und des Off-Shore Procurement (OSP) den italienischen Streitkräften auch unter Umgehung des Friedensvertrages kostenlos Kriegsgerät überlassen oder dieses zu sehr günstigen Beschaffungskonditionen angeboten hatten, wurden die Rüstungsbeschränkungen des Friedensvertrages im Dezember 1951 ganz aufgehoben. Für die beiden Schlachtschiffe Vittorio Veneto und Italia, auf die das Vereinigte Königreich und die USA als Reparation verzichtet hatten, kamen diese politischen Veränderungen zu spät; sie wurden ab 1948 trotz italienischer Proteste in La Spezia verschrottet. Dieses Schicksal ereilte ab 1956 auch die beiden alten Schlachtschiffe Duilio und Doria.
Bei den übrigen Schiffstypen blieb man mangels finanzieller Ressourcen und wegen der kriegsbedingt noch eingeschränkten Kapazitäten der italienischen Schiffbauindustrie auf US-amerikanische Unterstützung angewiesen. Bereits 1949 hatte die NATO für die italienische Marine eine Ausstattung mit zwei leichten Flugzeugträgern, vier Kreuzern, zwölf Zerstörern und 16 Fregatten als notwendig erachtet. Bei der für Flugzeugträger notwendigen fliegenden Komponente beharrte die italienische Luftwaffe auf einer Regelung aus der Zeit des Faschismus, die der Marine eigene Flugzeuge weitestgehend untersagte, weswegen das Trägerprojekt trotz US-amerikanischer Hilfsbereitschaft wegen interner Machtkämpfe im Keim erstickt wurde. Nachdem man den unbrauchbaren Kreuzer Cadorna verschrottet hatte, blieben drei sehr gute Kreuzer, die den Bedarf in diesem Bereich fast deckten. Darüber hinaus wollte man zwei Leichte Kreuzer der Capitani-Romani-Klasse, die während des Krieges bestellt worden waren, zu Zerstörern fertig- oder umbauen und zwei neue Zerstörer (Indomito-Klasse (1955)) in Auftrag geben. Mit den vier aus der Kriegsmasse stammenden Zerstörern und den beiden 1951 von den USA übernommenen Einheiten (Artigliere, Aviere) der Klassen Benson und Gleaves/Livermore kam man auch hier zu einer befriedigenden Lösung. Darüber hinaus erhielt Italien im Rahmen des MDAP drei Geleitzerstörer der Cannon-Klasse (Aldebaran, Altair, Andromeda), die 1957 zu Fregatten und 1962 zu Korvetten umklassifiziert wurden. Der Bau von vier neuen Fregatten der Centauro-Klasse und der Korvetten der Albatros-Klasse profitierte noch vom MDAP. Diese Fregatten und Korvetten ergänzten die noch vorhandenen Einheiten der Klassen Gabbiano, Spica und Orsa. Ab Mitte der 1950er Jahre konnte Italien damit den ursprünglichen NATO-Forderungen weitestgehend entsprechen.
Auf mehr Unterstützung war man bei den U-Booten angewiesen. Trotz des Friedensvertrages hatte die Marine die beiden Boote Vortice und Giada insgeheim behalten, indem man sie als „Batterieladepontons“ auswies, sie de facto aber zur Ausbildung von U-Boot-Besatzungen nutzte, insbesondere bei Nacht. Hinzu kam noch das Boot Bario, das aber erst später reaktiviert werden konnte. Dies erleichterte 1955 die Einführung von zwei gebrauchten US-Booten der Gato-Klasse, denen im Lauf der Zeit drei Einheiten der Balao-Klasse, zwei der Tench-Klasse und schließlich zwei der Tang-Klasse folgten. Zum Teil waren die Boote der GUPPY-Modernisierung unterzogen oder nach GUPPY-Standard gebaut worden. Erst Mitte der 1960er Jahre legte Italien mit den vier kleinen Einheiten der Toti-Klasse wieder selbst U-Boote auf Kiel. Die Kampfschwimmer-Einheit der Marine, die trotz der Bestimmungen des Friedensvertrages bis 1951 in Venedig bestand und Personal für die Minenräumung stellte, wurde in Varignano bei La Spezia offiziell wieder reaktiviert.
Die Notwendigkeit der Beseitigung von gefährlichen Seeminen führte dazu, dass die Marina Militare in den 1950er Jahren mit rund 100 Booten eine relativ große Minenabwehrkomponente hatte. Unter diesen Booten befanden sich 37 der Adjutant-Klasse, von denen 19 in Italien gebaut wurden, 20 ebenfalls im MDAP-Rahmen in Italien gebaute Einheiten der Aragosta-Ham-Klasse und 17 Einheiten der BYMS-Klasse. Etliche dieser Boote wurden erst in den 1990er Jahren außer Dienst gestellt oder für Unterstützungs-, Überwachungs- oder Ausbildungsaufgaben umgebaut.
Nachdem Ende 1950 der Aufbau einer fliegenden Komponente an der unflexiblen Haltung der italienischen Luftwaffe gescheitert war, begann die Marine im Sommer 1953 mit der Erprobung von Hubschraubern. Diese erfolgte in Augusta auf Sizilien sowie auf dem modifizierten Deck des Kreuzers Garibaldi. Die ermutigenden Ergebnisse führten 1956 zur Gründung der italienischen Marineflieger, die bis zu einer Gesetzesänderung im Jahr 1989 ausschließlich mit Hubschraubern ausgerüstet wurden. Bei den Seeaufklärern kam es zu einem Kompromiss, wonach die Flugzeuge Teil der Luftwaffe blieben, deren operative Kontrolle aber bei der Marine lag.

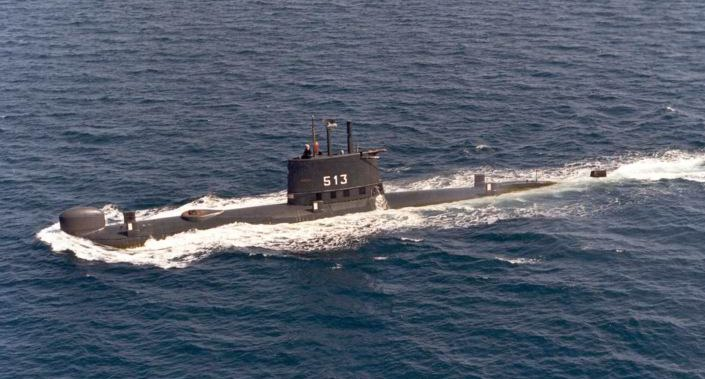
U-Boot Enrico Dandolo der Toti-Klasse

Mit dem sogenannten „Programm 1958“ setzte man sich das Ziel, die Flotte qualitativ zu verbessern, indem man ältere Schiffe durch Neubauten ersetzte. Dabei spielten die guten Erfahrungen, die man mit Hubschraubern gemacht hatte, eine wichtige Rolle. So waren die vier Fregatten der neuen Bergamini-Klasse die ersten ihrer Art mit Flugdeck und Hangar für Hubschrauber. Sie ergänzten die vier Fregatten der Centauro-Klasse und die drei Schiffe der Cannon- oder Aldebaran-Klasse. Das „Programm 1958“ sah auch zwei Zerstörer der neuen Impavido-Klasse vor, die als erste in Italien mit Lenkwaffen ausgerüstet wurden. Wie allen anderen Neubauten hatten auch sie ein Hubschrauberdeck. Das Bild vervollständigten in diesem Bereich die beiden bereits in Dienst gestellten Schiffe der Indomito-Klasse, die aus den USA stammenden Zerstörer Artigliere und Aviere sowie die beiden ehemaligen „Römer“ der Capitani-Romani-Klasse, die man in San Giorgio und San Marco umbenannt hatte. Bei den Kreuzern waren drei Einheiten der neuen Doria-Klasse geplant, von denen aber nur zwei gebaut wurden, sowie eine umfassende Modernisierung des Kreuzers Garibaldi. Nachdem Verbände von Heer und Luftwaffe im Rahmen der Nuklearen Teilhabe Raketen und atomare Gefechtsköpfe der USA zugeteilt worden waren, strebte auch die Marine eine solche Ausrüstung an. So wurden auf dem Kreuzer Garibaldi Silos für den Abschuss von Polaris-Raketen eingebaut. Darüber hinaus dachte man auch an den Bau einer Klasse von Atom-U-Booten, deren Typschiff nach dem Wissenschaftler Guglielmo Marconi benannt werden sollte, sowie an einen nach Enrico Fermi benannten atomgetriebenen Versorger. Aufgrund politischer Vorbehalte wurden aus den Raketensilos auf der Garibaldi schließlich Materiallager und die sonstigen Atom-Projekte der Marine blieben bis auf Forschungseinrichtungen bei Pisa auf dem Papier. Bei den U-Booten begann man plangemäß mit dem Bau der vier kleinen Boote der Toti-Klasse.
Mitte der 1960er Jahre hatte die italienische Marine somit wieder drei Kreuzer, acht Zerstörer, elf Fregatten, acht U-Boote, über 20 Korvetten, sechs Schnellboote, rund 60 Minenabwehrfahrzeuge sowie etwa 180 Unterstützungs- und Hilfsfahrzeuge verschiedener Art. Von den USA hatte man auch Landungsschiffe und Boote zur Unterstützung des in Brindisi wieder aufgestellten San-Marco-Marineinfanterie-Bataillons übernommen. Ende der 1960er Jahre legte man an Stelle des geplanten, aber nicht gebauten dritten Kreuzers der Doria-Klasse die größere Vittorio Veneto auf Kiel, die wegen ihres rund 50 Meter langen Hubschrauberdecks mit darunterliegendem Hangar auch als Flugdeckkreuzer oder Hubschrauberträger bezeichnet wurde. Gleichzeitig übernahm Italien als Ersatz für die beiden alten Benson-Zerstörer Artigliere und Aviere von den USA drei Zerstörer der Fletcher-Klasse, die aber in einem so schlechten Zustand waren, dass man nur zwei Schiffe in Dienst stellte und nach rund fünf Jahren auch auf diese verzichtete. Ihren Platz nahmen zwei neue Lenkwaffenzerstörer der Audace-Klasse ein. Bei den Fregatten kamen 1968 die zwei Schiffe der Alpino-Klasse dazu, die als eine weitere Verbesserung der Bergamini-Klasse entstanden waren. Anfang der 1970er Jahre schieden dann fast alle noch aus der Zeit des Zweiten Weltkriegs stammenden Kriegsschiffe aus. Es verblieben drei neue Kreuzer, sechs Zerstörer der Klassen Indomito, Impavido und Audace (daneben blieb die San Giorgio bis 1980 als Schulschiff in Dienst) und zehn Fregatten der Klassen Centauro, Bergamini und Alpino.
Auch organisatorisch hatte sich die Lage bis zu diesem Zeitpunkt konsolidiert. Die territoriale Organisation der Marine bestand aus Küstenabschnittskommandos (Dipartimento militare marittimo) in La Spezia für das nördliche tyrrhenische Meer, in Neapel für den südlichen Teil, in Cagliari und Messina für Sardinien und Sizilien, in Tarent für das Ionische Meer und die südliche Adria sowie in Ancona für die restliche Adria. Diesen Kommandos unterstanden unter anderem Marinestützpunkte, Arsenale und Flugplätze, Fernmeldeeinrichtungen, Munitionsdepots und Krankenhäuser, administrative Dienststellen, Ausbildungseinrichtungen, Sicherungskräfte, Hilfsfahrzeuge und zum Teil auch Minenabwehrfahrzeuge. Dem Flottenkommando (Comando della Squadra Navale) in Santa Rosa bei Rom unterstanden hingegen vier Flottendivisionen (Divisione Navale) mit deren nachgeordneten Geschwadern. Der 1. und 2. Division in La Spezia und Tarent waren die Kreuzer, Zerstörer und Fregatten unterstellt, die 3. Division in Brindisi führte die amphibischen Kräfte und die Schnellboote, die 4. Division in Augusta die Korvetten. Für die U-Boote gab es ein separates Kommando mit Stützpunkten in Tarent und Augusta. Die Marine hatte insgesamt über 50.000 Soldaten.

### Das Flottengesetz von 1975

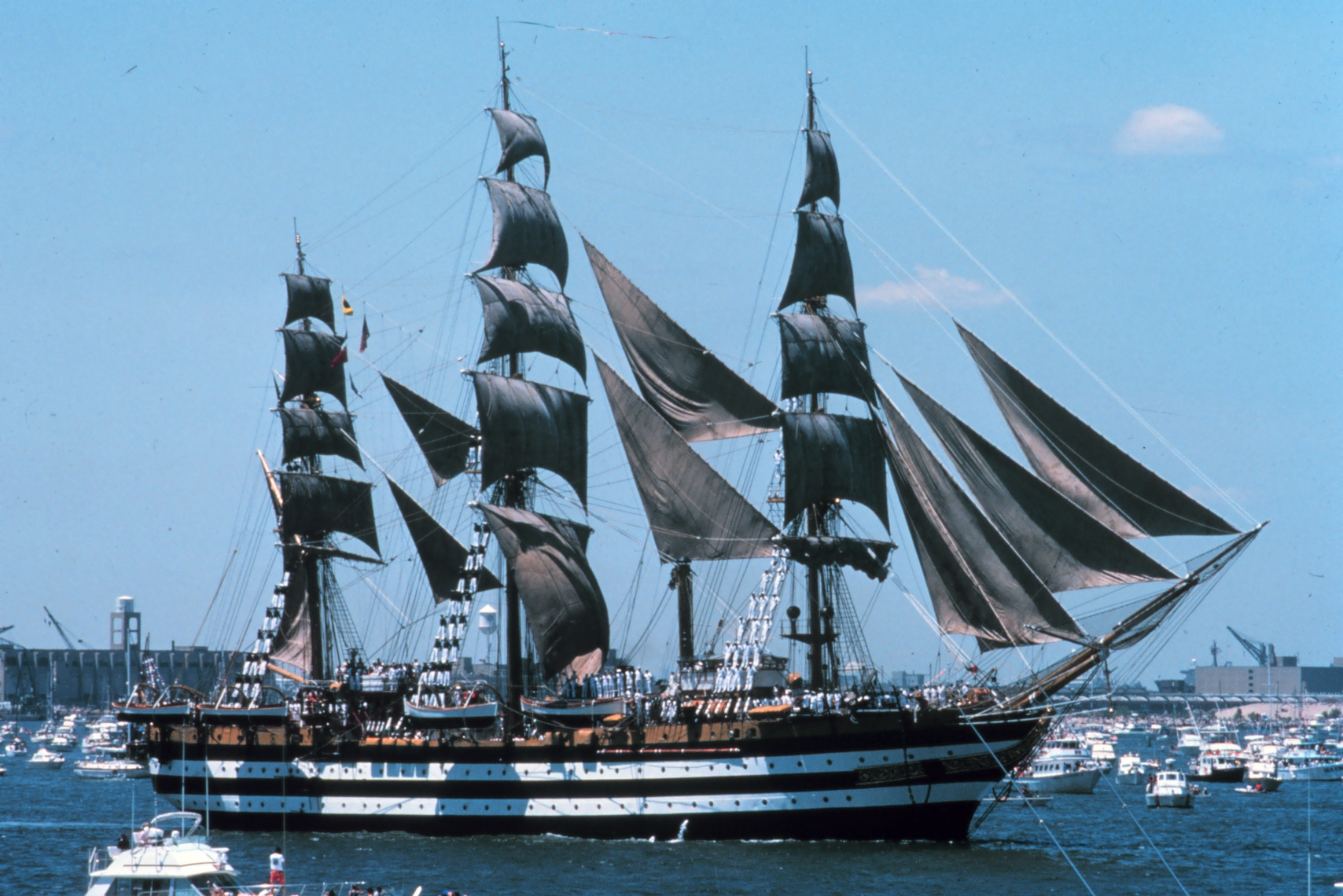
Das Segelschulschiff Amerigo Vespucci 1976 in New York

Anfang der 1970er Jahre war der sowjetische Flottenverband im Mittelmeer (5. Geschwader) auf über 80 Kriegsschiffe angewachsen, von denen der Großteil Marschflugkörper verschießen konnte. Als Israel 1973 im Jom-Kippur-Krieg bis zum Sueskanal vordrang, bereitete die Sowjetunion dort eine Intervention mit Luftlandeeinheiten und amphibischen Kräften vor. Zwischen dem sowjetischen 5. Geschwader und der 6. US-Flotte kam es im östlichen Mittelmeer zu feindseligen Begegnungen, die mit zu den Höhepunkten des Kalten Krieges zählten. Weiter westlich, in Libyen, hatte Muammar al-Gaddafi 1969 die Macht übernommen und alle dort wohnenden Italiener des Landes verwiesen. Im Oktober 1972 kam es sogar zu einem kurzen Schusswechsel, als ein libysches Kampfflugzeug eine italienische Korvette vor der libyschen Küste in internationalen Gewässern angriff. Gleichzeitig ließ in Italien die konjunkturelle Entwicklung nach, insbesondere nach der Ölkrise von 1973, was dazu führte, dass die italienischen Verteidigungsausgaben den Notwendigkeiten noch weniger entsprachen als bisher. Die wenigen Mittel konzentrierte man bei den beiden anderen Teilstreitkräften, die sich auf einen kontinentalen Krieg in Nordostitalien vorbereiteten. Bei der Marine fehlte es nach Außerdienststellung etlicher älterer Kriegsschiffe nicht nur an Mitteln für Neubauten, sondern auch an Geld für den Unterhalt der bestehenden Flotte. So wurden beispielsweise von den Klassen Alpino und Audace jeweils nur zwei statt der geplanten vier Einheiten gebaut. Die verbliebenen Schiffe der Klassen Centauro und Indomito waren technisch überholt. Die Fletcher-Zerstörer hatten einen sehr schlechten Eindruck hinterlassen, und dass man bei den U-Booten Anfang der 1970er Jahre nochmals auf zwei gebrauchte Tang-Boote angewiesen war, verbesserte die allgemeine Moral nicht. Sie war im Gegenteil so tief gesunken, dass rund 800 Marineoffiziere ein Protestschreiben an den Chef des Admiralstabs unterzeichneten. Der Befehlshaber der Flotte, Admiral Gino Birindelli, klagte im Februar 1970 bei einer Pressekonferenz über den Zustand der Marine. Er ging sogar so weit, dass er bei einem Besuch von Parlamentariern des Verteidigungsausschusses auf dem Kreuzer Garibaldi diese auf See in den Maschinenraum einsperren ließ, um ihnen die Arbeitsbedingungen der Soldaten vor Augen zu führen. Eine erste, oberflächliche Antwort der Politik war, mit Eugenio Henke erstmals einen Admiral auf den Posten des Generalstabschefs der Streitkräfte zu berufen. Angesichts der genannten politischen und militärischen Situation verabschiedete das Parlament schließlich am 22. März 1975 ein Flottengesetz, mit dem die Marine zusätzliche finanzielle Mittel für ein langfristiges Modernisierungsprogramm erhielt.

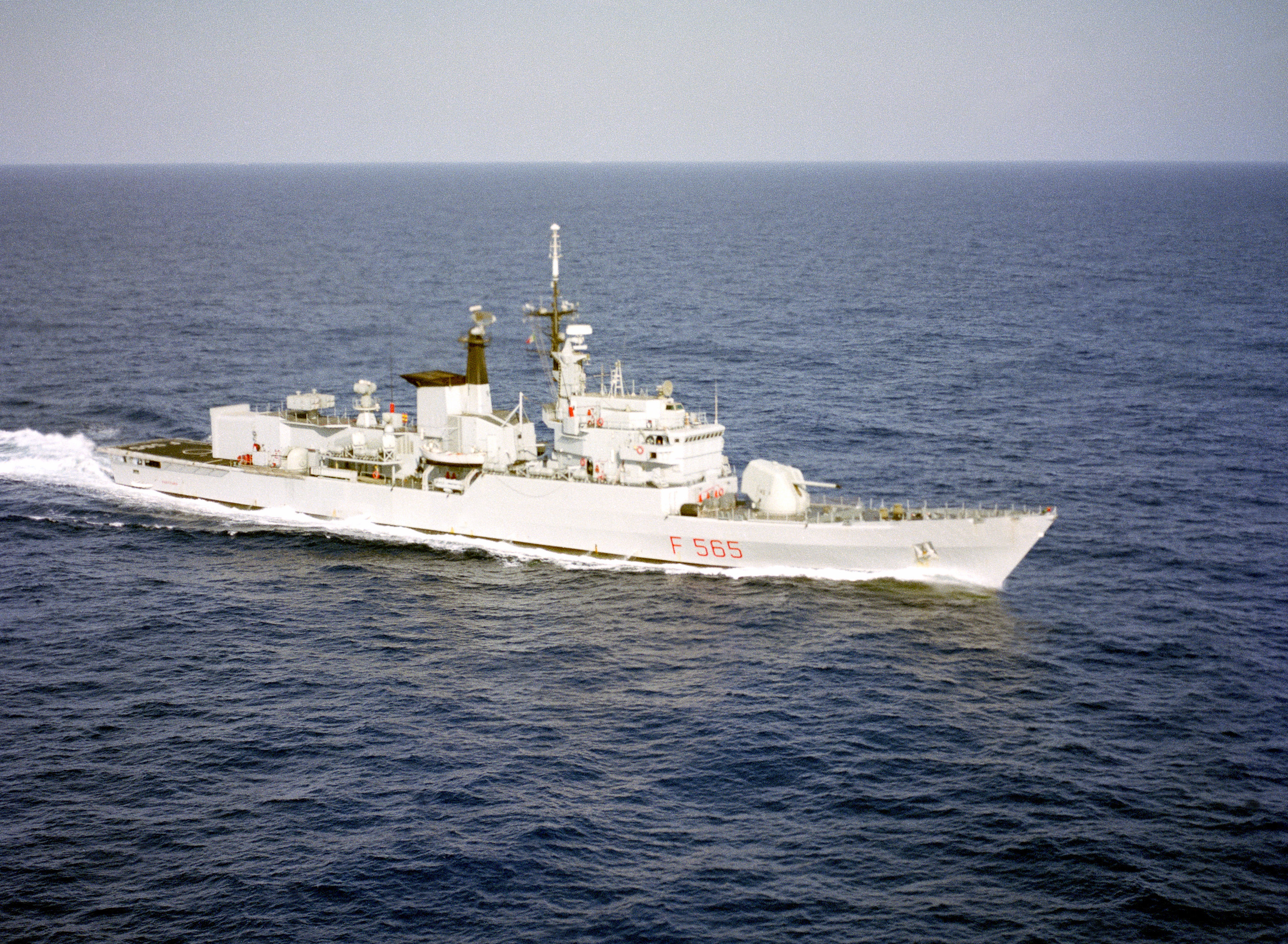
Die Fregatte Sagittario
der Lupo-Klasse (1983)

Bereits vor der Verabschiedung des Gesetzes hatte man vier Fregatten der Lupo-Klasse in Auftrag gegeben, sowie die ersten beiden U-Boote der Sauro-Klasse, einen Versorger der Stromboli-Klasse, einige kleinere Einheiten und Hubschrauber. Mit den zusätzlichen Mitteln des Flottengesetzes baute man über einen Zeitraum von 15 Jahren eine moderne und ausgewogene Flotte auf. Das Bauprogramm umfasste unter anderem einen weiteren Versorger, ein Landungsschiff (später zwei weitere der San-Giorgio-Klasse), zehn Minensuchboote (es wurden zwölf der Klassen Lerici und Gaeta), sechs Tragflügelboote der Sparviero-Klasse, zwei weitere U-Boote der Sauro-Klasse (schließlich acht), acht Fregatten der Maestrale-Klasse, zwei Zerstörer der De-la-Penne-Klasse und den Leichten Flugzeugträger Giuseppe Garibaldi, den man wegen der geltenden Rechtslage als Flugdeckkreuzer klassifizierte und ihn zunächst nur als Hubschrauberträger für U-Jagd-Aufgaben nutzte, bis man sich endlich mit der Luftwaffe einigte und 1991 die ersten AV-8+ Harrier II der Aviazione Navale in Dienst stellen konnte. Im Zug der Einführung des Trägers Giuseppe Garibaldi kamen auch neue Flottenplanungen auf. Dem Admiralstab zufolge sollte die italienische Flotte mindestens aus zwei (idealerweise aus drei) Hochseeverbänden bestehen, mit jeweils einem leichten Flugzeugträger, zwei Zerstörern und sechs Fregatten. Dies sollte angesichts der 1987 auch bei der Marine auf zwölf Monate reduzierten Grundwehrdienstzeit eine optimale Rotation zwischen Wartung, Ausbildung und Einsatzbereitschaft auf See ermöglichen. Die ideale Konsistenz lag also insgesamt bei drei Trägern, sechs Zerstörern und 18 Fregatten sowie 14 U-Booten. Mangels politischem Willen und wegen des unzureichenden Verteidigungshaushalts blieb es bei einem Flugzeugträger (Giuseppe Garibaldi) und einem Hubschrauberträger (Vittorio Veneto), zwei leichten Kreuzern der Doria-Klasse und vier Zerstörern der Klassen Audace und Impavido, sechzehn Fregatten der Klassen Maestrale, Lupo, Alpino und Bergamini sowie bei zwölf U-Booten der Klassen Sauro, Toti und Tang. Hinzu kamen gegen Ende der 1980er Jahre noch acht neue Korvetten der Minerva-Klasse und vier Patrouillenschiffe der Cassiopea-Klasse. Mit diesen Schiffen und in der bisherigen Organisation gelangte die italienische Marine an das Ende des Kalten Krieges.

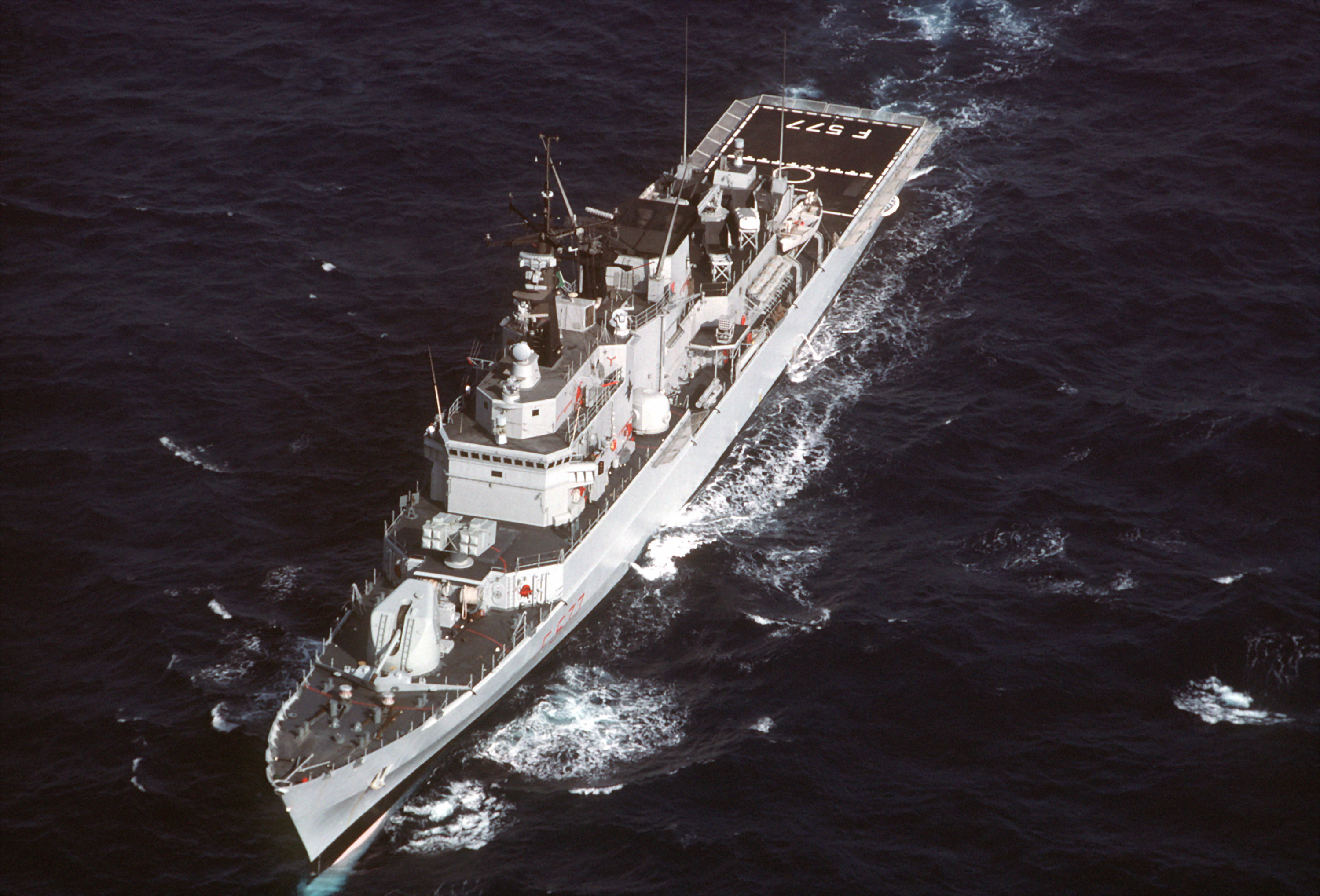
Die Fregatte Zeffiro
der Maestrale-Klasse (1988)

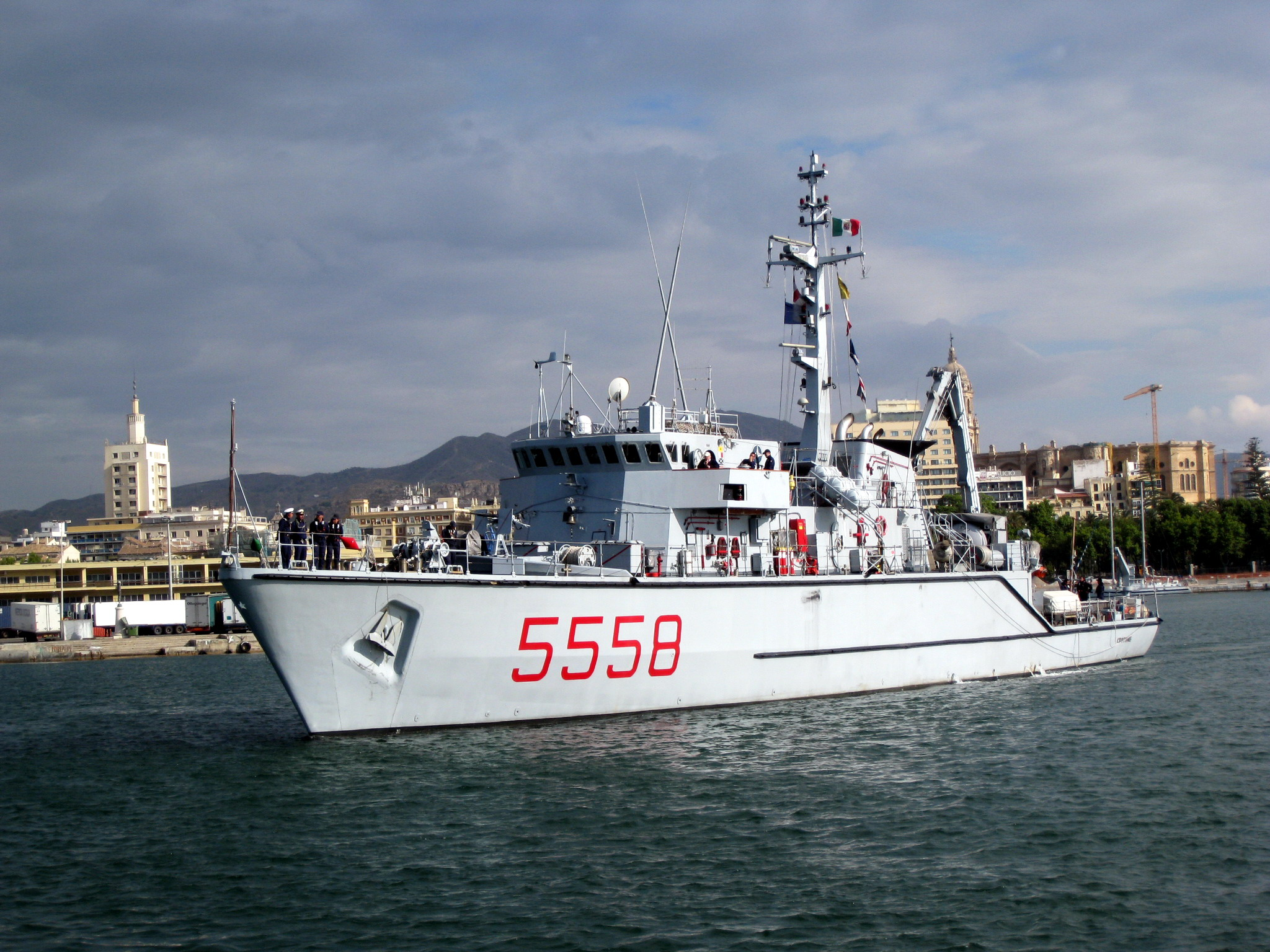
Minenjagdboot Crotone
der Lerici-/Gaetra-Klasse

Während der Ost-West-Konfrontation beteiligte sich die italienische Marine an verschiedenen anderen Einsätzen. 1979 wurden die Kreuzer Vittorio Veneto und Andrea Doria zusammen mit dem Versorger Stromboli ins Südchinesische Meer entsandt, wo sie insgesamt rund 1000 sogenannte Boatpeople retteten. Nach dem Ende des Krieges in Vietnam flohen auf dem Seeweg zahllose Menschen vor der Willkür der neuen Machthaber. Im Frühjahr 1982 begannen Patrouillenboote der Marina Militare im Rahmen der Multinational Force and Observers (MFO) im Golf von Akaba ihre Überwachungsaufgaben zur Sicherung des Friedens zwischen Ägypten und Israel. Der Einsatz dauert bis heute an. Nach dem Libanonkrieg von 1982 beteiligte sich Italien an einer internationalen Schutztruppe, unter anderem mit dem San-Marco-Bataillon. Teile der Flotte sicherten den Transport und die Unterstützung des italienischen Kontingents, das unter General Franco Angioni bis 1984 vor Ort blieb. 1984 entsandte man einen Minenabwehrverband ins Rote Meer, wo Seeminen in der Nähe des Sueskanals die Handelsschifffahrt gefährdeten. 1985 führte die Entführung des Kreuzfahrtschiffes Achille Lauro fast zu einem Eingreifen der Kampfschwimmer von COMSUBIN. Die Angelegenheit endete schließlich mit einer kritischen Konfrontation zwischen italienischen und amerikanischen Soldaten in Sigonella. Im folgenden Jahr kam es zu militärischen Auseinandersetzungen zwischen den USA und Libyen (Operation Attain Document), in deren Verlauf die Libyer eine Scud-Rakete auf Lampedusa abfeuerten, ohne das Ziel zu treffen. Die italienische Marine entsandte daraufhin einige Kriegsschiffe in das Seegebiet, die der Abschreckung und der Luftraumüberwachung dienen sollten (Operation Girasole). Als im iranisch-irakischen Krieg die Kampfhandlungen auf die zivile Handelsschifffahrt im Persischen Golf übergriffen, insbesondere auf Öltanker, entsandten mehrere Staaten Kriegsschiffe in die Region. Nachdem das italienische Handelsschiff Jolly Rubino dort Anfang September 1987 angegriffen worden war, erhielten zwei Fregatten der Maestrale-Klasse, eine der Lupo-Klasse, drei Minensucher der Lerici-Klasse, ein Versorger und ein Tender den Marschbefehl. Diese Zusammensetzung des Einsatzverbandes wurde auch im Zug von Ablösungen rund ein Jahr lang aufrechterhalten. Rückblickend hielt man die Entscheidungen, die man 1975 mit dem Flottengesetz getroffen hatte, für richtig, nur bei den Versorgern bestand ein offensichtlicher Bedarf für ein weiteres Schiff.
Nur am Rande seien die längeren Ausbildungsfahrten italienischer Kriegsschiffe zwischen 1950 und 1990 erwähnt. So umfuhr der Kreuzer Raimondo Montecuccoli als Schulschiff 1956/1957 den Globus und 1963 den afrikanischen Kontinent. Die Fahrten anderer Schiffe hatten unter anderem Japan, Australien, Südamerika, die USA und Kanada als Ziel. Einige Schiffe leisteten im In- und Ausland auch Beiträge zur Katastrophenhilfe.

### Nach 1990
Nach 1990 begann einerseits eine Verkleinerung der Flotte, andererseits aber auch ihre Modernisierung. Anfang der 1990er Jahre schieden die beiden Kreuzer der Doria-Klasse, die zwei Zerstörer der Impavido-Klasse und die letzten beiden Bergamini-Fregatten aus dem aktiven Dienst aus. Die beiden Fregatten der Alpino-Klasse baute man 1995 zu einem Erprobungsschiff und zu einem Tender um. Schließlich stellte man auch die letzten Korvetten der Klassen de Cristofaro und Albatros sowie die Sparviero-Tragflügelboote außer Dienst. Die beiden U-Boote der Tang-Klasse hatten die Flotte bereits Ende der 1980er Jahre verlassen, die vier kleinen Toti-Boote folgten Mitte der 1990er Jahre.
Mit einiger Verspätung kamen 1992 als letzte große Einheiten des Flottenbauprogramms von 1975 die zwei Zerstörer der De-la-Penne-Klasse zur Flotte, die dann über zehn Jahre lang die beiden verbliebenen Audace-Zerstörer ergänzten. Bei den Fregatten übernahm die Marina Militare notgedrungen vier weitere Schiffe der Lupo-Klasse, die ursprünglich für den Irak gebaut worden waren, dann aber einem internationalen Waffenembargo unterlagen. Damit blieb es vorerst bei 16 Fregatten der Klassen Maestrale und Lupo, bis die älteren vier Lupos um 2004 an die Peruanische Marine verkauft wurden. Bei den Korvetten und Patrouillenschiffen beschaffte man insgesamt 18 Einheiten der Klassen Minerva, Cassiopea, Sirio und Comandanti. Zwei weitere U-Boote der Sauro-Klasse brachten deren Gesamtbestand auf acht.
Im Jahr 1997 kam es unter dem Generalstabschef Admiral Guido Venturoni zu einer tiefgreifenden Gesamtreform der italienischen Streitkräfte, die besonders die Führungsstrukturen betraf. 1999 übertrug man dem Flottenkommando neben den operativen auch etliche Ausbildungsaufgaben und Einrichtungen. Die bisherige Organisation der Flotte wurde durch eine funktionalere Organisation mit Typkommandos und gemischten Einsatzverbänden ersetzt. Bei der weiteren Flottenplanung setzte man auf entwicklungs- und stückkostenmindernde internationale Kooperationen. Mit Frankreich und vorübergehend mit dem Vereinigten Königreich entwickelte man die Zerstörer der Horizon-Klasse, von denen zwei Schiffe als Ersatz für die beiden Audace-Zerstörer bestellt wurden. Auf der Grundlage der Horizon-Klasse entwickelten Frankreich und Italien dann die FREMM-Fregatten. Im U-Boot-Bau hatte Italien in den 1990er Jahren den Anschluss verloren, insbesondere beim außenluftunabhängigen Antrieb, weswegen man sich in diesem Fall dem deutschen U212-Projekt anschloss.

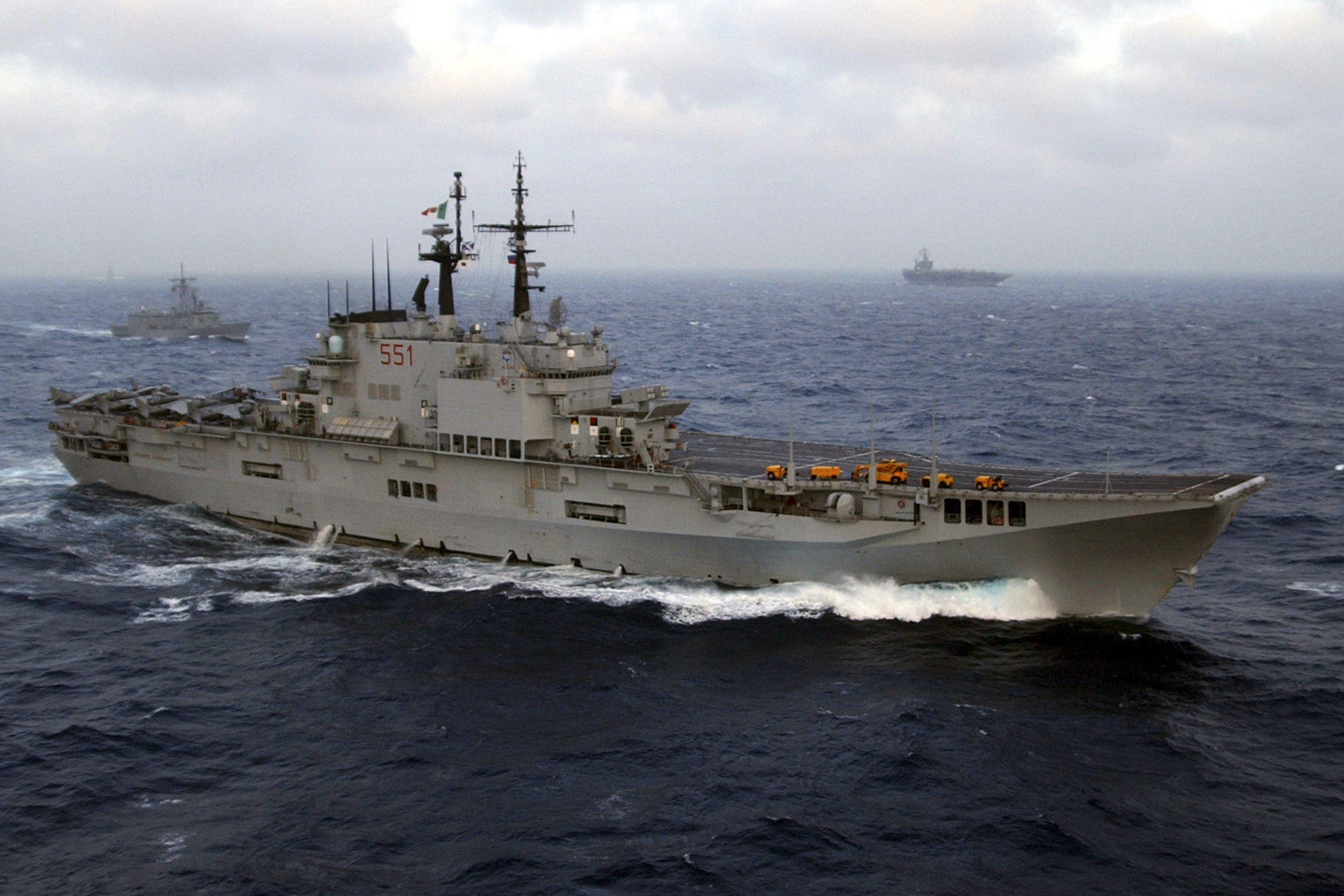
Der leichte Flugzeugträger
Giuseppe Garibaldi

Finanzielle Gründe hatten in den 1980er Jahren den Bau eines Schwesterschiffs des Trägers Garibaldi verhindert, welches die Vervollständigung und den besseren Schutz eines zweiten Hochseeverbandes sowie die Abdeckung von Werftliegezeiten des jeweils anderen Trägers erlaubt hätte. So vergingen mehr als 20 Jahre bis zum Bau eines zweiten Flugzeugträgers, der Cavour, die den Hubschrauberträger Vittorio Veneto ablöste. Da es sich bei den drei genannten Trägern aus finanziellen Gründen um Einzelschiffe handelte, sprach die italienische Fachpresse bald abschätzig von der „Prototypenmarine“ und kritisierte die Unwirtschaftlichkeit dieser Vorgehensweise. Auch bei den Versorgern erhielt die Marine mit der Etna 1998 ein Einzelschiff. Von Bedeutung war die schrittweise Einführung von neuen Hubschraubern der Typen AW101 und NH90, wobei es bei Letzteren zu unerfreulichen Verzögerungen kam. Wegen der zunehmenden Auslandseinsätze beschloss man in den 1990er Jahren den Ausbau der Marineinfanterie auf Regimentsstärke und institutionalisierte später die Zusammenarbeit mit dem amphibischen Lagunari-Regiment und anderen Heeresverbänden.

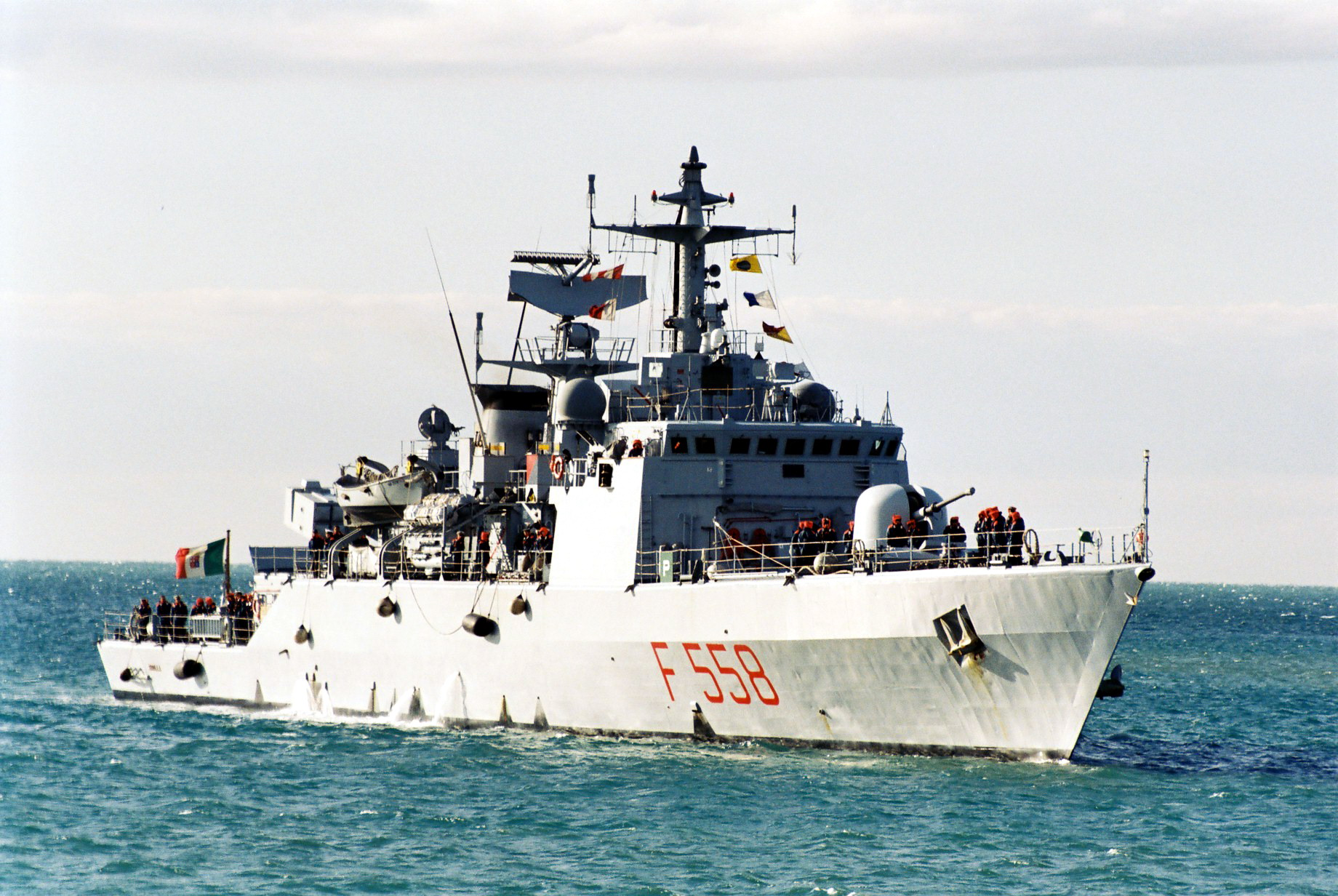
Die Korvette Sibilla

Wegen des irakischen Angriffs auf Kuwait kehrten italienische Kriegsschiffe bereits im August 1990 wiederum für ein Jahr in den Persischen Golf zurück, wo sie sich an der Durchsetzung des Embargos gegen den Irak, am Schutz von US-Trägerkampfgruppen und schließlich an der Räumung von Minen beteiligten. Eingesetzt wurden wie schon zuvor Fregatten der Klassen Maestrale und Lupo sowie Versorger und Minensucher, nunmehr aber auch Zerstörer und Korvetten der Klassen Audace und Minerva. Zwei Schiffe evakuierten auf dem Rückweg nach Italien europäische Zivilisten aus bürgerkriegserschütterten Somalia, wohin man dann im Rahmen der Operationen UNOSOM I und II im Dezember 1993 ein Militärkontingent entsandte, das unter anderem aus dem San-Marco-Bataillon bestand. Dieser erfolglose Einsatz endete für Italien und andere Staaten im März 1994. Andere Kontingente mussten ein Jahr später im Rahmen der Operation United Shield evakuiert werden, wofür Italien den Träger Garibaldi (unter anderem mit Kampfhubschraubern des Heeres), eine Fregatte, zwei Landungsschiffe und einen Versorger sowie knapp 600 Marineinfanteristen und Heeressoldaten entsandte. Gleichzeitig musste die Marine auch das italienische ONUMOZ-Kontingent in Mosambik unterstützen. Ein weiterer Krisenherd entstand in Albanien, von wo aus ein massiver Flüchtlingsstrom nach Italien einsetzte. Nach dem sogenannten Lotterieaufstand musste auch in Albanien militärisch interveniert werden (Operation Alba), wobei zwei italienische Schiffe negativ auffielen: der Kreuzer Vittorio Veneto, der vor Vlora auf Grund lief, und die Korvette Sibilla, die mit einem albanischen Flüchtlingsboot kollidierte, wobei mindestens 80 Flüchtlinge ertranken. Für die Marine und die zu ihr gehörende Küstenwache sprachen andererseits die zahllosen Flüchtlinge, die man im Lauf der Jahre aus dem Meer holte. Bis zur Jahrtausendwende unterstützte die Marine auch Einsätze im oder vor dem ehemaligen Jugoslawien (unter anderem Sharp Guard, Allied Force), in Eritrea und auch in Osttimor, wohin man das Landungsschiff San Giusto entsandt hatte, unter anderem mit Soldaten von COMSUBIN.

Die Marineflagge der Republik Italien

Nach den Terroranschlägen am 11. September 2001 beteiligte sich die Marina Militare an der Operation Enduring Freedom, wobei vom Träger Garibaldi Kampfflugzeuge vom Typ Harrier zu Einsätzen über Afghanistan starteten. Dort wurden auch Teile des San-Marco-Regiments, Teams von COMSUBIN und Hubschrauber der Marineflieger eingesetzt. Gleichzeitig begannen im östlichen Mittelmeer NATO-Flottenverbände unter italienischer Beteiligung mit der Operation Active Endeavour. Von 2003 bis 2006 unterstützte die Marine ein italienisches Militärkontingent im Irak, dann ein weiteres im Libanon, das dort nach dem Krieg von 2006 die UNIFIL-Truppe verstärkte. Bei dieser Gelegenheit kam erstmals die gemeinsame amphibische Truppe von Heer und Marine zum Einsatz, für deren Transport neben der Garibaldi alle drei Landungsschiffe der San-Giorgio-Klasse nötig waren. In den Jahren danach rückte die Bekämpfung der Piraterie vor der Küste Somalias in den Vordergrund, wofür italienische Schiffe vor Ort NATO- oder EU-Verbänden unterstellt wurden, deren Führung auch italienische Admirale übernahmen, darunter Giovanni Gumiero. 2011 befehligte Admiral Rinaldo Veri beim internationalen Militäreinsatz in Libyen die NATO-Seestreitkräfte, die im Rahmen der Operation Unified Protector ein Waffenembargo gegen Libyen durchsetzten. Der Flugzeugträger Garibaldi kehrte nach vier Monaten auf See nach Tarent zurück, da dessen Harrier bei den Angriffen auf Ziele in Libyen die Marineflieger um den gesamten Bestand an Präzisionsbomben gebracht hatten. Noch im selben Jahr beschloss die Regierung Monti wegen der Staatsschuldenkrise in Italien drastische Sparmaßnahmen, von denen die italienische Marine nicht verschont blieb.
| Hydrographisches Institut der Marine Genua |

| Marinebasis La Spezia |

| Flugplatz Luni |

| Accademia Navale |

| Flottenkommando Santa Rosa |

| Admiralstab Rom |

| Unteroffizierschule La Maddalena |

| Stützpunkt Cagliari |

| Marinebasis Augusta |

| Flugplatz Fontanarossa |

| Marinebasis Tarent |

| Flugplatz Grottaglie |

| San-Marco-Regiment |

| Führungsakademie Venedig |

| Marinegymnasium Venedig |

## Marinemuseen und Traditionspflege
Das Museo storico navale in Venedig dokumentiert die Geschichte der Seefahrt im Allgemeinen und die der Seestreitkräfte der Republik Venedig und Italiens im Besonderen. Der ursprüngliche Bestand an Schiffsmodellen und Waffen sowie das prunkvolle venezianische Staatsschiff Bucintoro fielen im Dezember 1797 und im Januar 1798 plündernden napoleonischen Soldaten zum Opfer. Das Museo tecnico navale in La Spezia ist insbesondere auf technische Aspekte und die Spezialeinheiten der italienischen Marine ausgerichtet. 1943 zerstörten alliierte Luftangriffe auf La Spezia auch in diesem Fall Teile des ursprünglichen Bestandes, dessen Exponate unter anderem die Schlacht von Lepanto dokumentierten. Die Seekriegsflaggen außer Dienst gestellter Kriegsschiffe werden im Vittoriano in Rom aufbewahrt, wo auch eine kleine Marineausstellung zu sehen ist. Neben den genannten Museen der Marine gibt es noch eine Reihe anderer Museen, die auch die Militärschifffahrt zum Thema haben. Den Gefallenen der beiden Weltkriege ist das Monumento al Marinaio d’Italia in Brindisi gewidmet, das dem deutschen Marine-Ehrenmal Laboe nicht unähnlich ist. Bei der Traditionspflege spielen die vier alten Seerepubliken eine bedeutende Rolle, obwohl die italienische Marine nur sehr indirekt in deren Nachfolge steht. Zwischen der Regia Marina und der Marina Militare gibt es hingegen keinen historischen Bruch. Die Ausrufung der Republik erforderte 1946 eine Namensänderung, die de facto aber ein neues Kapitel aufschlug. Die militärischen Einzelleistungen von Kriegsschiffen und Marinesoldaten der Regia Marina werden von der Marina Militare in Ehren gehalten, was die Namen von Schiffen und militärischen Einrichtungen unterstreichen, ansonsten zeigt sich aber noch mehr als bei Heer und Luftwaffe, dass man das Jahr 1946 als wirklichen Neuanfang begreift.

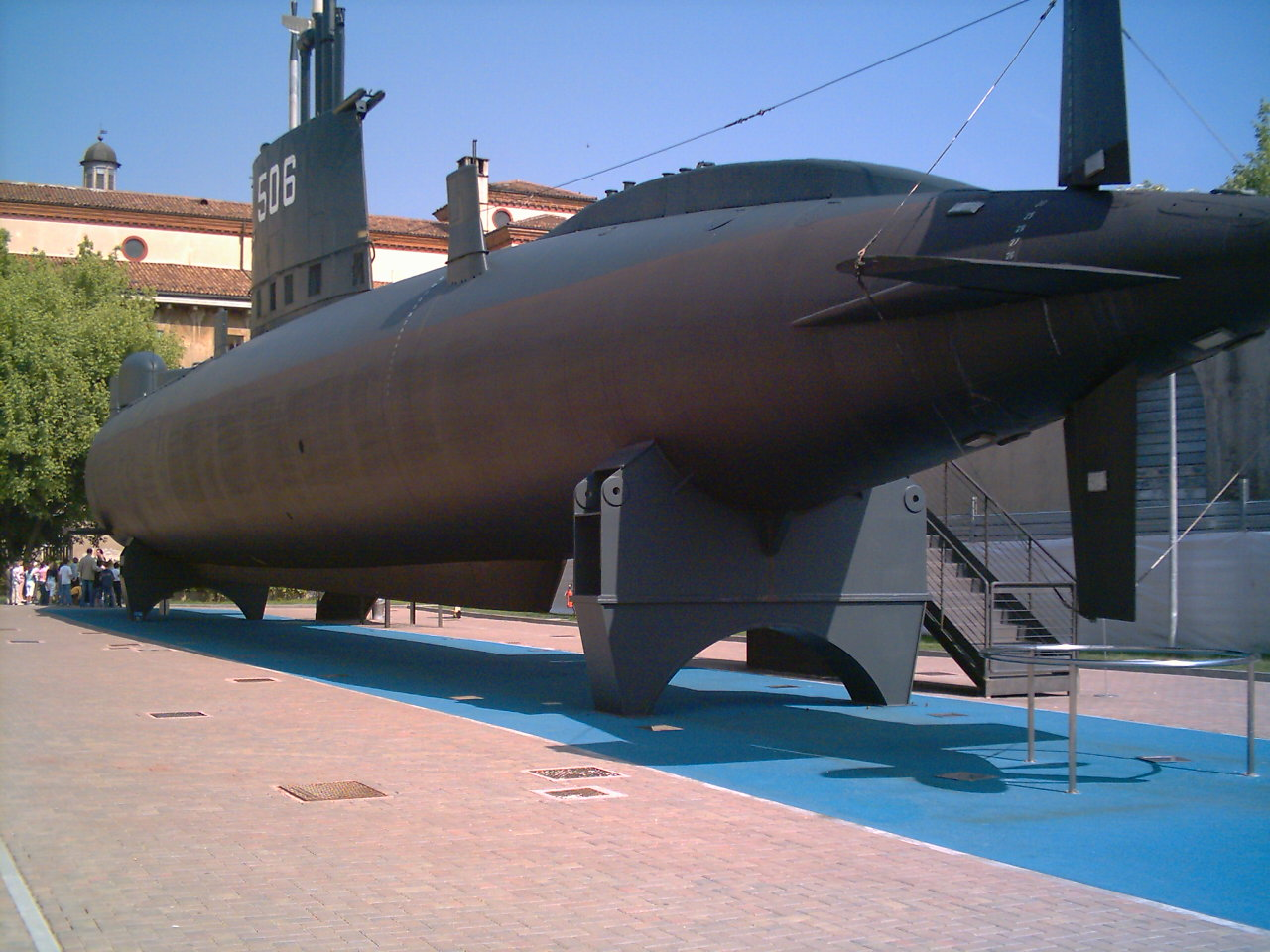
Das U-Boot Enrico Toti im Technikmuseum in Mailand
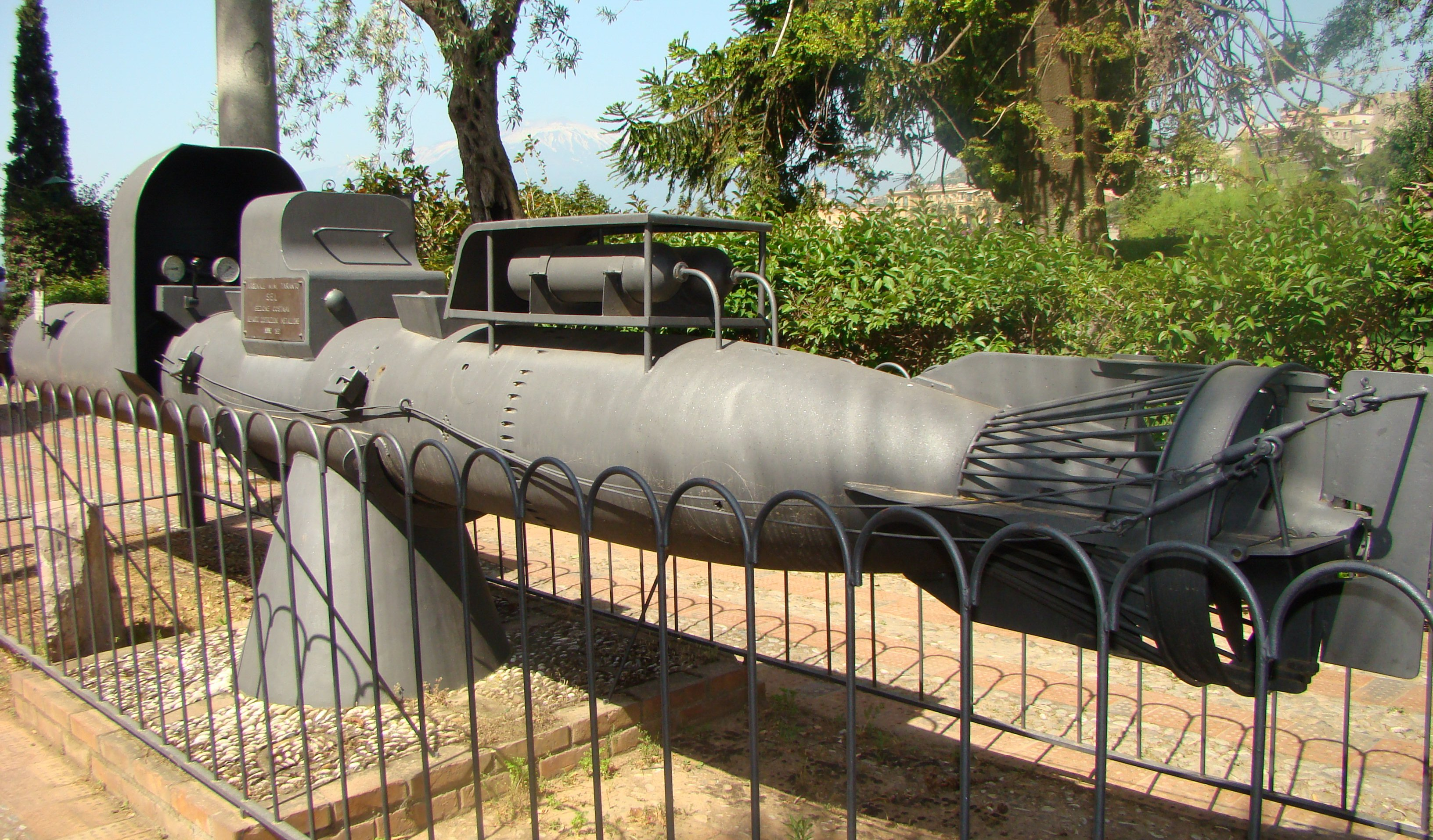
Bemannter Torpedo in städtischer Grünanlage in Taormina, Sizilien
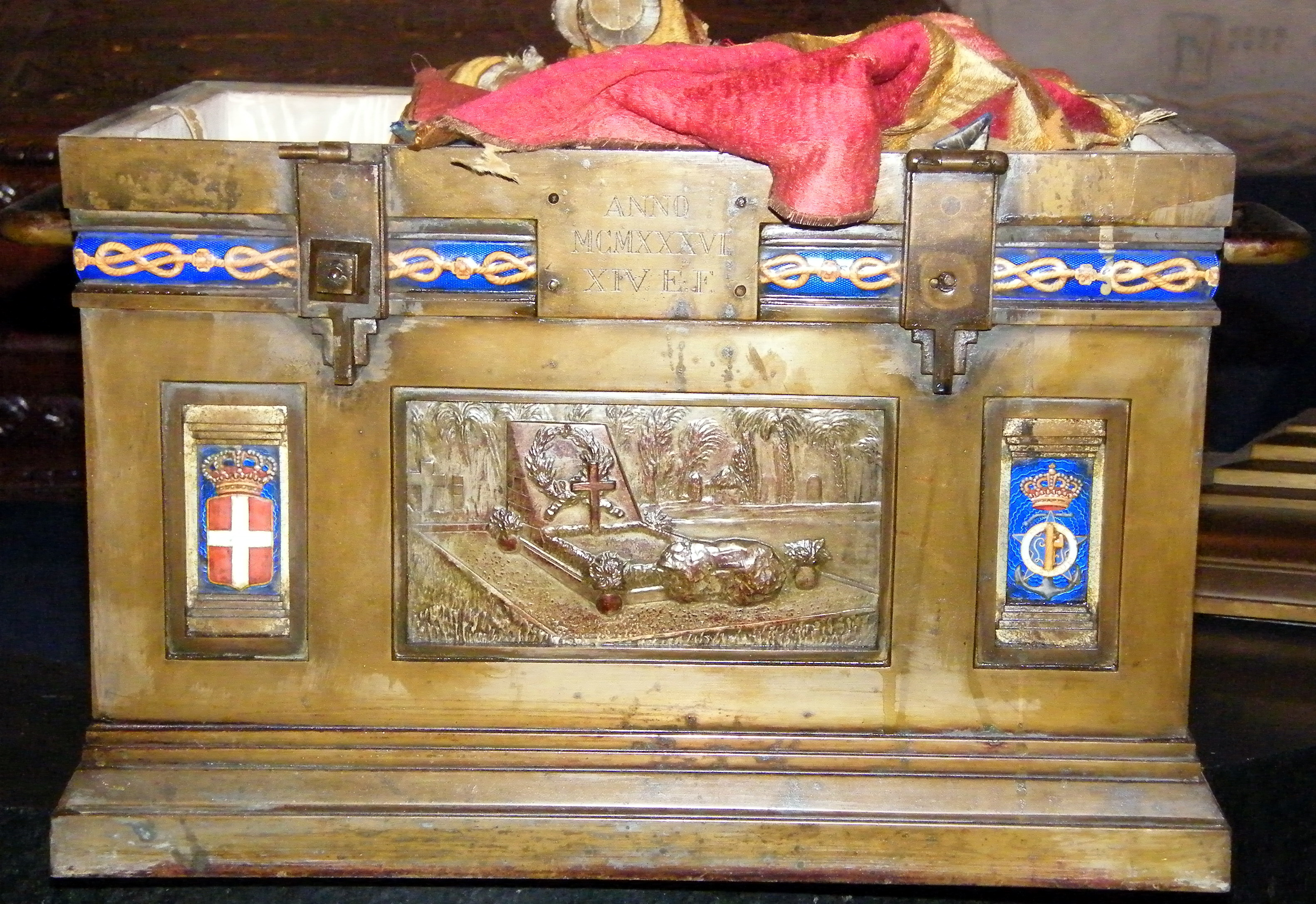
Seekriegsflagge des Kreuzers Duca degli Abruzzi, Vittoriano, Rom
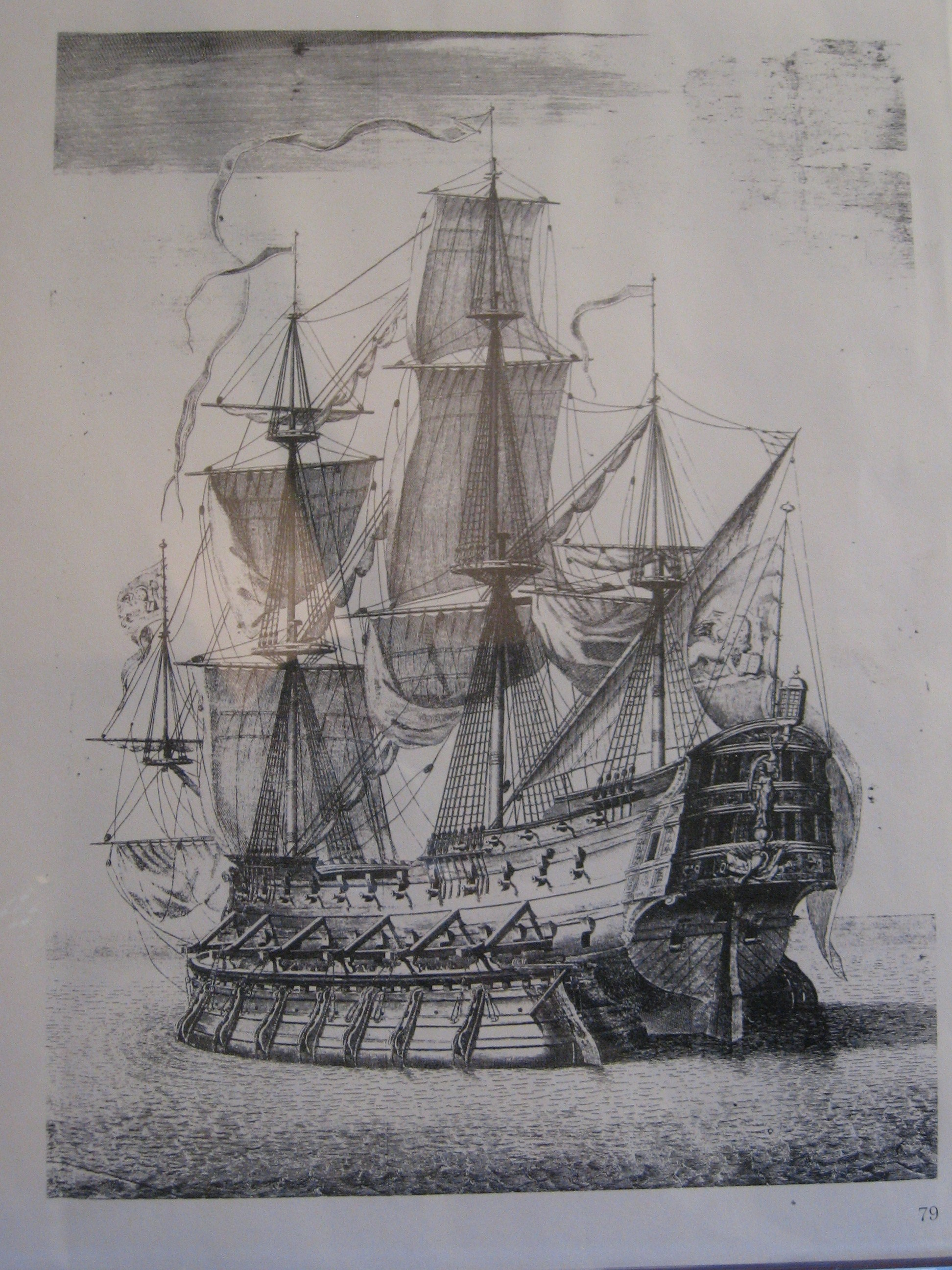
Venezianisches Schiff mit Schiffskamelen, 17. Jh., Museo storico navale
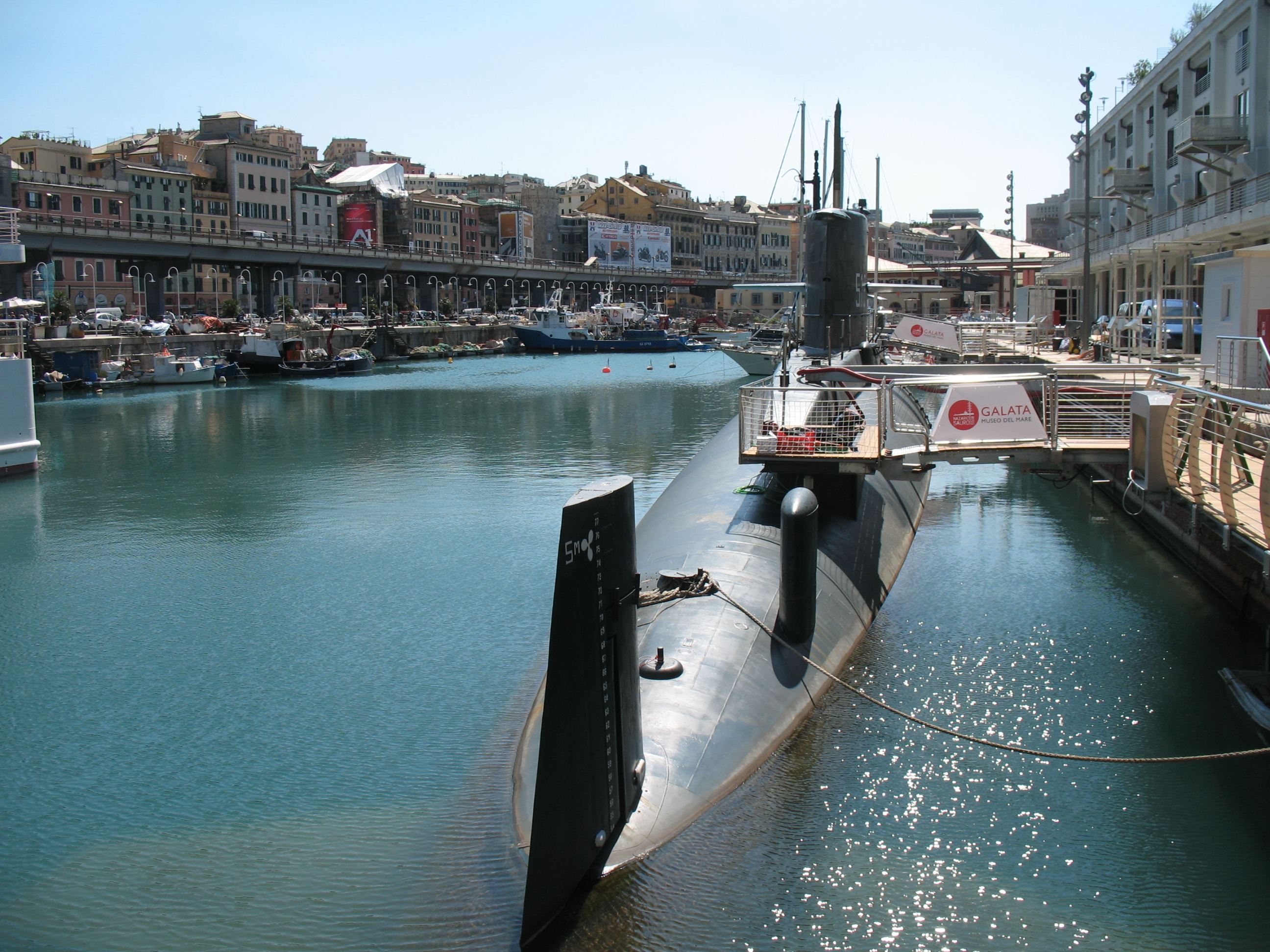
Das Museums-U-Boot Nazario Sauro im Meeresmuseum Galata, Genua

## Verweise